# Италия
Ита́лия (итал. Italia [iˈtaːlja]), официальное название — Италья́нская Респу́блика (итал. Repubblica Italiana [reˈpubːlika itaˈljaːna]) — государство в Южной Европе, в центре Средиземноморья. Входит в Европейский союз и НАТО с момента их создания, является третьей по величине экономикой еврозоны. Площадь — 302 070 км². Население — 59 283 968 человек (2024 г.).
Граничит с Францией на северо-западе (протяжённость границы — 488 км), Швейцарией (740 км) и Австрией (430 км) — на севере, Словенией — на северо-востоке (232 км). Занимает Апеннинский полуостров, Паданскую равнину, южные склоны Альп, острова Сицилия, Сардиния и ряд мелких островов.
Внутри территории Италии находятся два государства-анклава: государство Сан-Марино и расположенное внутри территории Рима ассоциированное с Италией государство Ватикан, с каждым из которых Италия имеет внутреннюю границу протяжённостью, соответственно, 39 км и 3,2 км.
Столица и крупнейший город — Рим, другие крупные города — Милан, Неаполь, Турин, Палермо, Генуя, Болонья, Флоренция, Бари, Катания и Венеция. Государственный язык — итальянский, распадающийся на множество диалектов.
Италия — унитарное государство и парламентская республика. Президент с 3 февраля 2015 года — Серджо Маттарелла, председатель Совета министров с 22 октября 2022 года — Джорджа Мелони.
На территории Италии находится 60 памятников всемирного наследия ЮНЕСКО.

## Этимология
Происхождение слова Italia точно не известно. Согласно наиболее распространённой точке зрения, термин пришёл из Греции и означает «страна телят». Бык был символом народов, населявших юг Италии, и часто изображался бодающим римскую Волчицу. Изначально название Italia применялось только к той части территории, которую теперь занимает Южная Италия (современная провинция Калабрия).

## Физико-географическая характеристика

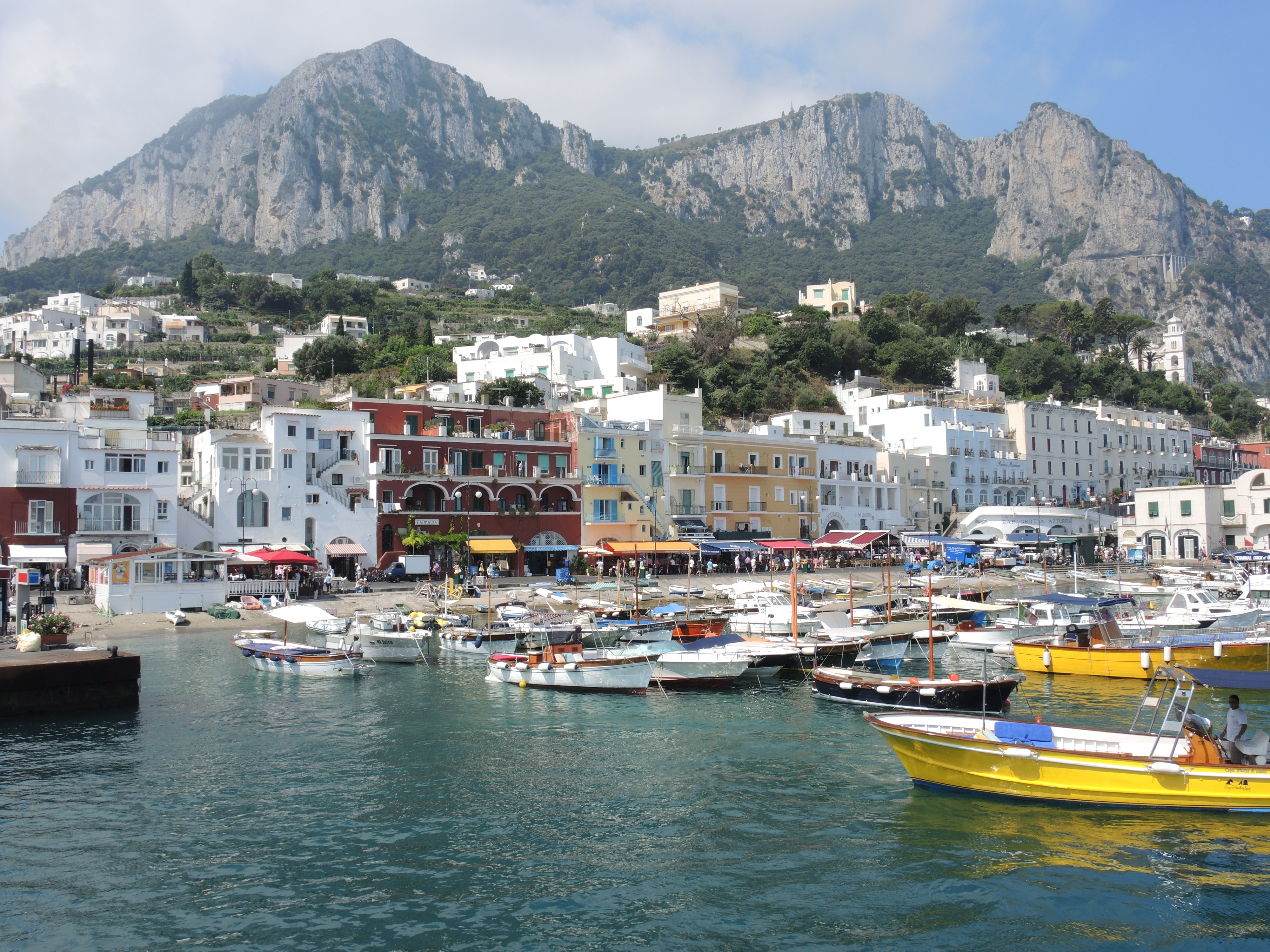
Капри

### Географическое положение
Площадь Италии составляет 302 073 км² (72-е место по площади среди стран мира).
Страна имеет сухопутную границу с Францией, Швейцарией, Австрией и Словенией.

### Геологическое строение

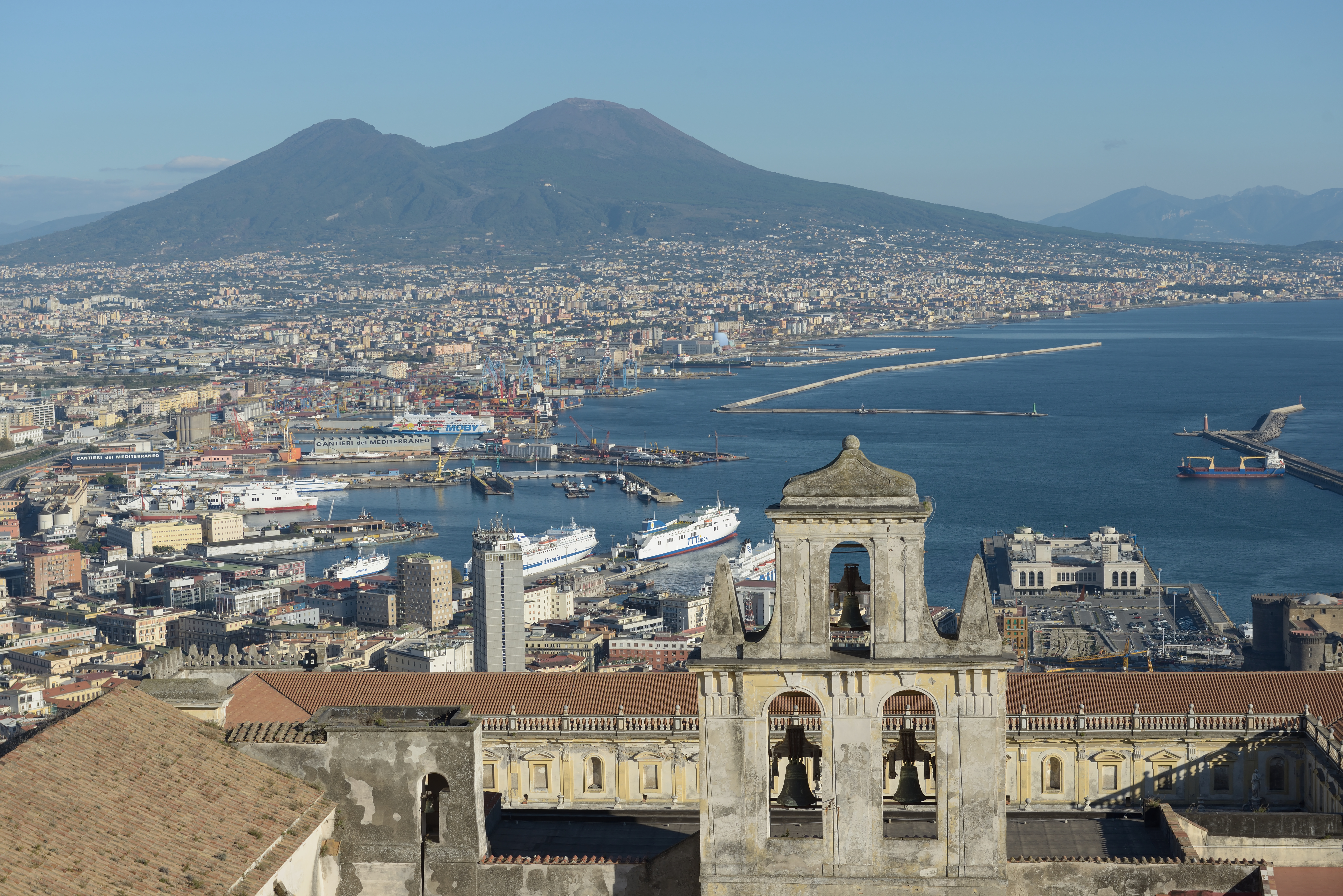
Везувий

Италия находится в области соприкосновения литосферных плит, поэтому землетрясения являются нередким явлением.
В Италии есть как действующие, так и потухшие вулканы. Среди них выделяют пять самых крупных:
1. Этна — самый высокий действующий вулкан Европы — 3340 м. Он находится на северо-востоке острова Сицилия, представляя вместе с другими кратерами пейзаж невероятной красоты, который открывается с побережья региона Калабрия.
2. Везувий — (1277 м) возвышается над Неаполем и заливом — этот пейзаж всемирно известен. Самое известное извержение Везувия произошло в 79 г. н. э., когда почти полностью под лавой и пеплом оказались Помпеи, Стабии, Геркуланум. Последний раз Везувий проснулся в 1944 году, но специалисты заявляют, что в дальнейшем вулкан будет постоянно активен и очень опасен.
3. Стромболи — действующий вулкан, образует часть Липарских островов в Тирренском море.
4. Вулькано — ещё один вулкан Липарских островов, находится на одноимённом острове.
5. Марсили — потенциально опасный подводный вулкан, расположен в Тирренском море.

### Рельеф

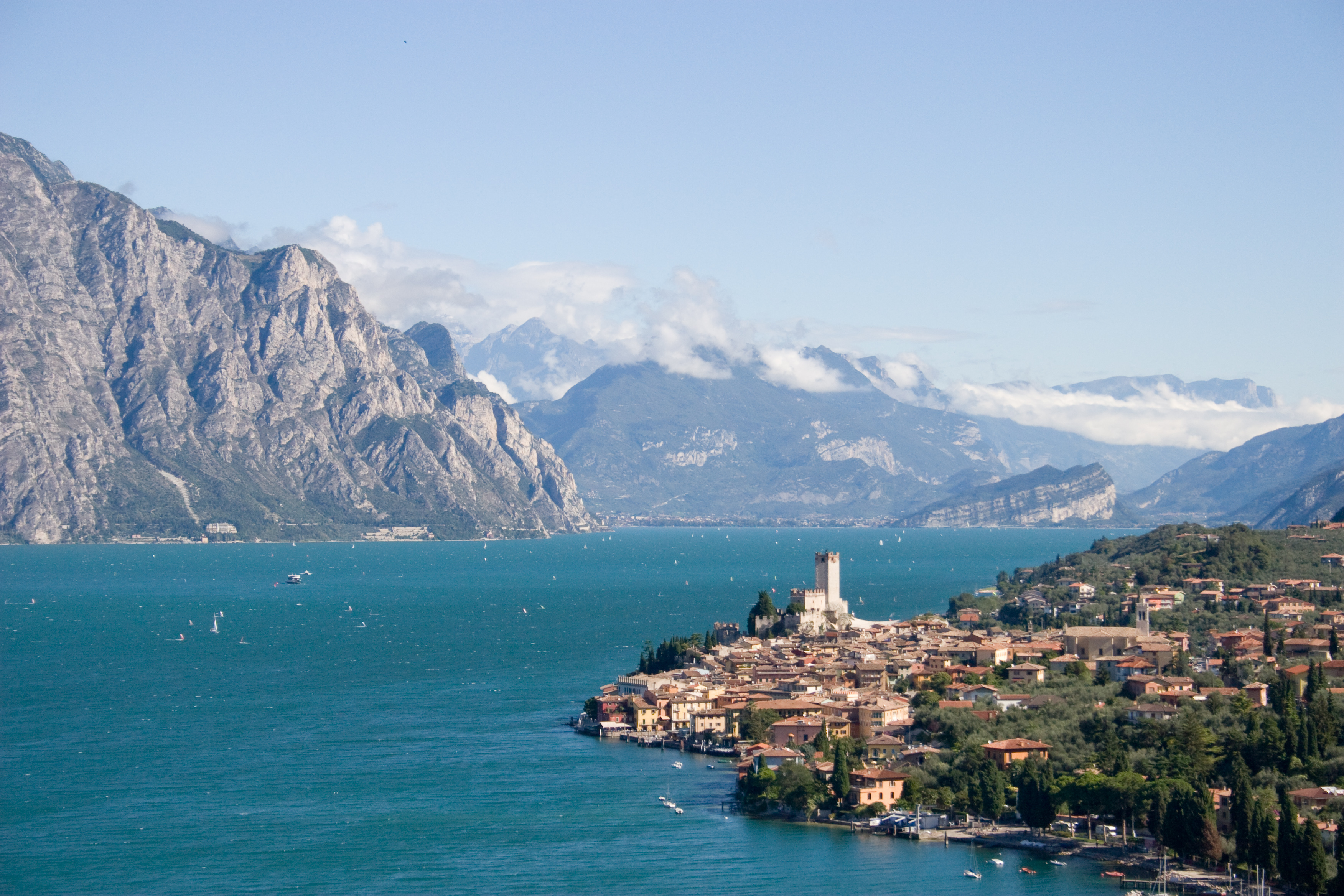
Озеро Га́рда — самое большое озеро в Италии

Италия — преимущественно горная страна.
На севере — южные склоны Альп с высшей точкой Западной Европы горой Монблан (4810 м), южнее — Паданская равнина; на полуострове — Апеннинские горы (высшая точка — гора Корно-Гранде, 2914 м). Апеннинские горы делятся на: Лигурийские, Тоскано-Эмилианские, Умбро-Маркские, Абруццкие, Кампанские, Луканские, Калабрийские Апеннины и Монти-Сабини. Ещё в восточной части полуострова находится полуостров Гаргано, на юго-востоке и юго-западе полуострова Салентина и Калабрия, соответственно. Действующие вулканы — (Везувий, Этна); часты землетрясения.
Омывающие моря — с востока Апеннинский полуостров омывается Адриатическим морем с Венецианским заливом в его северной части. Пролив Отранто между Апулией и Албанией соединяет Адриатическое море с Ионическим. Между Апулией и Калабрией глубоко внедряется в сушу залив Таранто. Очень узкий Мессинский пролив отделяет Калабрию от Сицилии, а Сицилийский (или Тунисский) пролив шириной 135 км — Сицилию от Северной Африки. Тирренское море представляет собой бассейн треугольной формы, обрамлённый Сардинией, Корсикой, Тосканским архипелагом, Апеннинским полуостровом и Сицилией. К северу от Корсики находится Лигурийское море с Генуэзским заливом.
В северо-восточной части острова Сицилия расположены горы Неброди, а в юго-западной части острова Сардиния равнина Кампидано.
Большая часть маленьких островов разделена на архипелаги, например Тосканский архипелаг, который включает остров Эльба, на который был сослан Наполеон Бонапарт.
Самая длинная река Италии — По, её длина — 682 км. Крупнейшее озеро — Гарда (370 км²).

### Климат

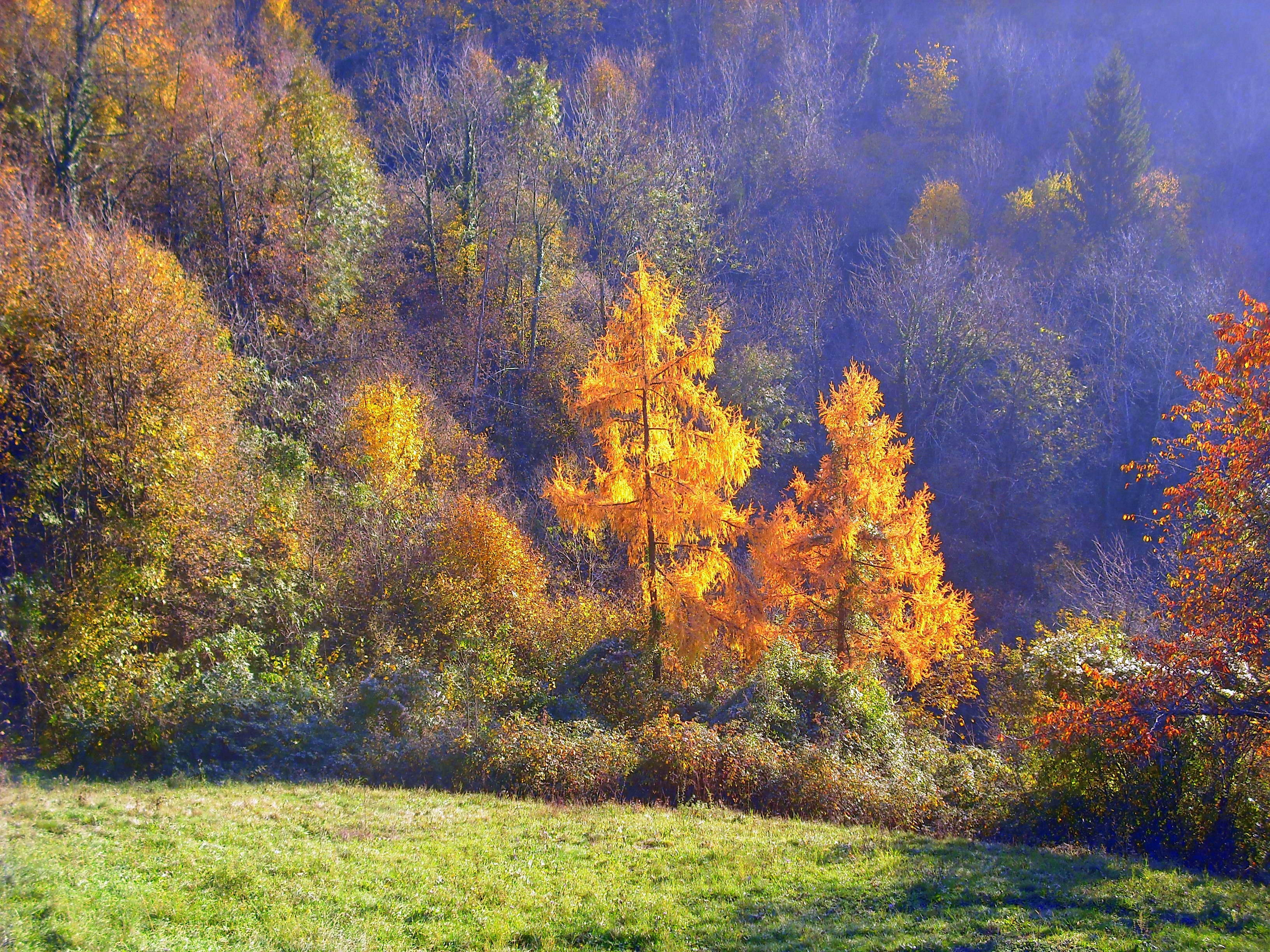
Осень в Италии

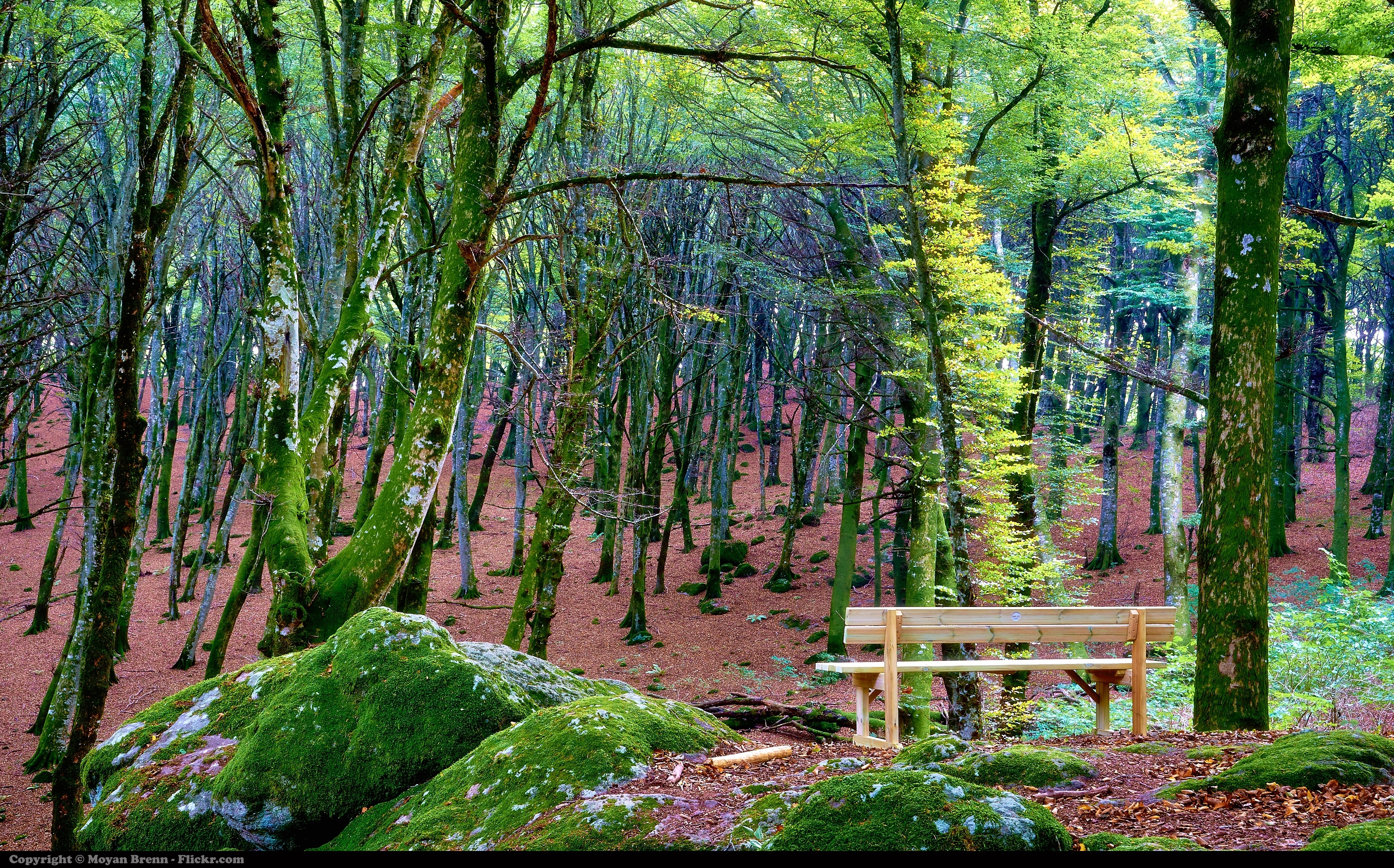
Лиственный лес

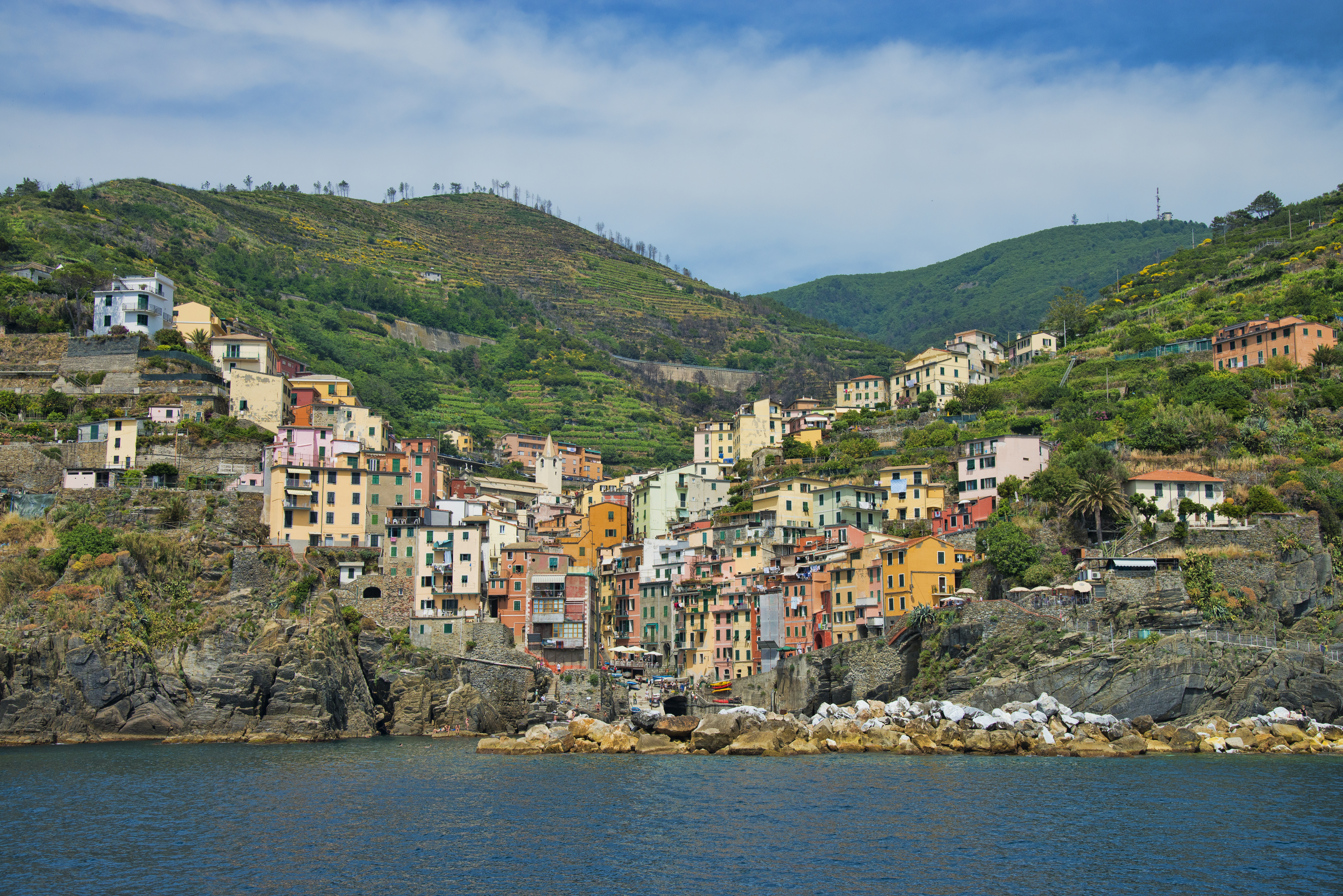
Чинкве-Терре

Италия располагается в зоне субтропического средиземноморского климата, причём влияние моря усиливается Альпами, которые являются преградой для проникновения северных и западных ветров.

### Полезные ископаемые
В Италии большое разнообразие полезных ископаемых, однако месторождения многих из них невелики по запасам, распылены по территории страны, нередко в неудобных местах для их разработки. Так, в 1982 году в стране была полностью прекращена добыча железной руды, в том числе и на острове Эльба (в ряде мест, но особенно в районе Каррары). По запасам других видов сырья территория Италии бедна. В небольшом количестве встречается антрацит в области Валле-д’Аоста, коллоидные лигниты в Тоскане, торф и торфообразные лигниты. В Центральной Италии и Лигурии есть небольшие месторождения марганца. Бокситы, долгое время добывавшиеся из карстовых впадин Апулии; сейчас же почти исчерпаны. На острове Сицилия есть запасы калийной и каменной соли, асфальта, битума.
Энергетические ресурсы Италии удовлетворяют потребности страны в энергии лишь на 15 %. В Сардинии, Тоскане, Умбрии, Калабрии есть месторождения бурого и низкокачественного каменного угля. Ограниченные нефтяные запасы на острове Сицилия, Паданской равнине и на восточном побережье Центральной Италии обеспечивают менее 2 % потребности Италии в нефти. Очень важны для экономики страны месторождения природного газа Паданской равнины и её подводного продолжения — материкового шельфа Адриатического моря. Природный газ обнаружен в Северных, Центральных и Южных Апеннинах и на Сицилии.
В послевоенные годы выявлены довольно значительные (для Италии) ресурсы нефти — в Паданской низменности, в полосе альпийских предгорий, а также на острове Сицилия. Дополнением к ним являются битумные сланцы, на острове Сицилия в районе Рагузы, у Сан-Валентино в области Абруццо-э-Молизе, а также в районе Фрозиноне (Лацио).

## История

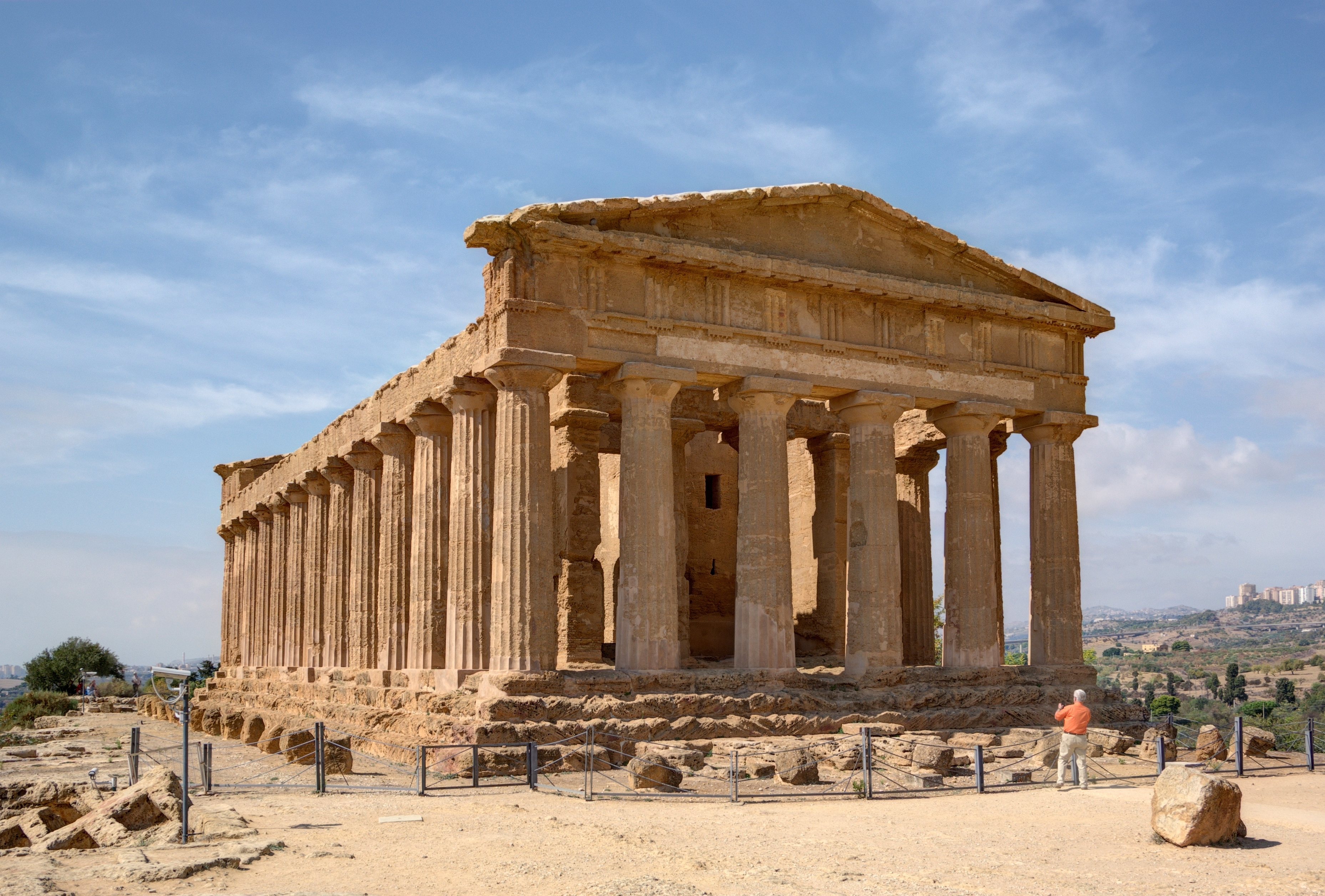
Храм Согласия в Долине храмов

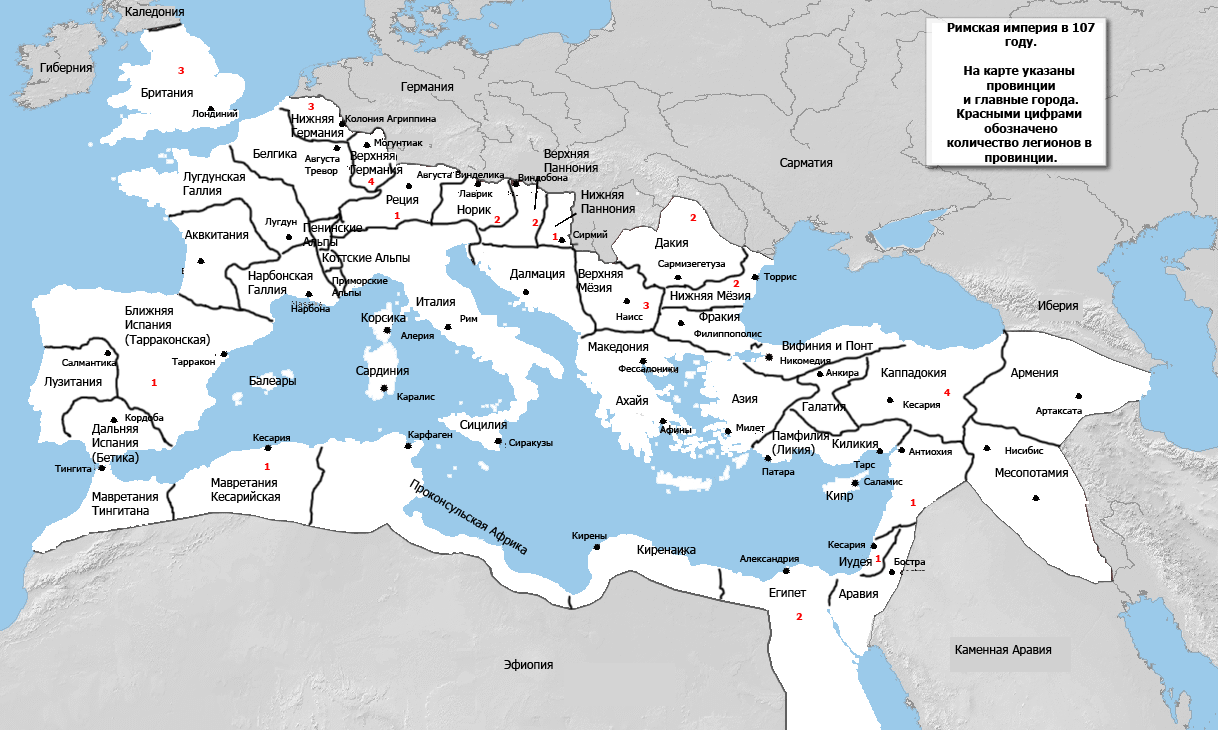
Карта Римской империи по состоянию на 107 год

### Древний Рим
К началу I тысячелетия до н. э. юг и центр Италии были заселены италийскими народами, одним из которых были латины. Они образовали Латинский союз, включавший 30 цивитасов, органами управления каждого из которых являлись народное собрание (комиции или консилии), совет старейшин (курии, или сенат) и вожди (рексы). По латинским легендам, первоначально самым сильным цивитасом был Лаврент, затем усилилась Лавиния, потом — Альба-Лонга, в VI веке самым сильным цивитасом союза стал Рим. После Самнитских войн к 290 году Рим поставил в зависимость от себя все остальные италийские народы. Часть земель неримского населения провинций передавалась римлянам, основывались римские поселения — колонии, таким образом происходила романизация Италии. В эпоху Октавиана Августа 40 % населения Римской Италии составляли горожане. При римском императоре Диоклетиане в Италии было введено деление на провинции, во главе которых стояли президы и консуляры. После падения Римской империи в 476 году королём Италии был провозглашён полководец Одоакр, руг по происхождению, но в 493 году его владения были захвачены остготами, а сам он был убит.
Древний Рим создал культурную почву для европейской цивилизации, оказав определяющее влияние на средневековую и последующую историю. Современному миру Древний Рим подарил римское право, некоторые архитектурные формы и решения (например, крестово-купольную систему) и множество других новшеств (например, водяная мельница). Официальным языком древнеримского государства был латинский, религия в течение большей части периода существования была политеистична, неофициальным гербом империи был золотой орёл (aquila), а после принятия христианства появились лабарумы с хризмой.

### Средние века
В 555 году Италия была отвоёвана Византией. Вся её территория была разделена на герцогства во главе с герцогами, являвшимися формально подчинёнными экзарха Равенны. В 572 году часть герцогств Италии была завоёвана лангобардами. За Византией остались Римское герцогство, Герцогство Неаполь, Герцогство Амальфи, Герцогство Калабрия, Герцогство Пентаполь, Равеннский экзархат и Венецианская республика, а также фема Сицилия (завоёвана арабами в 956 году) и сардинские юдикаты. Тем не менее и лангобардские, и византийские герцоги всё больше превращались в по сути независимых правителей.
В 752 году в Римском герцогстве, Равенском экзархате и Пентаполе была установлена светская власть римских пап, что положило начало Папской области. В 774 году Италия была присоединена к Франкскому государству. Лишь на юге сохранилось несколько лангобардских герцогств (Сполетское герцогство, Герцогство Беневенто, а позже из них выделились Княжество Салерно и Княжество Капуя). В 800 году франкский король Карл Великий провозгласил себя новым римским императором. После смерти его правнука Карла III Толстого в Итальянском королевстве началась междоусобица.

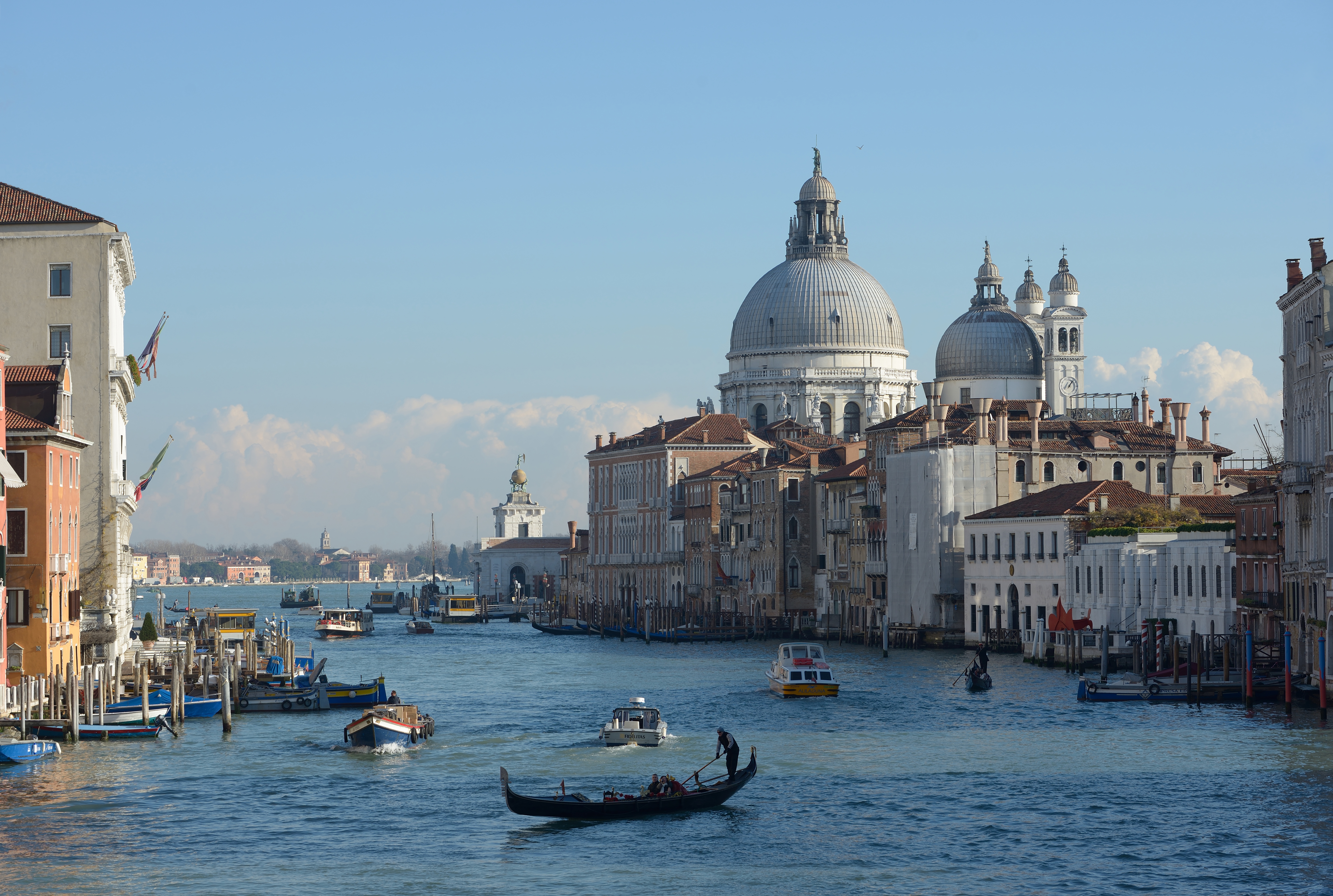
Венецианская республика была основана в 697 году

В 951 году королём Италии был провозглашён германский король Оттон I Великий, однако власть короля Италии стала номинальной. Вся территория севера Италии делилась на марки: Тосканскую (Тоскана), Фриульскую (позже — Веронскую) (Венеция), Иврейскую (вскоре была присоединена к Туринской марке), Салуццо, Монферрат, Турин (все четыре — в Пьемонте), Милан (Ломбардия). Марки управлялись маркграфами, каждый из которых являлся по сути суверенным правителем.
Уже в XI—XII веках, однако, большинство марок распалось на коммуны, представлявшие собой аристократические города-государства. Тосканская марка полностью распалась, Веронская марка была поглощена Венецией, Туринская марка была присоединена к Савойе в 1091 году, из прежних марок сохранились только Салуццо и Монферрат. В некоторых тосканских коммунах время от времени усиливались демократические проявления.
В 1071 году нормандский дворянин Роберт Гвискар завоевал Апулию и Калабрию, в 1072 году — Сицилию, в 1073 году — Амальфи, в 1078 году — Салерно, образовав Герцогство Апулия и Калабрия и Графство Сицилия, которые в 1130 году объединились в Королевство Сицилия. В 1135 году под его власть перешло Княжество Капуя, в 1140 — Герцогство Гаэта, в 1144 году — Герцогство Неаполь. Одновременно усиливалась и Папская Область: в 1081 году к ней присоединяется Герцогство Беневенто, а в 1201 — герцогство Сполето.

Италия в 1494 году

### Раннее Новое время

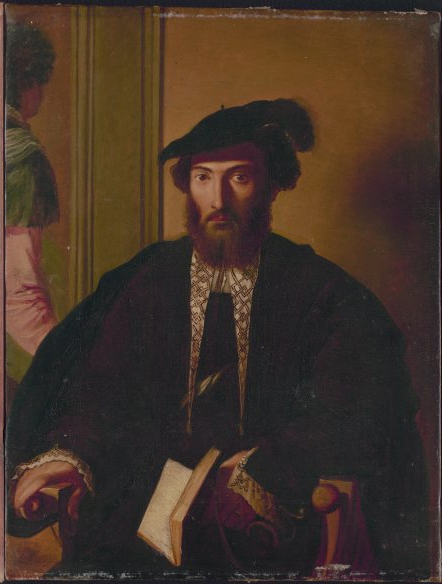
Америго Веспуччи — итальянский путешественник, в честь которого названа Америка

Началом Эпохи Возрождения в Италии принято считать 1401 год, когда был проведён конкурс на выполнение рельефа дверей флорентийского баптистерия. Среди участников конкурса были архитектор Филиппо Брунеллески, который стал автором проекта купола флорентийского собора, и скульптор Лоренцо Гиберти. Победителем конкурса стал мастер новой эпохи Гиберти.
В Северной Италии долгое время продолжалась затяжная битва за господство между силами папства и Священной Римской империи. Отдельные города присоединялись то к одной воюющей стороне, то к другой. В Италии борьба мелких областей повела впоследствии к образованию более обширных государств верхней и средней Италии и почти во всех городах отдала власть в руки отдельных лиц. Это способствовало возникновению культуры Возрождения, так как одарённые люди, устраняемые от общественной и военной деятельности, с большим рвением отдавались искусству и литературе. В ходе итальянских войн во Флоренции утвердилось господство Медичи.

Италия в 1796

К XV веку коммуны Тосканы были объединены вокруг Флоренции в Великое герцогство Тосканское, Ломбардия была объединена вокруг Милана в Герцогство Милан, Романья была объединена вокруг Феррары в Ферарское Герцогство. Все эти государства представляли собой монархии. В Венеции и Генуе сохранились аристократические республики. В XVI веке на значительной части Италии закрепилось господство Испании, после войны за Испанское наследство 1701—1714 — господство австрийских Габсбургов.
В 1797 году в Италию вошла французская армия и были образованы Циспаданская республика, Транспаданская республика, Венецианская республика, Лигурийская республика, Пьемонтская республика, Римская республика, Неаполитанская республика. Все они являлись олигархическими республиками. В том же 1797 году они объединились в Цизальпинскую республику, переименованную в 1802 г. в Итальянскую Республику, которая, в свою очередь, в 1805 году была преобразована в Королевство Италия, королём которого стал Император Франции Наполеон I. В 1814 году французская армия покинула Италию и были восстановлены Герцогство Модена и Герцогство Парма; Королевство Неаполь и Папская Область были восстановлены ещё в 1799 году; Королевству Сардиния был возвращён Пьемонт, Эмилия — Папской Области, Ломбардия и Венето — Австрии.

### Позднее Новое время

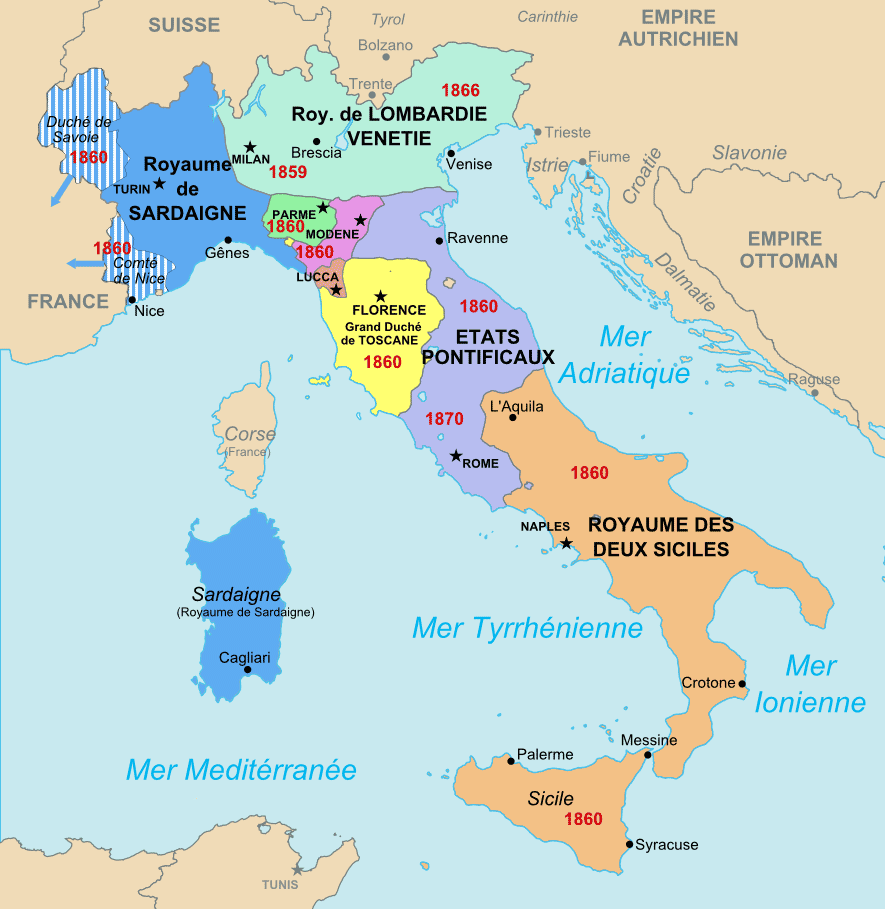
Италия в 1843. Красные числа — годы присоединения территорий к Сардинскому королевству, а затем к Италии

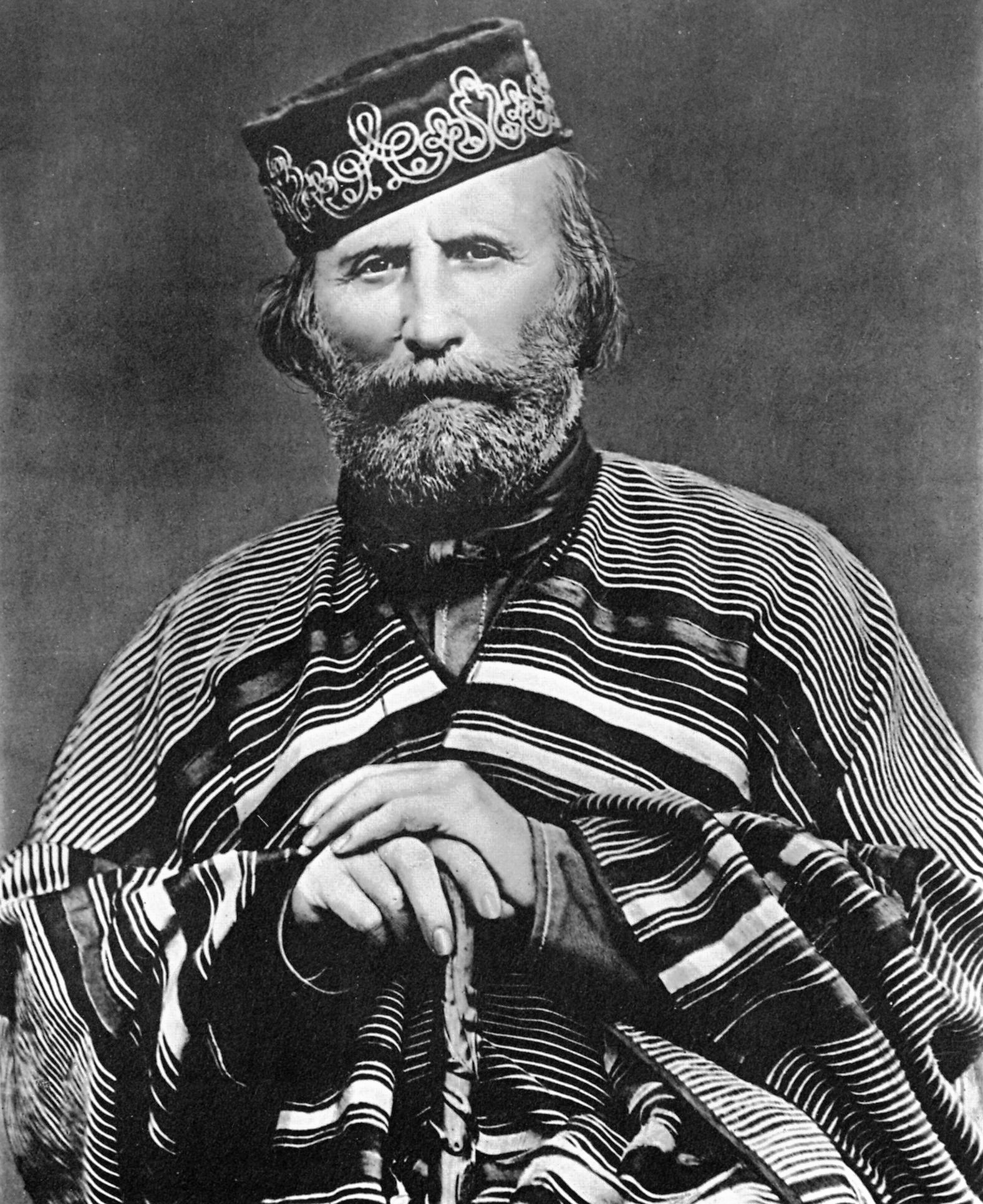
Джузеппе Гарибальди — один из лидеров Рисорджименто. Национальный герой Италии

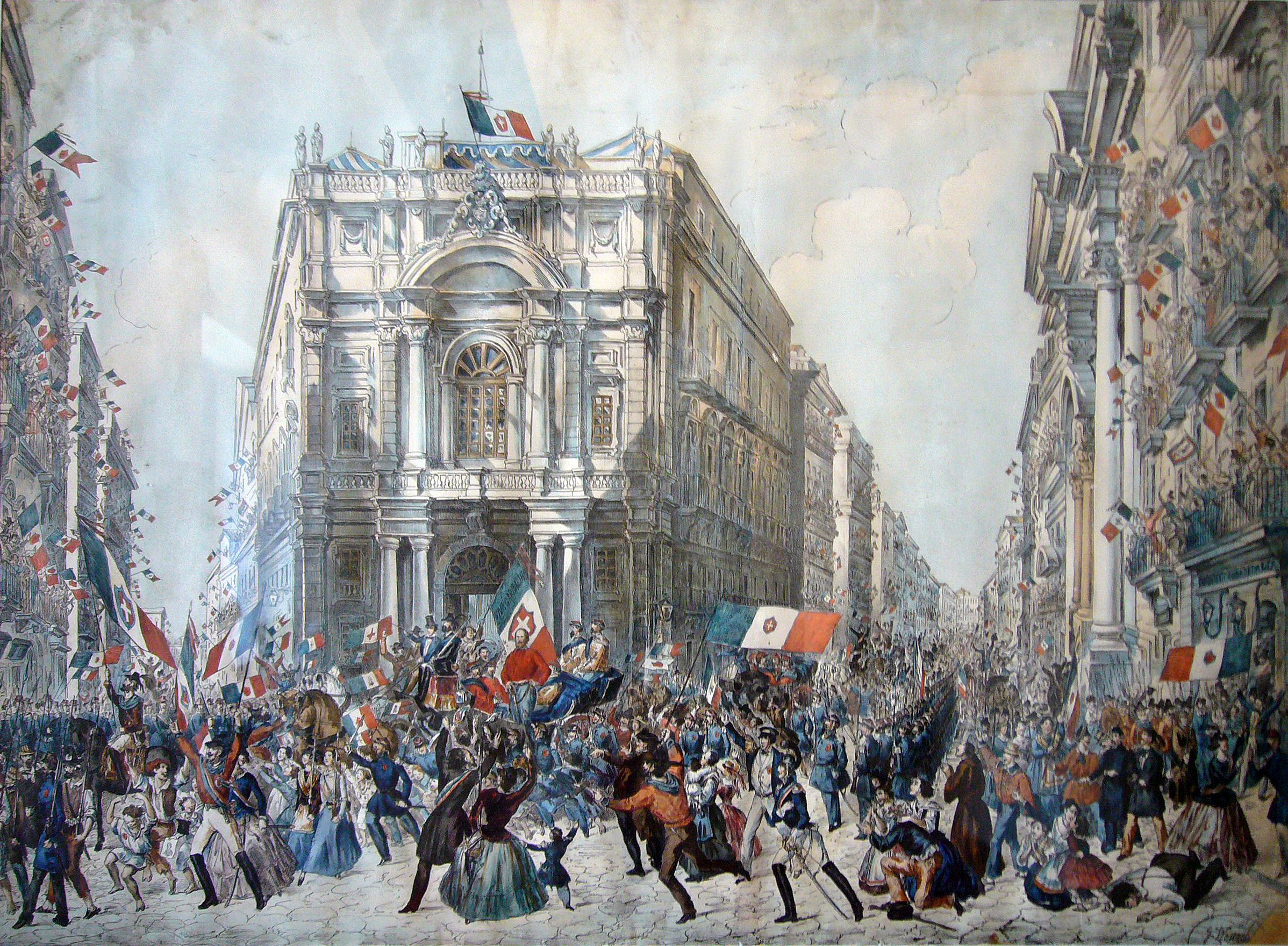
Рисорджименто завершилось в 1870 году присоединением Рима к Итальянскому королевству

Борьбой за единую Италию руководили карбонарии, «Молодая Италия» и другие организации, ключевыми людьми в которых были Джузеппе Гарибальди и Джузеппе Мадзини. К концу 1860 территория Италии была в основном объединена вокруг Сардинского королевства (с 1861 — Итальянское королевство). В 1865—1870 столицей была Флоренция, в 1870 году к Итальянскому королевству был присоединён Рим, который и стал новой столицей. После объединения страны в конце XIX века, Италия была допущена в «концерт держав», с оговоркой «наименьшая из великих держав».
В 1895—1896 гг. проходила Первая итало-эфиопская война, или Абиссинская война— война между Италией и Эфиопией, завершившаяся победой последней. Один из редких случаев успешного вооружённого африканского сопротивления европейским колонизаторам в XIX веке, в результате которого независимость Эфиопии была признана сначала Италией, а затем и другими европейскими державами. Во время этой войны знаменитый писатель Лев Толстой написал антивоенное письмо к итальянцам, где, в частности, призывал итальянцев отказаться от военной службы: «Да, Италия не будет более великая держава, если большинство итальянцев откажется от военной службы. Но дело в том, что задача человечества состоит теперь не в том, чтобы образовать великие державы, а в том, чтобы уничтожить великие державы, те самые, от которых происходят все бедствия народов, а соединить все народы в одну семью без разделения на державы и вражды, вытекающей из такого деления. Если итальянцы, большинство, сделают теперь то, что сделали солдаты в Абиссинии, то есть откажутся повиноваться и уйдут из армии, то, правда, что итальянцы перестанут быть великой державой, но станут великим народом, стоящим, как они всегда стояли, впереди цивилизации. Сама судьба призывает теперь итальянцев к тому, чтобы сделать первый шаг на ту высшую ступень цивилизации, перед которой вот уже сколько веков топчутся христианские народы, не решаясь подняться на неё».

### Новейшее время

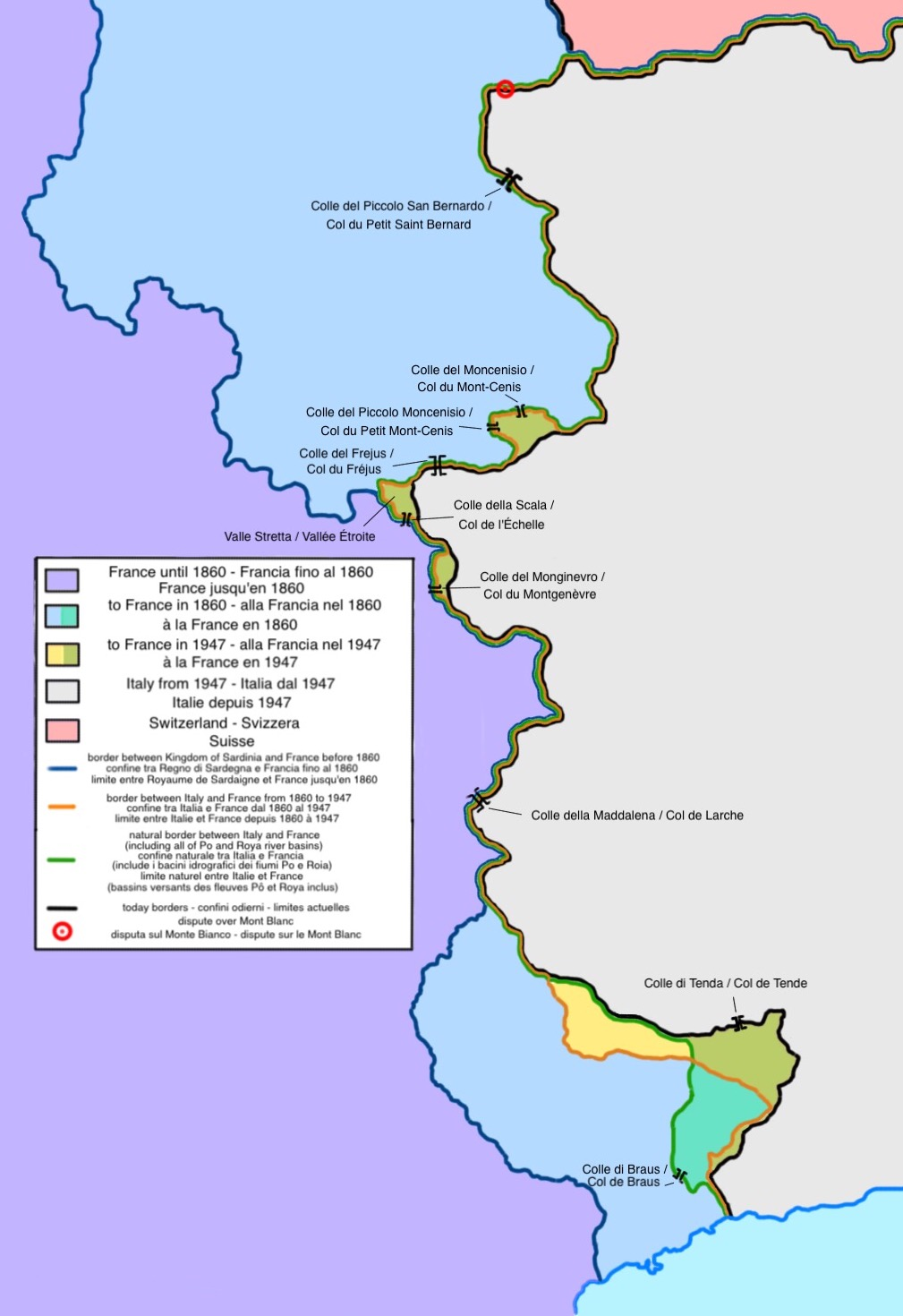
Французская колонизация в Италии с 1860 года

В 1914 году была подписана Декларация Италии о нейтралитете в начавшейся Первой мировой войне. В апреле 1915 года Италия подписала соглашение со странами Антанты об участии в войне на их стороне. В мае того же года произошло объявление Италией войны Австро-Венгрии, а затем Германии. В августе 1917 в Италии случилось антивоенное восстание рабочих в Турине. В январе 1919 года произошло образование католической Народной партии (впоследствии — Христианско-демократическая партия).
В марте 1919 года возникло фашистское движение (образование первого «боевого союза»). В августе 1919 года в стране была проведена избирательная реформа (введение голосования по партийным спискам и пропорциональная система представительства в палате депутатов). Январь 1921 года ознаменован образованием Коммунистической партии Италии (КПИ, с 1944 — ИКП). В ноябре того же года было проведено преобразование фашистских «боевых союзов» в партию.

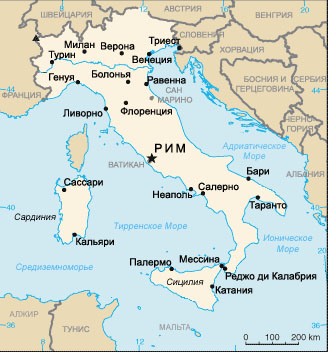
Карта Италии

В 1922 году, после похода чернорубашечников на Рим и вручения королю своих требований, к власти пришли фашисты, установившие диктатуру во главе с Бенито Муссолини (1922—1943). 7 февраля 1924 года произошло установление дипломатических отношений между Италией и СССР. В 1929 году, согласно Латеранскому договору, Италией был гарантирован суверенитет Ватикана. В 1935—1936 годах Италия захватила Эфиопию, в 1939 году — Албанию. Заключив военный союз с нацистской Германией и Японией, Италия в 1940 году вступила во Вторую мировую войну. В 1940 году начались военные действия с участием Италии на Балканах (против Греции и Югославии). В 1941—1943 годах Италия приняла соучастие в гитлеровской агрессии против СССР; вскоре она потерпела военное поражение в Восточной Африке.
Несмотря на то, что исторически Италии не был присущ антисемитизм, 1937 год, когда начала формироваться гитлеровская коалиция, принято считать точкой отсчёта холокоста в Италии.
1941 год ознаменован объявлением Италией и Германией войны США.
В июле 1943 года США, Великобритания и их союзники произвели высадку в Италии с намерением разгромить фашистские войска и вывести Италии из войны. 3 сентября итальянское правительство подписало перемирие, а 8 сентября 1943 года Италия капитулировала перед Объединёнными нациями, после чего в Риме создан Комитет национального освобождения с участием 6 антифашистских партий.
В сентябре 1943 года произошла нацистская оккупация Северной и Центральной Италии («республика Сало»).
В июне 1944 был освобождён Рим; создана единая партизанская партия. В том же году были восстановлены полные дипломатические отношения с Советским Союзом. В декабре 1944 подписаны Римские протоколы (соглашение между англо-американским командованием и силами Сопротивления о взаимодействии на заключительном этапе войны и дальнейшей судьбе партизанских формирований).
В 1945 году действиями движения Сопротивления (высшая точка — Апрельское восстание 1945 года) и англо-американских войск в Италии был свергнут фашистский режим Муссолини. В XXI веке итальянцы не так сильно, как немцы, осуждают мрачные страницы своей истории, связанные с фашизмом. Сохранились поклонники идеологии Муссолини, некоторые продолжают чтить память дуче, а на его родине в Предаппио в 2016 году открыт музей фашизма, профинансированный, помимо городских властей и спонсоров, также и правительством Италии. Этот мемориал вызвал неоднозначный ответ общества, несмотря на предоставленные гарантии, что музей не будет заниматься продвижением фашистской идеологии.
В 1946 году, по итогам общенационального референдума, Италия стала парламентской республикой.
В ноябре 1947 года была принята Конституция Итальянской Республики, которая официально вступила в силу 1 января 1948 г. Согласно действующей Конституции Италии, она является правопреемницей Королевства Италия, устанавливается парламентское правление, вместе с тем продолжается действие тех ранее принятых законов и прав собственности на недвижимость, которые не признаны утратившими силу. С 1948 по 2015 года изменения в конституцию вносились более 15 раз.
Период после Второй мировой войны в истории Италии отличается частой сменой правительств. На политической арене утвердилась Христианско-демократическая партия Италии (ХДП), которая формировала правительства в 1945—1981 и в 1987—1992 годах.
В 1948 году прошли парламентские выборы, закрепившие до 1953 года установление политического доминирования ХДП. В июне 1948 года премьер Де Гаспери подписал с США соглашение о распространении на Италию «плана Маршалла».
В апреле 1949 года Италия вступила в НАТО, в 1955 — в ООН. С 1 января 1958 года стала членом Европейского союза.
В 1960 произошли усиление неофашизма и подъём массового антифашистского движения. 1969 год — «Жаркая осень» (борьба за новые условия коллективных трудовых соглашений и расширение прав рабочих организаций).
Конец 1960-х, начало 1970-х в Италии ознаменовано наступлением эры организованной преступности и политического экстремизма. Страну потрясли многочисленные террористические акты, во многих городах регулярно происходили взрывы бомб, похищения и убийства политиков, бизнесменов, судей, полицейских и журналистов. В течение 1977 года в Италии совершено 2128 актов политического насилия. В 1978 году в Риме произошло преступление мирового масштаба — похищение и убийство террористами из «Красных бригад» экс-премьер-министра, председателя Христианско-демократической партии Альдо Моро. В 1979 году в стране было устроено 2150 терактов. В августе 1980 года произошёл самый кровавый теракт за всю послевоенную историю Италии — террористы взорвали вокзал в Болонье, в результате чего погибли 85 человек. Над Италией нависла угроза правой диктатуры (подобно профашистскому режиму «чёрных полковников» в Греции), однако страна преодолела кризис конституционным путём.
1976—1979 ― политика «национальной солидарности».
В 1980 году состоялся приход к власти пятипартийной коалиции. В период с 1981 по 1991 год Италией правила пятипартийная коалиция (Pentapartito).
С 1983 по 1986 год производились активные действия правительства Италии против «Красных бригад» и акция «Чистые руки», направленная против мафиозных объединений.
Январь 1991 года ознаменован XX съездом ИКП и прекращением её существования (образование Демократической партии левых сил и партии Коммунистического воссоздания). 1991—1993 — переход от пропорциональной избирательной системы к мажоритарной; операция «Чистые руки» и кризис традиционных правительственных партий.
В 1993 году состоялось присоединение Италии к Маастрихтскому договору.
Резкое усиление коррупции во всех звеньях власти привело к изменению избирательной системы. 4 августа 1993 года был одобрен новый закон о парламентских выборах.
Начиная с 1994 года Сильвио Берлускони четырежды становился премьер-министром Италии, занимал этот пост с перерывами до ноября 2011 года.
В 2007 году в Италии проведена масштабная реформа спецслужб.
63-е правительство Итальянской Республики приступило к работе с 22 февраля 2014 года под председательством Маттео Ренци. С 12 декабря 2016 года, после отставки Ренци, вызванной неудачей на конституционном референдуме, это же правительство возглавлял Паоло Джентилони.
После парламентских выборов в марте 2018 года новое правительство формировалось более двух месяцев. 65-е правительство Итальянской Республики действует с 1 июня 2018 года под председательством Джузеппе Конте.
В феврале 2020 года Италия становится эпицентром пандемии COVID-19 в Европе.
В 2021 году итальянское правительство провело успешную программу вакцинации от COVID-19, случилась победа итальянской группы Måneskin на Евровидении, присуждение Нобелевской премии по физике Джоржо Паризи и победа национальной сборной Италии на чемпионате Европы по футболу. В декабре 2021 года The Economist назвал Италию страной года.

## Государственное устройство

### Основы государственного строя
Италия — унитарная республика парламентского типа. Основным законом государства является конституция, принятая в 1947 году.
Глава государства — президент Италии.
Исполнительную власть и Правительство возглавляет председатель Совета министров Италии.
В структуру правительства на февраль 2013 года входили следующие министерства:
- Министерство иностранных дел
- Министерство внутренних дел
- Министерство юстиции
- Министерство обороны
- Министерство экономики и финансов
- Министерство экономического развития
- Министерство инфраструктуры и транспорта
- Министерство сельскохозяйственной, продовольственной и лесной политики
- Министерство образования
- Министерство труда и социальной политики
- Министерство культурного наследия и культурной деятельности
- Министерство окружающей среды и защиты земель и моря Италии
- Министерство здравоохранения.

Законодательная власть — Двухпалатный парламент Италии, избираемый на 5 лет.

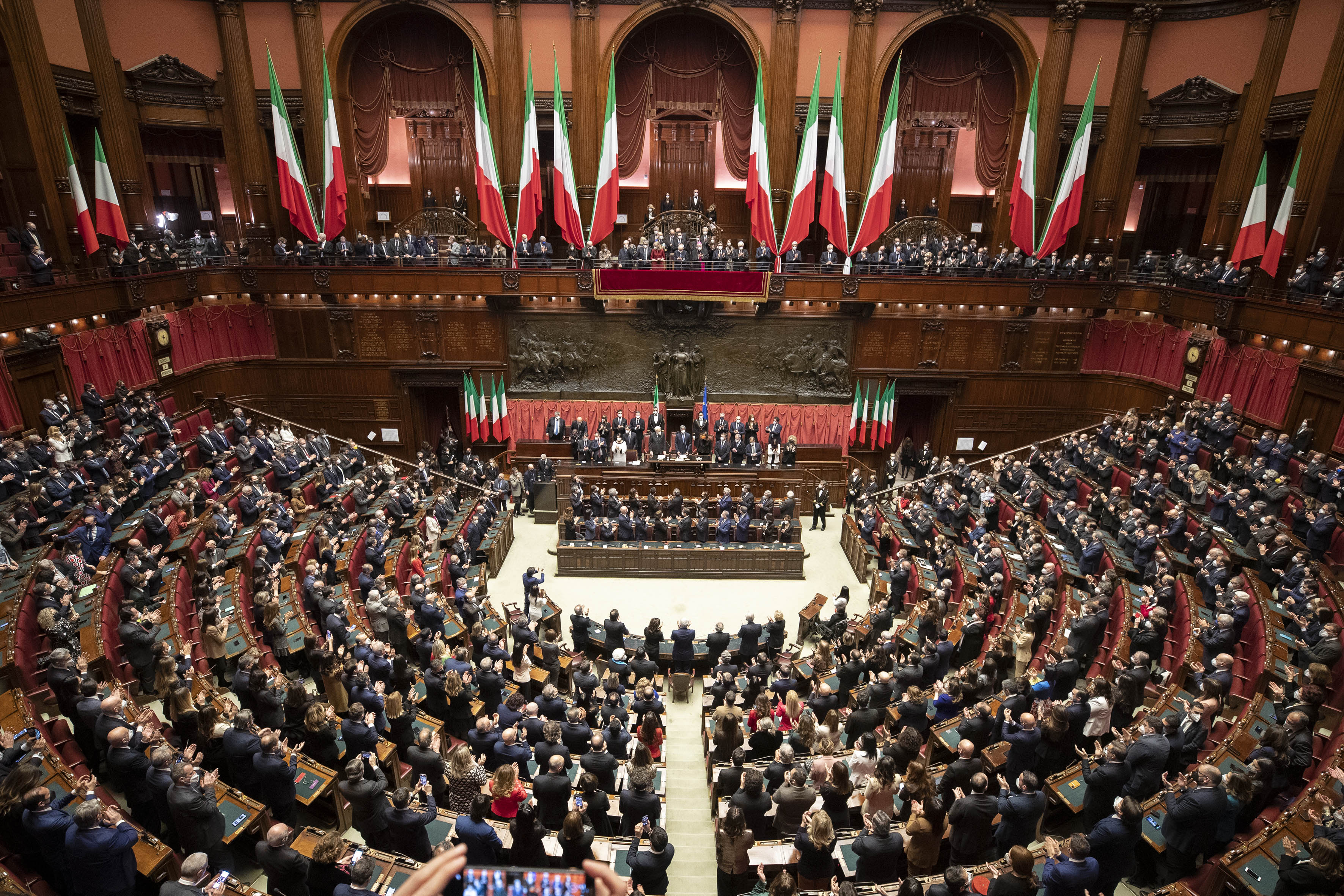
Палата депутатов Италии

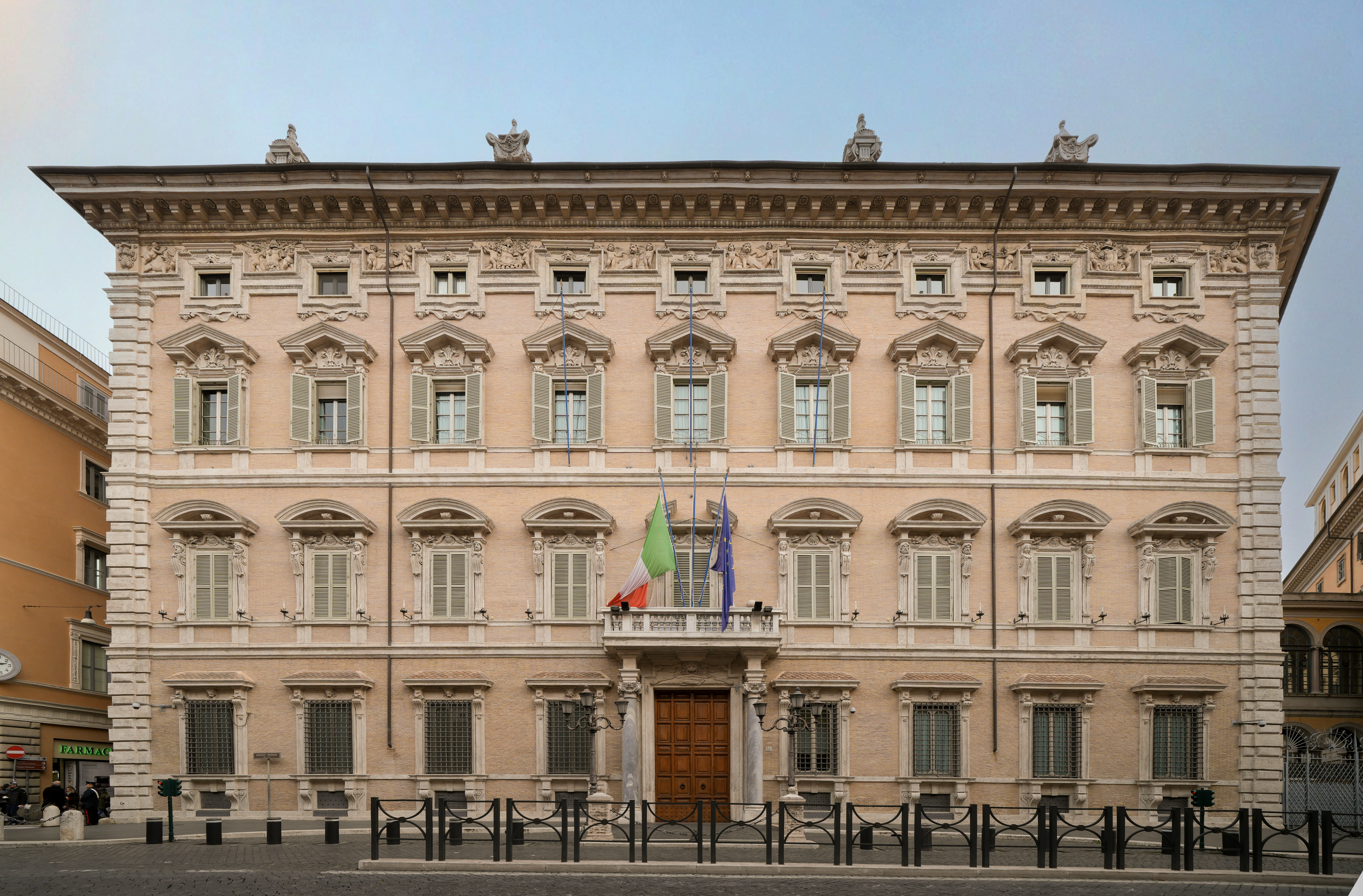
Сенат Италии

- Палата депутатов Италии — 400 членов.
- Сенат Италии — 200 членов.

### Политические партии
Современная партийная система Италии сложилась после Второй Мировой войны. Согласно статье 49 Конституции Итальянской Республики политическая партия — это свободное объединение граждан, реализующих своё право «демократическим путём содействовать определению национальной политики». По результатам парламентских выборов 2013 года хотя бы в одной из палат итальянского парламента представлены 25 партий, в том числе региональные и эмигрантские.
Для современной Италии характерна развитая многопартийная система (активно действует около 50 политических партий). Деятельность партий, участвующих в выборах, финансируется за счёт налогов по выбору самих налогоплательщиков. Крупнейшие партии страны, не обладая абсолютным большинством в парламенте, вынуждены формировать коалиционные правительства с менее крупными партиями. Пропаганда фашизма и деятельность фашистских организаций запрещена законом.
Крупнейшие партии:
- «Демократическая партия» — левоцентристская
- «Движение пяти звёзд» — левопопулистская
- «Вперёд, Италия» — консервативная
- «Братья Италии» — правоцентристская
- «Лига Севера» — правая
- «Пополяры за Италию» — популяристская

Партии объединены в коалиции — правая (Народ свободы, ХДП, Лига Севера) и левая (ДПЛС, СП, Народная партия, экологисты).

### Правовая система
Высшая судебная инстанция — Высший кассационный суд (Corte suprema di cassazione), суды апелляционной инстанции — апелляционные суды (Corte d’appello) и апелляционные суды присяжных (Corte d’assise d’appello), 26 апелляционных судов действуют в каждом из округов (distretto), суды первой инстанции — суды (Tribunale) и суды присяжных (Corte d’assise), действуют в каждом районе (circondario), низшее звено судебной системы (Giudice di pace), органы прокурорского надзора — генеральная прокуратура при верховном кассационном суде (Procura Generale presso la Suprema Corte di Cassazione), генеральные прокуратуры при апелляционных судах (Procure Generali presso le Corti d’Appello), прокуратуры республики при обычных судах (Procure della Repubblica presso il Tribunale ordinario), высшая судебная инстанция административной юстиции — государственный совет (Consiglio di Stato), суды апелляционной инстанции административной юстиции — областные административные суды (Tribunale Amministrativo Regionale), высший контрольный орган — Счётная палата (Corte dei conti), органы по борьбе с мафией — Национальное управление по борьбе с мафией (Direzione nazionale antimafia) при Генеральной прокуратуре Верховного Кассационного Суда, окружные управления по борьбе с мафией (Direzione distrettuale antimafia) при генеральных прокурорах апелляционных судов, Отделение расследования по борьбе с мафией (Direzione Investigativa Antimafia) при отделе общественной безопасности министерства внутренних дел (создан взамен Верховного Комиссара по координации борьбы с преступностью мафии (Alto commissario per il coordinamento della lotta contro la delinquenza mafiosa)) и Национальный прокурор по борьбе с мафией (Procuratore nazionale antimafia), образовательную подготовку судей осуществляют — Школа специализации юридических профессий (Scuola di specializzazione per le professioni legali) и Высшая школа магистратуры (Scuola superiore della magistratura). Судебный орган конституционного контроля — Конституционный суд.

### Органы конституционного значения
Помимо конституционных органов, то есть президента, парламента, правительства, судебной системы и Конституционного суда, Конституция Италии предусматривает также систему органов конституционного значения:
- Национальный совет экономики и трудовых отношений[итал.]
- Государственный совет Итальянской Республики[итал.]
- Счётную палату[итал.]
- Высший судебный совет?!
- Верховный совет обороны Италии
- Государственный комиссариат Сицилийского региона[итал.][12]

### Государственная символика

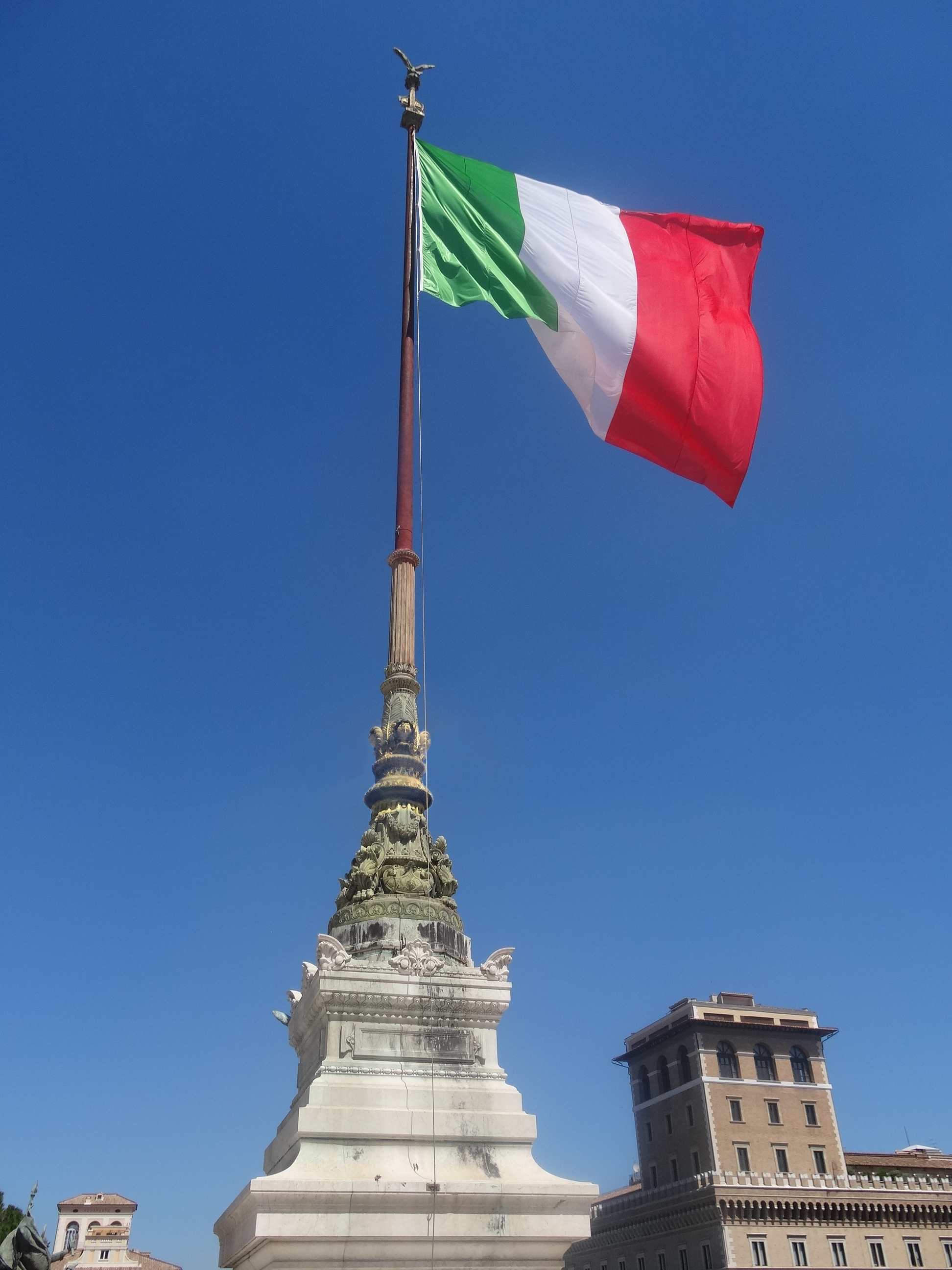
Флаг Италии

Государственная символика Италии регламентируется конституцией и действующим законодательством.
Флаг Италии представляет собой прямоугольное полотнище с пропорциями 3:2, разделённое на три вертикальные полосы равного размера — зелёную у древкового края, белую в середине, и красную у свободного края полотнища.
Впервые итальянский триколор появился 7 января 1797 года в Эмилии как флаг республики, провозглашённой Джузеппе Компаньони. Во время правления Наполеона флаг также использовался как символ Французской революции. После Венского Конгресса и Реставрации триколор остался символом свободы и был использован в революционных движениях 1831 года и 1848 года.
Государственным гербом Италии является белая пятиконечная звезда с красными краями, наложенная на зубчатое колесо с пятью спицами, стоящее между оливковой ветвью слева и дубовой справа. Зелёные ветви связаны вместе красной лентой с надписью «Итальянская Республика» (итал. REPUBBLICA ITALIANA) заглавными белыми буквами. Официальная эмблема Итальянской Республики была обнародована Президентом Италии Энрико де Никола 5 мая 1948 года. Эскиз эмблемы был сделан художником Паоло Паскетто, который выиграл это право в конкурсах 1946 и 1947 годов среди 500 других кандидатов и почти 800 эскизов.
Национальный гимн Италии, известный также как «Братья Италии» и «Песнь итальянцев» — являлся неофициальным гимном Итальянской Республики с 12 октября 1946 года по 15 ноября 2017 года. 17 ноября 2005 года Сенат в первом чтении принял закон об официальном гимне, однако окончательно закон был принят только спустя 12 лет. Текст гимна был написан осенью 1847 года Гоффредо Мамели, а музыка, немного позже, композитором Микеле Новаро. В 80-е годы XX века также широко был распространён отрывок из оперы Джузеппе Верди «Набукко», который исполнялся в качестве гимна.

### Государственные праздники
- 1 января — Новый год (Il Capodanno);
- 6 января — Эпифания (l’Epifania) или Бефана (La Befana), Богоявление, Крещение Господне;
- 8 марта — Международный женский день (La Festa della Donna);
- 21 апреля — День основания Рима (Natale di Roma);
- 25 апреля — День освобождения от фашизма и немецкой оккупации (La Liberazione);
- 1 мая — Праздник труда (День труда) (La Festa del Lavoro);
- 2 июня — День провозглашения Республики Италия (La Festa della Repubblica);
- 15 августа — Феррагосто (Il Ferragosto) Успение Пресвятой Богородицы или Вознесение Девы Марии (L’Assunzione);
- 1 ноября — День всех святых (Il giorno di tutti i Santi или Ognissanti);
- 2 ноября — День всех усопших верных (Il giorno della Commemorazione dei Defunti);
- 8 декабря — Непорочное зачатие Девы Марии (L’Immacolata Concezione);
- 25 декабря — Рождество Христово (Il Natale);
- 26 декабря — День Святого Стефана (Santo Stefano).

## Внешняя политика

### Исторический обзор
Вплоть до 1861 года Италия была раздроблена, поэтому многочисленные итальянские государства вели собственную внешнюю политику, ориентируясь на соседние мощные государства.

Карта, показывающая европейские военные блоки до Первой мировой войны

С 1861 года политика объединённой Италии была направлена на присоединение областей с проживающими там итальянцами, а именно — Папскую область, Трентино, Истрию, Далмацию. Также Италия стремилась создать собственную колониальную империю. Во время франко-прусской войны 1870 года Италия присоединила Папскую область. Далее ориентировалась во внешней политике на Германию, так как желала укрепиться в Тунисе, на который также претендовала Франция. Однако из-за желания присоединить Истрию и Трентино Италия вступает в противостояние с Австро-Венгрией в конце XIX — начале XX вв.
С 1914 года Италия ведёт переговоры с Антантой, состоя в союзе с Германией. В итоге в 1915 году страны Антанты обещают Италии желанные территории, если она согласится выступить на стороне Антанты. И в 1915 году Италия нападает на Австро-Венгрию. По результатам Парижской мирной конференции 1918 года Италия получила Истрию, Трентино и ряд островов в Адриатическом море. После Первой мировой войны у Италии появился новый соперник — Королевство Сербов, Хорватов и Словенцев, в 1929 году ставших Югославией.

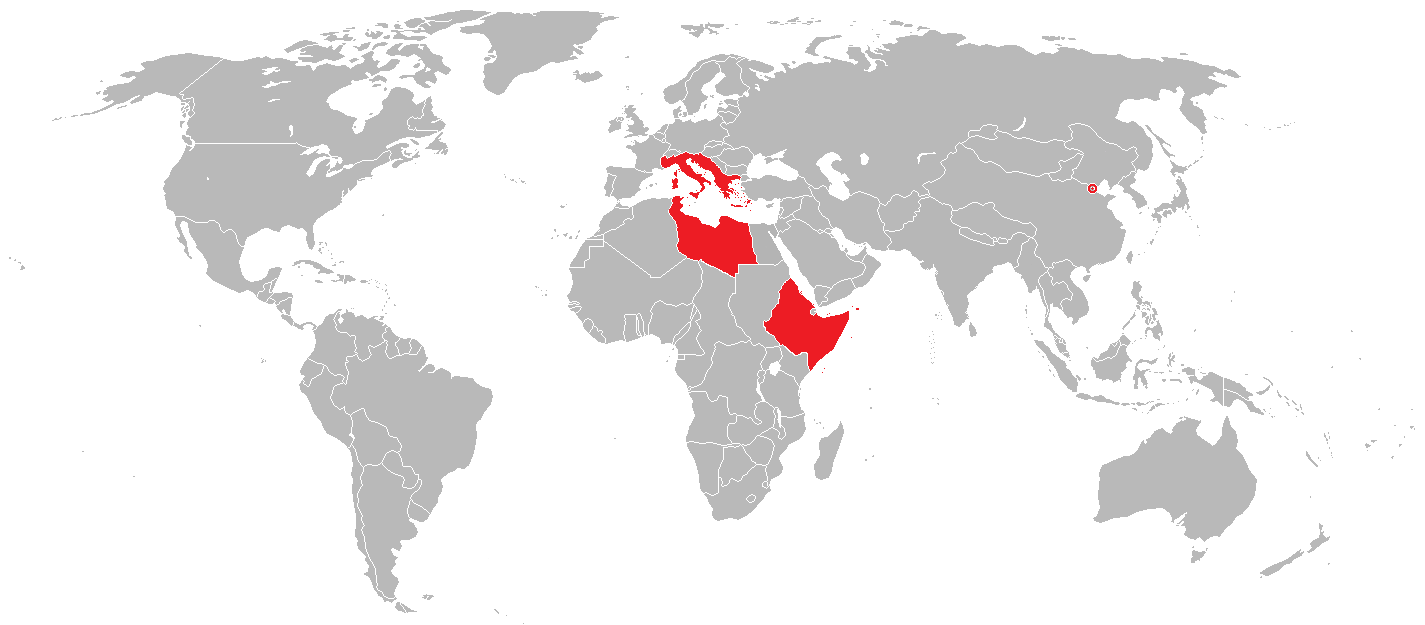
Италия, её колонии и оккупированные ею территории в 1941 году

После прихода фашистов к власти внешняя политика Италии становится крайне радикальной. Конфликты с Югославией становятся актуальными вплоть до окончания Второй мировой войны, по результатам которой Италия вернула Далмацию, Истрию Югославии, предоставила независимость Албании.
Одним из важнейших внешнеполитических событий стало подписание в феврале 1947 года в Париже мирного договора союзников с Италией. Согласно договору, в Италии распускались фашистские организации, выводились оккупационные войска, определялись границы, запрещалось размещение военных баз на итальянской территории. После Второй мировой войны политика Италии была пассивной, страна следовала в русле НАТО и США. В стране доминировало представление о роли Италии как о роли «средней державы». 4 апреля 1949 года в Вашингтоне состоялось официальное подписание Североатлантического договора. Вместе с представителями США, Франции, Великобритании, Бельгии, Канады, Голландии, Люксембурга, Норвегии, Дании, Португалии и Исландии Североатлантический пакт подписал и представитель итальянского правительства — министр иностранных дел Карло Сфорца. Министр иностранных дел Сфорца активно содействовал также вступлению Италии в Европейский совет (1949) и в Европейское объединение угля и стали (1951).
В конце 1955 года Италия стала членом ООН.
С начала 1960-х годов Италия приобрела внушительный опыт кризисного регулирования и участия в миротворческих операциях ООН в разных странах мира. Такая международная активность становится неотъемлемой частью итальянской внешней политики и укрепления международного престижа Италии. Существенный вклад Италия внесла в миротворческую операцию в Конго в 1963 году. Участие Италии в урегулировании конфликтов стало ещё более значительным в связи Ливийской миссией 1980 года. Итальянское миротворчество расширялось в 1990-е годы в связи с многочисленными операциями ООН.
С 1964 года в МИД Италии (внутриитальянский термин — Фарнезина) впервые стали принимать на работу женщин.
К концу 1970-х годов пассивность Италии, переживавшей один внутриполитический кризис за другим, в Западной Европе компенсировалась риторическими признаниями в верности европеизму. На рубеже 1980-х годов маятник итальянской внешней политики, качающийся между Западной Европой и США, застыл в американской фазе.
В конце 1980-х эта идеология стала меняться в связи с началом распада Югославии. Италия стала уделять больше внимания процессам на постюгославском пространстве и в целом в Средиземноморье. В начале 80-х годов средиземноморской политике Италии был придан новый стимул. Страна смогла приобрести значительную самостоятельность от своих партнёров по блоку НАТО и начала проводить свой курс в данном регионе. Среди конкретных проявлений итальянской политики в это время — заключение договоров о военном и экономическом сотрудничестве с Мальтой в 1980 году, участие итальянцев в международных силах в Ливане в 1982—1984 годах, операции по очистке от мин Суэцкого канала в 1984 году.
Начиная со второй половины 90-х годов, на первое место во внешнеполитическом курсе Италии вышла проблема, связанная с определением страны в Европейском союзе. Прежде всего, обращалось внимание на вопрос о введении единой европейской валюты ― евро.
В начале XXI века страна вместе с Грецией, Словенией, Хорватией, Боснией и Герцеговиной, Албанией приняла участие в выдвижении нового субрегионального проекта — Адриатической и Ионической инициативы (АИИ). Конференция на уровне министров иностранных дел была проведена 20 мая 2000 года в итальянском городе Анкона и открыла Италии новые каналы влияния на Балканы. Также после создания АИИ Италия практически стала одной из главных западноевропейских стран, способных регулировать послекризисное развитие на Балканах, которое давало Италии возможность утвердиться в роли одного из центров притяжения для стран Юго-Восточной Европы.
После событий 11 сентября 2001 года в США Италия направила свои усилия на восстановление контактов между западным и исламским миром.
В 2001—2006 годах премьер-министр и министры иностранных дел Италии совершили ряд визитов с целью налаживания диалога палестинской и израильской администрации при посредничестве Рима в разрешении регионального кризиса.
Впервые государственный визит президента Италии в Турцию состоялся 22 ноября 2005 года. Карло Чапми выразил поддержку в стремлении Турции стать членом Евросоюза, а также акцентировал внимание на том, что страна и её руководство должны приложить усилия для достижения стандартов, принятых в ЕС.
К внешнеполитическим приоритетам Италии относятся: Средиземноморье, Балканский регион, Соединённые Штаты Америки, Европейский союз, страны Центральной и Восточной Европы, Россия. Одной из важнейших целей внешней политики Италии является получение места постоянного члена Совета Безопасности ООН.
К 2011 году мировая сеть внешнеполитической службы Италии состояла из более 300 посольств, консульств, институтов культуры, местных агентств по сотрудничеству. В ходе реформы число консульств сокращено до 85. При этом ранг Посла Италии в связи с существующими в стране традициями особой строгости при его присвоении имели всего 22 дипломата. В 2016 году наиболее известными итальянскими дипломатами, работающими на транснациональном уровне, являются Верховный представитель Европейского союза по иностранным делам и политике безопасности Федерика Могерини и специальный представитель ООН по Сирии Стаффан де Мистура.
По данным на 2011 год, итальянская диаспора за рубежом является одной из самых многочисленных в мире и составляет около 5 млн человек.

### Международное членство
- Организация Объединённых Наций (1955)
- НАТО (1949)
- Совет Европы (1949)
- Европейский союз (1957)
- Группа десяти (1964)[12].

### В составе НАТО
Италия является членом НАТО с момента создания альянса в апреле 1949 года. С самого начала пребывания в НАТО Италии была уготована роль выгодного стратегического форпоста блока в Средиземноморье, плацдарма для расширения американского военного присутствия в Южной Европе. Вступление Италии в Североатлантический союз обусловлено проамериканским курсом итальянских христианских демократов (ХДП) во главе с премьер-министром Де Гаспери, считавших США и их оборонный потенциал главной опорой и защитой, и встречными энергичными усилиями Вашингтона, нацеленными на интеграцию Италии в проамериканский блок.
Добиваясь размещения своих военных баз на территории Италии, США начали переговоры на этот счёт с Италией в 1947 году, а уже в 1948 году между странами был подписан секретный военный протокол. Согласно документу предусматривалось использование территории Италии американскими войсками в случае военных действий против третьей державы, предположительно — Советского Союза, который согласно натовским доктринам рассматривался как основной потенциальный противник Запада. Вскоре после подписания Вашингтонского договора итальянское правительство обратилось к США с просьбой об оказании военной помощи. За это Италия согласилась предоставить территорию для размещения американских военных баз. Уже летом 1949 года США приступили к работе по сооружению новых современных военных объектов, восстановлению и реконструкции старых обветшавших аэродромов и портов. Согласно этому плану на итальянских островах Пантеллерия и Лампедуза были устроены опорные военно-морские базы США. В 1954 году правительство заключило с США соглашение о размещении на территории Италии американских военных баз, которое не было ни опубликовано, ни ратифицировано парламентом. В 1956 году НАТО, США и Великобритания разработали программу «Gladio», целью которой было формирование в Италии подпольных боевых ячеек для защиты от возможного вторжения СССР. В 1972 году правительство Италии заключило соглашение с США о предоставлении американским атомным подводным лодкам базы на острове Маддалена почти одновременно с подписанием протокола о политических консультациях с Советским Союзом.

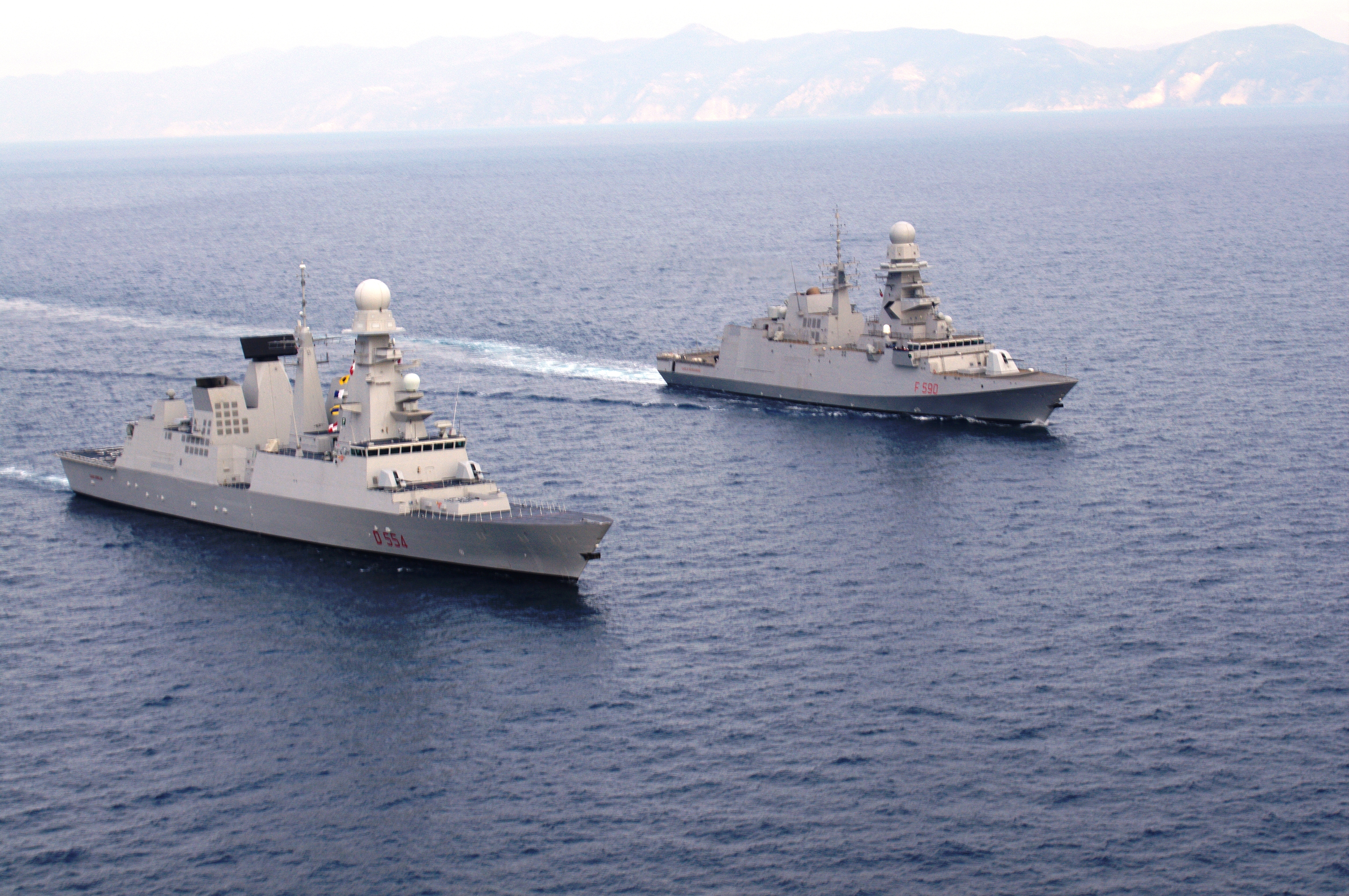
Caio Duilio (D554) и Carlo Bergamini (F590) Военно-морские силы Италии

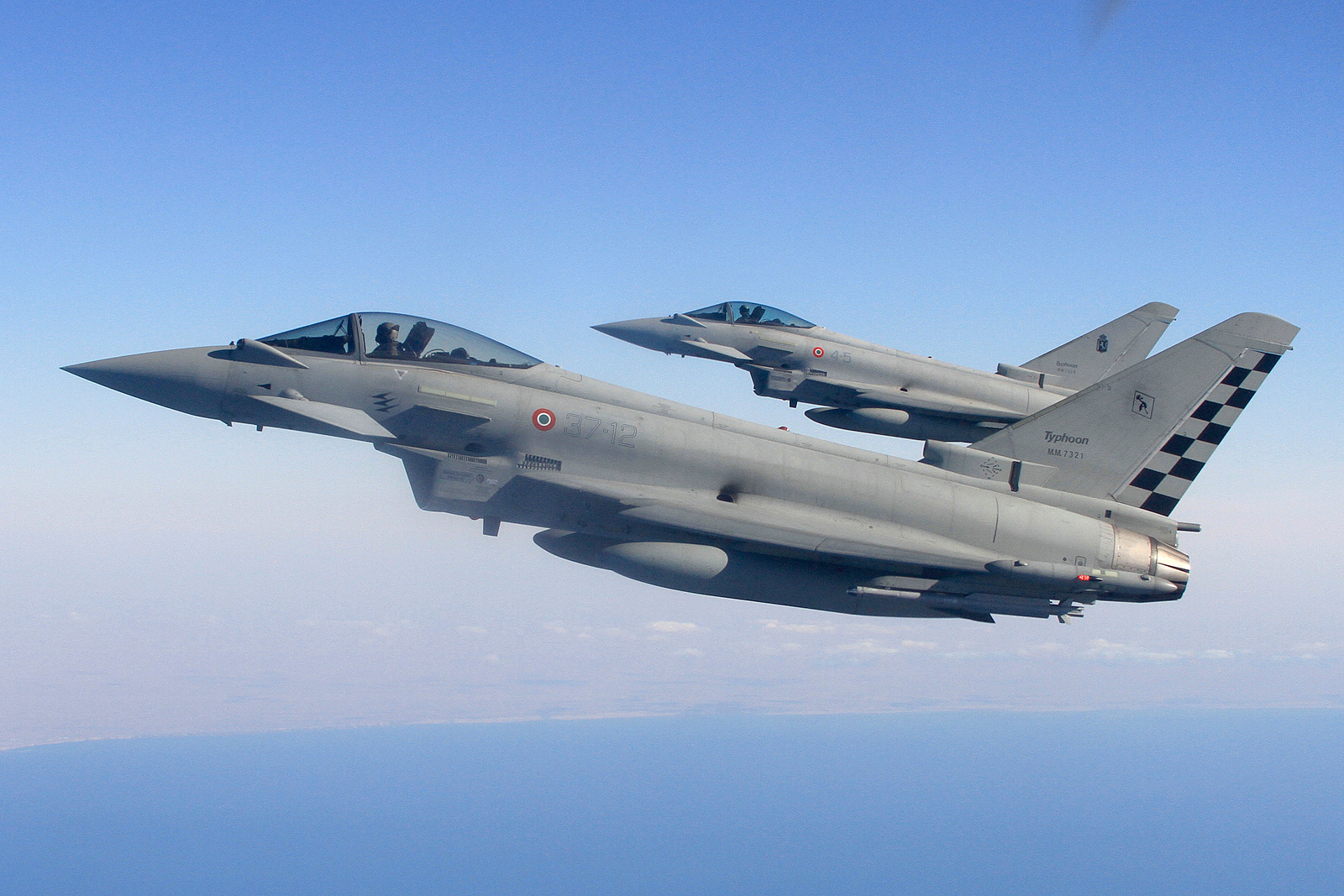
Eurofighter Typhoon Военно-воздушные силы Италии

Главным форпостом США и НАТО на Средиземноморье Италия была в период «холодной войны», а также после её окончания. Все эти десятилетия Италия активно поддерживала политику НАТО, предоставляя свою территорию не только для базирования, но для осуществления военных операций, например в качестве аэродромов «подскока» при бомбардировках Югославии в 1999 году, в ходе операции в Ливии (2012) и в других случаях.
При этом сама Италия (энергодефицитная страна, где нет ни атомных электростанций, ни промышленных запасов нефти, газа, угля) с её быстро меняющимися правительствами и нестабильной внутриполитической ситуацией, не обладая значительными экономическими и военными ресурсами, долго была в стороне от принятия стратегических решений в НАТО. Роль Италии в НАТО начала возрастать в ходе югославского кризиса 1990-х годов. После распада Югославии, кризиса в Косово и провозглашения независимости Косова в Италии произошла трансформация идеи «средней державы» в идею «мира протагонистов», то есть мира, в котором Италии отведено важное место. Италия одной из первых признала суверенитет бывшей сербской провинции Косово, а затем объявила Балканский регион зоной своей ответственности в рамках НАТО. В 2003 году Италия, несмотря на преобладающие антивоенные настроения, выполнила союзнические обязательства и поддержала участием вторжение коалиционных сил в Ирак с целью свержения Саддама Хусейна. В марте 2005 года большой резонанс в мире получил подвиг агента итальянской разведки Николо Калипари, пожертвовавшего жизнью в Ираке при освобождении заложников, захваченных террористами. Эта трагедия стала поворотным моментом в общественной дискуссии о смысле участия Италии в иракской войне, и в 2006 году, при премьер-министре Романо Проди, итальянские войска были выведены из Ирака.
В 2015 году Италия является одним из самых влиятельных участников НАТО. Итальянские военнослужащие принимают активное участие в разнообразных учениях и операциях североатлантического альянса. В натовских миссиях в Косове, Ираке, Афганистане участвовали около 6500 итальянских военнослужащих и сотрудников специальных служб. Корабли военно-морских сил Италии участвовали в морской операции НАТО «Активные усилия» в Средиземноморье. В ходе первого этапа военной операции в Ливии Италия откомандировала в распоряжение НАТО третью по численности авиагруппировку. Италия занимает пятое место по сумме инвестиций в бюджет НАТО.
К 2015 году на территории Италии дислоцируется несколько десятков военных баз и полигонов США и НАТО, ряд командных органов североатлантического альянса. В их числе штаб Совместного военного командования (ШСВК) и Командование морскими силами под управлением ШСВК в Неаполе, в этом же городе находится консульство США. В Италии расположены исследовательский центр НАТО и несколько учебных заведений альянса. Среди них — военный колледж в Риме, Школа связи и информационных систем в Латине, Центр подводных изучений в Ла Спези.
На американских базах в Италии ещё со времён холодной войны развёрнуто тактическое ядерное оружие (90 боезарядов), входящее в состав нестратегического ядерного арсенала США и НАТО. При этом среди самих итальянцев размещение в Италии нескольких десятков ядерных авиабомб не пользуется поддержкой, около половины населения Италии вовсе не знают о наличии на территории страны такого оружия. Пока в США продолжается модернизация ядерных авиабомб, в Италии и других европейских членах НАТО совершенствуются самолёты-носители этих вооружений. В 2015 году НАТО имело в Европе, включая Италию, около 200 ядерных авиабомб и 310 самолётов-носителей. К 2020 году на базах НАТО в Италии предполагается разместить новейшие управляемые ядерные авиабомбы В61-12, разработанные и испытанные в США.
Концепция политики Италии в отношении перспектив НАТО близка к стратегическим установкам других стран альянса. Италия является приверженцем сближения с Россией в рамках специальной программы НАТО «Партнёрство ради мира». Наибольших развития и интенсивности контакты с Россией получили в период четырёхкратного премьерства Сильвио Берлускони, которого, помимо государственных интересов, связывала личная дружба с Владимиром Путиным. 28 мая 2002 года по инициативе Берлускони произошло военно-политическое сближение России и Запада, на Римской встрече в верхах, состоявшейся на военной базе Пратика-ди-Маре, был учреждён Совет Россия-НАТО, который, как тогда полагали, поставил точку в «холодной войне». Этим же ориентирам в гораздо более напряжённой международной обстановке пытался следовать и следующий кабинет Маттео Ренци и Паоло Джентилони. Коррективы в позицию Италии внёс начавшийся в 2014 году кризис на Украине и возникшее на этой почве осложнение отношений Запада с Россией, к санкциям против которой присоединилась и Италия. Тем не менее в официальных документах НАТО, с которыми солидаризуется Италия, по-прежнему закреплены необходимость трансформации альянса и поддержание диалога с Россией.

## Вооружённые силы

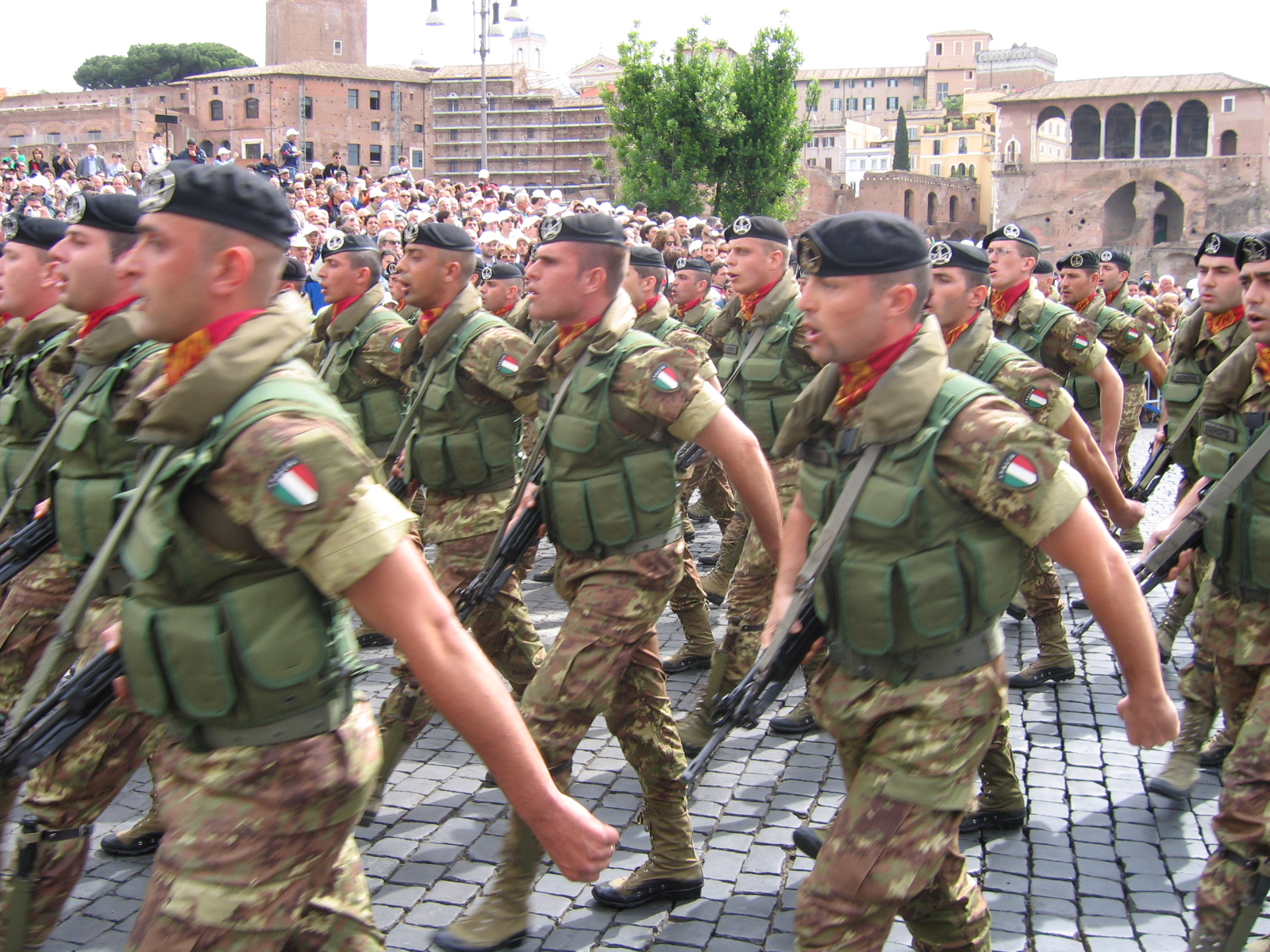
Морские пехотнинцы на параде, полк лагунари «Серениссима» в Риме, 2006 год

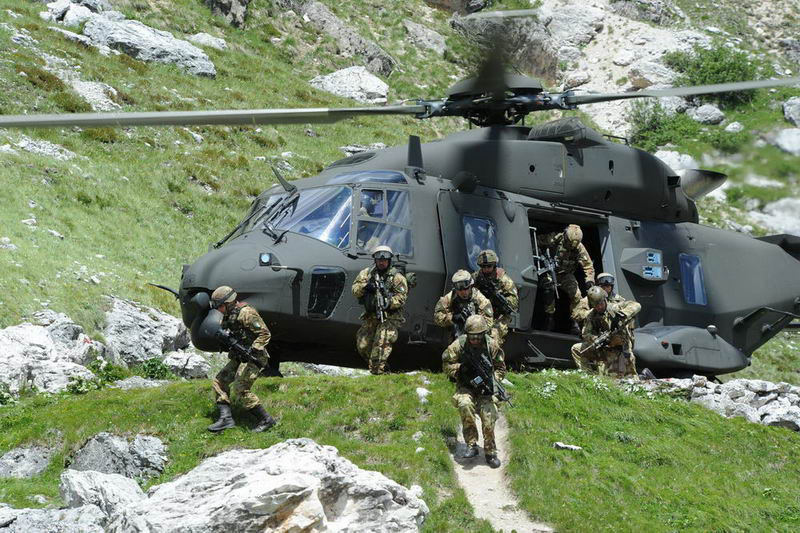
Солдаты батальона «Фелитре», 7-й альпийский полк, Альпини на учениях в перевале Фалсарего, 2011 года

К вооружённым силам Италии относятся: армия, флот, воздушные силы, карабинеры.
С 1 января 2005 года воинская повинность отменена. До этого призывной возраст в Италии начинался с 18 лет, срок службы составлял 10 месяцев.
Боеспособное население (мужчины): 15—49 лет − 14 248 674 на 2001 год;
Боеспособное население (мужчины): соответствуют военной службе 15—49 лет — 12 244 166 на 2001 год;
Военные трудовые резервы (достигают призывного возраста ежегодно): 304 369 человек на 2001 год;
Военные расходы: $28,9 млрд в год, что составляет 1,5 % ВВП.
В Италии принят закон об отмене воинской повинности и создании профессиональной армии. Молодые люди, родившиеся после 31 декабря 1985 года, больше не подлежат призыву в армию.
Формально в новом законе речь идёт только о приостановлении воинской повинности, поскольку статья 52 Конституции Италии предусматривает, что «защита Отечества является священным долгом гражданина». Таким образом, в случае начала войны или возникновения иной экстренной ситуации, практика призыва на воинскую службу может быть возобновлена. Тем не менее, Рим взял курс на создание профессиональной армии, численность которой к концу 2006 года составила 190 тысяч, то есть сокращена на 80 тыс. военнослужащих. Закон предусматривает для рядового состава пятилетнюю службу с возможностью дважды продлевать контракт на два года. Возможно также заключение контракта всего на один год. Предполагается, что, уволившись из рядов вооружённых сил, большинство бывших военнослужащих будут приниматься в полицию, пожарные части, службу гражданской обороны. Кроме того, реформа открывает возможность для женщин занимать практически любые должности во всех родах войск.
В операциях за пределами Италии участвуют сотрудники итальянской военной разведки AISE (до 2007 — SISMI).

## Административное деление
Италия — децентрализованное унитарное государство. Столица государства — Рим. Страна поделена на 20 областей — Валле-д’Аоста, Ломбардия, Трентино-Альто-Адидже, Фриули-Венеция Джулия, Пьемонт, Лигурия, Венеция, Тоскана, Умбрия, Эмилия-Романья, Марке, Абруццо, Лацио, Молизе, Базиликата, Кампания, Калабрия, Апулья, Сардиния и Сицилия (из которых 5 — Сицилия, Сардиния, Трентино-Альто-Адидже, Валле-д’Аоста и Фриули-Венеция-Джулия — имеют особый статус), включающих в качестве административно-территориальной единицы 110 провинций. Провинции в свою очередь делятся на коммуны, в общей сложности коммун ― 8101. В автономных областях есть свои представительные органы — областные советы и исполнительные органы — джунты, области и автономные провинции могут принимать областные и провинциальные законы по тем вопросам, которые прописаны в Конституции.
| Область               | Столица    | Площадь (км²) | Население |
| --------------------- | ---------- | ------------- | --------- |
| Абруццо               | Л’Акуила   | 10 794        | 1 324 000 |
| Апулия                | Бари       | 19 362        | 4 076 000 |
| Базиликата            | Потенца    | 9992          | 591 000   |
| Валле-д’Аоста         | Аоста      | 3263          | 126 000   |
| Венеция               | Венеция    | 18 391        | 4 832 000 |
| Калабрия              | Катандзаро | 15 080        | 2 007 000 |
| Кампания              | Неаполь    | 13 595        | 5 811 000 |
| Лацио                 | Рим        | 17 207        | 5 561 000 |
| Лигурия               | Генуя      | 5421          | 1 610 000 |
| Ломбардия             | Милан      | 23 861        | 9 642 000 |
| Марке                 | Анкона     | 9694          | 1 553 000 |
| Молизе                | Кампобассо | 4438          | 320 000   |
| Пьемонт               | Турин      | 25 399        | 4 401 000 |
| Сардиния              | Кальяри    | 24 090        | 1 666 000 |
| Сицилия               | Палермо    | 25 708        | 5 030 000 |
| Тоскана               | Флоренция  | 22 997        | 3 677 000 |
| Трентино-Альто-Адидже | Тренто     | 13 607        | 1 007 000 |
| Умбрия                | Перуджа    | 8456          | 884 000   |
| Фриули-Венеция-Джулия | Триест     | 7855          | 1 222 000 |
| Эмилия-Романья        | Болонья    | 22 124        | 4 276 000 |

## Население
| 1960        | 1961        | 1962        | 1963        | 1964        | 1965        | 1966        | 1967        | 1968        |
| ----------- | ----------- | ----------- | ----------- | ----------- | ----------- | ----------- | ----------- | ----------- |
| 50 199 700  | ↗50 536 350 | ↗50 879 450 | ↗51 252 000 | ↗51 675 350 | ↗52 112 350 | ↗52 519 000 | ↗52 900 500 | ↗53 235 750 |
| 1969        | 1970        | 1971        | 1972        | 1973        | 1974        | 1975        | 1976        | 1977        |
| ↗53 537 950 | ↗53 821 850 | ↗54 073 490 | ↗54 381 345 | ↗54 751 406 | ↗55 110 868 | ↗55 441 001 | ↗55 718 260 | ↗55 955 411 |
| 1978        | 1979        | 1980        | 1981        | 1982        | 1983        | 1984        | 1985        | 1986        |
| ↗56 155 143 | ↗56 317 749 | ↗56 433 883 | ↗56 501 675 | ↗56 543 548 | ↗56 564 074 | ↗56 576 718 | ↗56 593 071 | ↗56 596 155 |
| 1987        | 1988        | 1989        | 1990        | 1991        | 1992        | 1993        | 1994        | 1995        |
| ↗56 601 931 | ↗56 629 288 | ↗56 671 781 | ↗56 719 240 | ↗56 758 521 | ↗56 797 087 | ↗56 831 821 | ↗56 843 400 | ↗56 844 303 |
| 1996        | 1997        | 1998        | 1999        | 2000        | 2001        | 2002        | 2003        | 2004        |
| ↗56 860 281 | ↗56 890 372 | ↗56 906 744 | ↗56 916 317 | ↗56 942 108 | ↗56 974 100 | ↗57 059 007 | ↗57 313 203 | ↗57 685 327 |
| 2005        | 2006        | 2007        | 2008        | 2009        | 2010        | 2011        | 2012        | 2013        |
| ↗57 969 484 | ↗58 143 979 | ↗58 438 310 | ↗58 826 731 | ↗59 095 365 | ↗59 277 417 | ↗59 379 449 | ↗59 539 717 | ↗60 233 948 |
| 2016        | 2017        | 2020        | 2023        |             |             |             |             |             |
| ↗60 599 936 | ↘60 551 416 | ↘60 317 000 | ↘58 850 717 |             |             |             |             |             |

### Численность, расселение

Возрастно-половая пирамида населения Италии на 1 января 2023 года

К концу 2008 года численность населения Италии превысила 60 млн человек. В настоящее время страна находится на четвёртом месте по численности населения среди стран Европейского союза и на 23-м месте среди стран всего мира. Плотность населения составляет 199,2 человека на кв. километр — пятое место в Евросоюзе. Наиболее высокая плотность — в Северной Италии, где проживает почти половина всего населения страны. Самые густонаселённые области Италии — равнины Кампании, Ломбардии и Лигурии, где на один км² приходится свыше 300 жителей. Это объясняется благоприятными экономическими условиями, до X в. более развитым и густонаселённым был Юг страны. Особенной скученностью населения отличается долина реки По. Горные же районы населены гораздо реже. Здесь плотность населения падает до 35 человек на 1 км², в экономически слаборазвитых областях Сардинии и Базиликате плотность населения — 60 человек на 1 км².
После Второй мировой войны в Италии случился длительный экономический бум, вызвавший миграции сельских жителей в города и остановивший эмиграцию, а также превративший страну в привлекательную для иммигрантов. До 1970-х сохранялась высокая рождаемость, но вскоре опустилась ниже уровня воспроизводства населения. В 2008 году каждый пятый итальянец был старше 65 лет. Несмотря на это, главным образом благодаря массовой иммиграции в последние два десятилетия, в 2000-х был зарегистрирован рост рождаемости (особенно в северных районах), впервые за многие годы. Вырос также и коэффициент фертильности: в 2008 он составил 1,41 против 1,32 в 2005 году.
Численность населения:
- 1931 год — 41,2 млн чел.
- 1960 год — 51,0 млн чел.
- 1977 год — 56,3 млн чел.
- 2000 год — 57,7 млн чел.
- 2007 год — 60,1 млн чел.
- 2008 год — 59,9 млн чел.
- 2009 год — 60,2 млн чел.[72]
- 2011 год — 59,6 млн чел.[73]
- 2017 год — 60,5 млн чел.[74]
- 2023 год — 58,9 млн чел.[75]

Средняя продолжительность жизни в Италии по данным на 2014 год составляет 83 года — что является одним из наиболее высоких показателей в мире. Пенсионный возраст для женщин — 65 лет, для мужчин — 70 лет.

### Темпы роста, возрастная и половая структура населения
Общий коэффициент рождаемости в Италии достиг максимума в 1881—1890 гг. и был равен 37,8 на тысячу, но опустился до 23,6 в 1932 году.
Возрастная структура населения Италии по состоянию на 2021 год: 0—14 лет — 12,8 %; 15-64 лет — 63,7 %; 65 лет и старше — 23,5 %. Средний возраст населения Италии, согласно данным The World Factbook на 2020 год, составлял 46,5 лет (5-е место в мире), в том числе, 45,4 года у мужчин и 47,5 года у женщин.
Соотношение числа мужчин и женщин: всё население — 0,93 (2020 год). Средняя ожидаемая продолжительность жизни населения Италии по состоянию на 2021 год: общая — 82,67 года; мужчины — 80,01 года; женщины — 85,49 года.
По состоянию на 2021 год уровень рождаемости составляет 8,37 новорождённого на 1000 жителей (216-е место в мире). Суммарный коэффициент рождаемости (СКР) — 1,47 рождения на женщину. Из-за демографического старения населения неуклонно растёт уровень смертности; по состоянию на 2021 год, уровень смертности составляет 10,7 умершего на 1000 человек (24-е место в мире).
По состоянию на 2021 год, уровень чистой миграции в Италии составляет 3,21 мигранта на 1000 жителей (34-е место в мире).
По состоянию на 2019 год, средний возраст женщины при первых родах в Италии составляет 31,3 года (для сравнения в Республике Корее стране с самым низким в мире СКР — 0,84 рождения на женщину на 2020 год, средний возраст женщины при первых родах в 2019 году составлял 32,2 года).
В Италии были большие различия в рождаемости в зависимости от региона: традиционно южные районы имели более высокую рождаемость, однако в последнее время ведущими по численности населения являются северные области страны.

### Крупнейшие города и агломерации
| №  | Название          | Область               | Население |
| -- | ----------------- | --------------------- | --------- |
| 1  | Рим               | Лацио                 | 2 869 461 |
| 2  | Милан             | Ломбардия             | 1 324 169 |
| 3  | Неаполь           | Кампания              | 989 111   |
| 4  | Турин             | Пьемонт               | 902 137   |
| 5  | Палермо           | Сицилия               | 678 492   |
| 6  | Генуя             | Лигурия               | 596 958   |
| 7  | Болонья           | Эмилия-Романья        | 384 202   |
| 8  | Флоренция         | Тоскана               | 377 207   |
| 9  | Бари              | Апулия                | 322 751   |
| 10 | Катания           | Сицилия               | 315 576   |
| 11 | Венеция           | Венеция               | 264 534   |
| 12 | Верона            | Венеция               | 259 966   |
| 13 | Мессина           | Сицилия               | 241 997   |
| 14 | Падуя             | Венеция               | 209 678   |
| 15 | Триест            | Фриули-Венеция-Джулия | 204 849   |
| 16 | Таранто           | Апулия                | 203 257   |
| 17 | Брешиа            | Ломбардия             | 193 599   |
| 18 | Прато             | Тоскана               | 191 268   |
| 19 | Парма             | Эмилия-Романья        | 187 938   |
| 20 | Реджо-ди-Калабрия | Калабрия              | 184 937   |

По данным OECD, крупнейшими агломерациями являются:
| Агломерация | Население |
| ----------- | --------- |
| Милан       | 7,4 млн   |
| Рим         | 3,7 млн   |
| Неаполь     | 3,1 млн   |
| Турин       | 2,2 млн   |

### Национальный состав
Основное население страны составляют итальянцы. Италия входит в число государств Шенгенского соглашения с 26 октября 1997 г. Иностранные граждане получают Шенгенскую визу в консульстве той страны, которая является основной для посещения. Туристическая виза позволяет пребывать на территории стран-участниц Шенгенского соглашения (в том числе Италия) не больше 90 дней в каждом полугодии. По данным на 2016 год, когда Европейский миграционный кризис достиг апогея, 8 % населения Италии составляют граждане иностранных государств и мигранты в первом поколении, прибывшие из других стран. Этот показатель увеличился с 2009 по 2016 год на 1,5 % и имеет тенденцию к возрастанию.
Согласно данным итальянского правительства, на январь 2009 года в Италии было зарегистрировано 3 891 295 иностранных граждан, что составляет около 6,5 % от общей численности населения. Около полумиллиона детей иммигрантов, родившиеся в Италии, играют значительную роль в общей демографической картине. В стране также проживает значительное число нелегальных иммигрантов. В мае 2008 года газета The Boston Globe оценила их количество в 670 тысяч человек.
С расширением Европейского союза последняя волна иммиграции была из близлежащих стран, особенно из Восточной Европы и всё чаще Азии, заменив Северную Африку в качестве основного источника мигрантов. Около 800 тыс. румын, среди которых около 10 % цыган, официально зарегистрированы в качестве проживающих в Италии, обогнав по этому параметру другие этнические меньшинства, такие как албанцы и марокканцы. Количество незарегистрированных румын и молдаван (чей язык относится к балкано-романской группе, близок к итальянскому, что облегчает им адаптацию в стране) в 2007 году Balkan Investigative Reporting Network оценивал в полмиллиона человек или более.
По состоянию на 2009 год, происхождение родившихся за границей жителей Италии было следующим: Европа (53,5 %), Африка (22,3 %), Азия (15,8 %), Америка (8,1 %) и Океания (0,06 %). Распределено иностранное население Италии неравномерно: 87,3 % проживает в наиболее развитых экономически северных и центральных районах страны, в то время как только 12,7 % проживают в аграрной южной части полуострова.
По состоянию на 2019 год, по оценкам ООН, в Италии проживало 6,3 миллиона иммигрантов, или 10,4 % населения страны.
По данным Национального института статистики в Италии (ISTAT), значительный вклад в увеличение численности населения итальянского государства внесли иностранные граждане, постоянно проживающие на территории Италии. В период с 2001 по 2011 год количество иностранцев увеличилось втрое: в 2001 году при переписи населения их насчитывалось чуть больше 1 300 000, а в 2011 году в Италии проживало уже 3 769 518 иностранных граждан.
Территориальное распределение иностранных граждан почти не изменилось: две трети имеют постоянное место жительство на севере Италии, в частности на северо-западе, где проживает 36 % иностранцев. Чуть меньше половины иммигрантов проживает в маленьких коммунах, в которых местное население не превышает 20 000 человек. Из крупных коммун верхнюю позицию занимает Брешия, на территории которой проживает 16 % иностранного населения.
| Происхождение                                                           | Численность | % от общего числа* |
| ----------------------------------------------------------------------- | ----------- | ------------------ |
| Итальянцы                                                               | 56 153 773  | 93,52 %            |
| Румыны                                                                  | 796 477     | 1,32 %             |
| Североафриканцы                                                         | 606 556     | 1,01 %             |
| Албанцы                                                                 | 441 396     | 0,73 %             |
| Китайцы                                                                 | 170 265     | 0,28 %             |
| Украинцы                                                                | 153 998     | 0,26 %             |
| Азиаты (не считая китайцев)                                             | 445 795     | 0,74 %             |
| Латиноамериканцы                                                        | 298 860     | 0,50 %             |
| Африканцы южнее Сахары                                                  | 264 570     | 0,44 %             |
| другие                                                                  | 713 378     | 1,19 %             |
| * Процентное соотношение этносов населения Италии на 1 января 2009 года |             |                    |

### Языки
Государственный язык Италии — итальянский — принадлежит к романской группе языков индоевропейской семьи с письменностью на латинице (итальянский алфавит). Вместе с ним, в Италии существует большое количество диалектов, некоторые из которых считаются языковедами отдельными языками. Принято делить все диалекты на диалекты Севера, Центра и Юга. Современный итальянский язык можно назвать диалектом, которому удалось «пробиться»; он широко используется в общественно-политической жизни.
Немецкий язык официально признан равноправным с итальянским в Больцано и Южном Тироле, словенский имеет региональный статус в Гориции и Триесте, французский — в долине Аоста.
Аппенинский полуостров, где находится современная Италия, является местом зарождения латинского языка (в области Лаций), долгое время бывшего одним из самых значимых языков Европы и давшего начало современным романским языкам, в том числе итальянскому. В этой же области зародился латинский алфавит.

### Религия

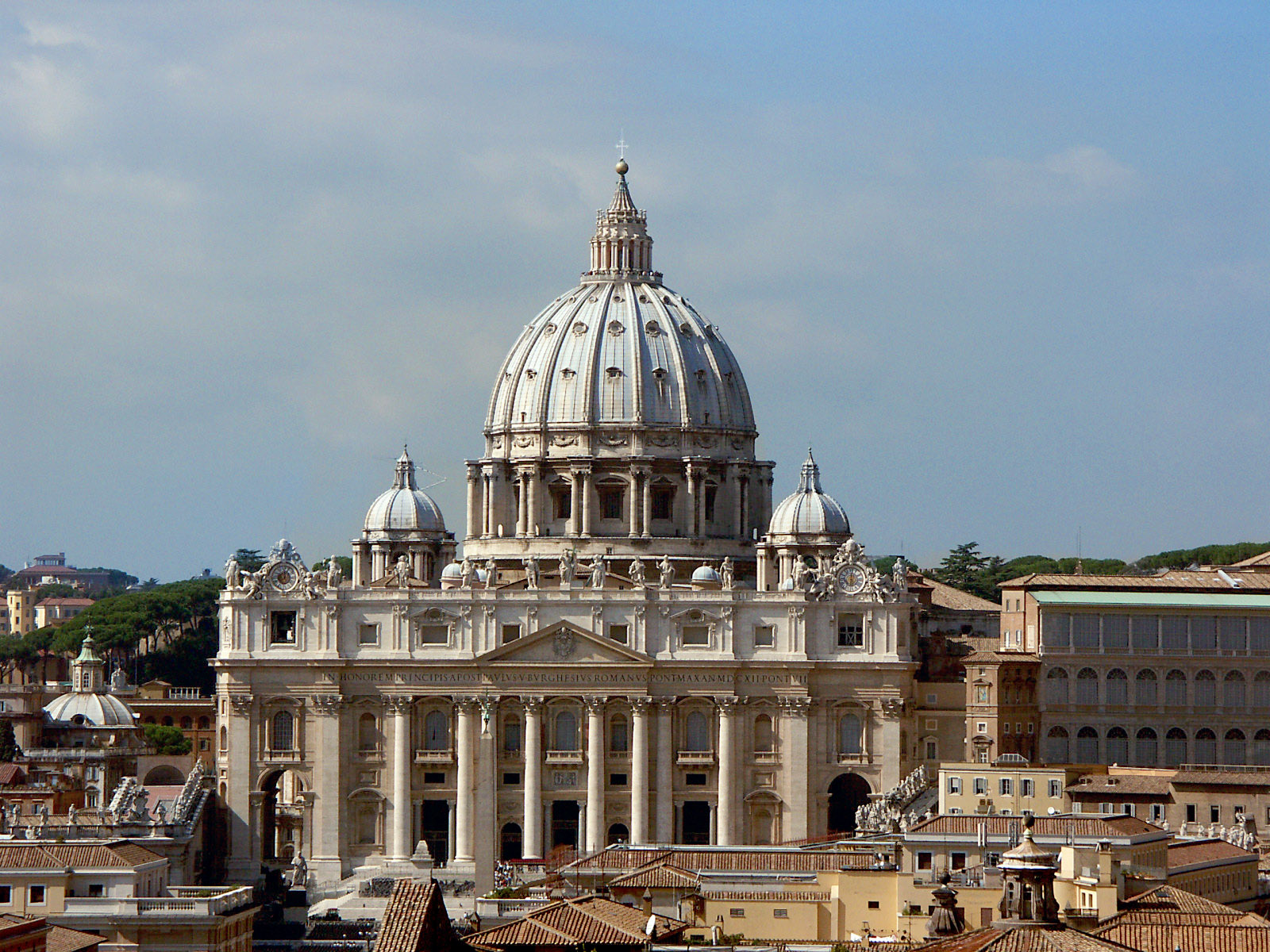
Собор Святого Петра

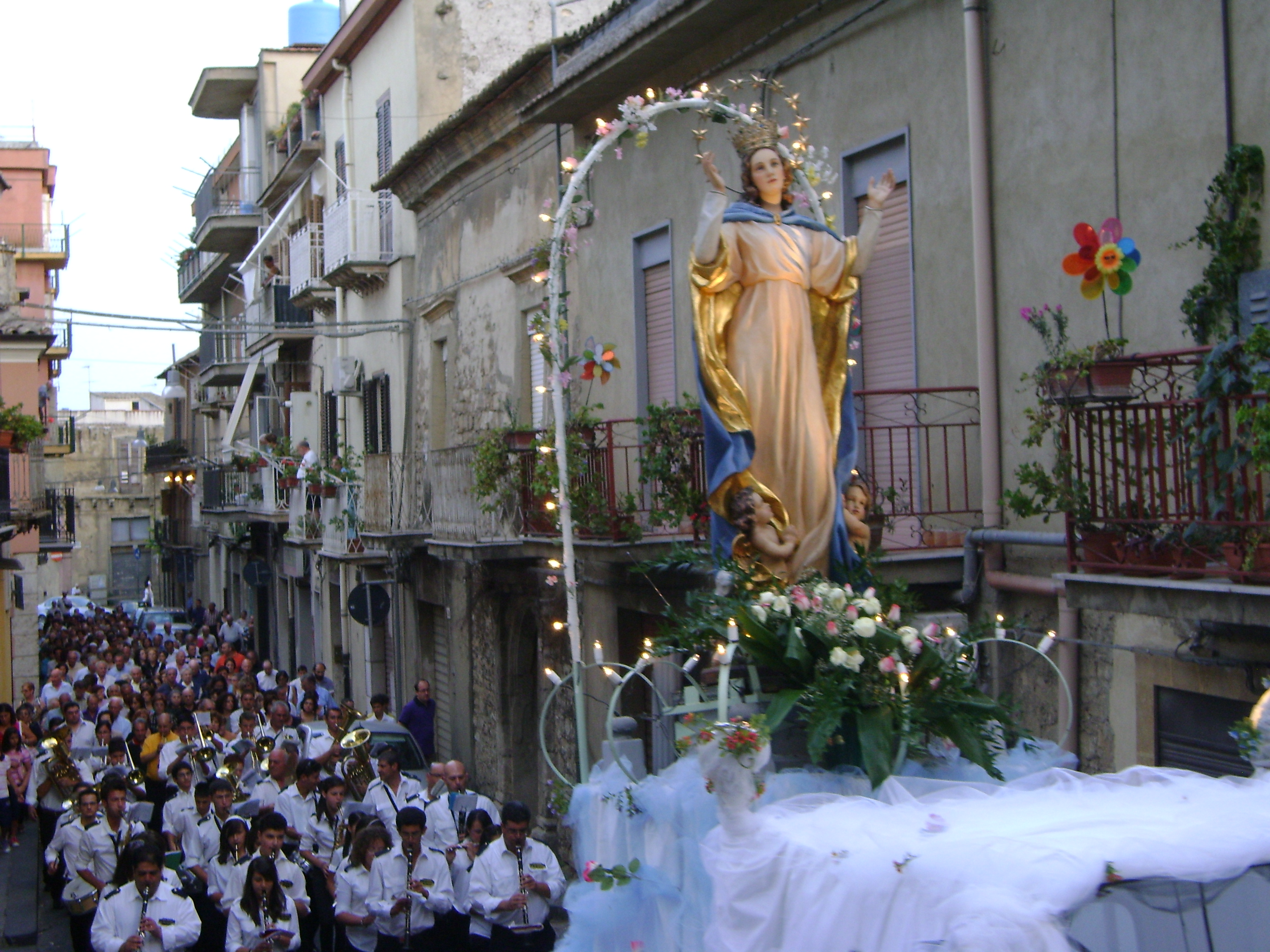
Католическая процессия

По данным на 31 марта 2003 года количество прихожан Римско-католической церкви в Италии составляет от 55 752 000 до 57 610 000 человек (около 96,77 % населения Италии), из них от 33 до 38 % являются активными прихожанами; 10 % католиков участвуют в различных церковных служениях.
Общее число православных в стране составляет, по оценке на 2012 год, 1,4 млн человек (свыше 2,3 % населения страны) и возрастает за счёт увеличения числа мигрантов из Восточной Европы. По данным архиепископа, Егорьевского Марка (Головкова) православие является второй религией в Италии (после католицизма) по числу верующих. Патриарший Экзарх Западной Европы, управляющий приходами Московского Патриархата в Италии — Митрополит Корсунский и Западноевропейский Антоний.
Среди прочих христианских деноминаций крупнейшими являются Свидетели Иеговы (460 512 прихожан, из них 245 657 являются возвещателями по данным на конец 2011 года), Ассамблеи Бога в Италии, Православие, Федерация евангелических церквей Италии (вальденсы, лютеране, баптисты, пятидесятники, адвентисты седьмого дня).
Мусульман насчитывается порядка 4,6 % (2,61 млн чел.) В стране действуют 8 полноценных мечетей с минаретом — 3 в Риме, Сеграте (близ Милана), Болонья, Палермо и т. д., а также порядка 800 молельных комнат (из них более 20 в Риме). В Италии проживает четвёртое по численности мусульманское население в Европе.
Из-за отсутствия политической воли со стороны правительства, а также разногласий среди местного населения ислам не был официально признан итальянским государством. Как следствие, мусульмане могут молиться, но действует негласный запрет на строительство мечетей. Вместо этого они совершают богослужения в импровизированных исламских культурных центрах (они же молельные дома и комнаты).

### Гражданство Италии
Получение итальянского гражданства по рождению основано на принципе jus sanguinis (право крови). Из этого следует, что гражданином Италии по рождению является ребёнок, рождённый от отца-итальянца и/или матери-итальянки. Граждане других государств и лица без гражданства (апатриды), иммигрировавшие в Италию, могут рассчитывать на получение гражданства Италии при выполнении ряда условий и требований, установленных итальянским законодательством. Обязательным условием является владение итальянским языком. Гражданство по jus soli («право почвы» — автоматическое получение гражданства ребёнком, родившимся на территории страны от неграждан) в Италии, как и нигде в Европе, не признаётся.
По натурализации запрос на получение итальянского гражданства может быть подан после 10 лет легального проживания в стране, при условии отсутствия судимости и при наличии источника дохода. 10-летний прелиминарный срок может быть сокращён для бывших граждан Италии и их прямых потомков (jus sanguinis); иностранцев, рождённых на территории Италии (jus soli); граждан Евросоюза, беженцев и лиц без гражданства. При наличии брака с гражданином Италии второй супруг может подать запрос на получение гражданства при условии непрерывности брака и совместного проживания супругов: после 2 лет в браке в случае законного проживания на территории Италии; после 3 лет в браке в случае проживания за пределами Италии. Ко дню принятия указа о присвоении гражданства не должно быть раздельного проживания супругов, аннулирования, развода или прекращения законной силы заключённого брака. Указанные сроки могут быть уменьшены наполовину при наличии детей, рождённых или усыновлённых супругами.
Признание итальянского гражданства возможно также на основании особых законов для лиц, рождённых и уже проживающих на территории бывшей Австро-Венгерской Империи и их потомков. В рамках «закона о возвращении на родину» в Италии возможно двойное гражданство. Соглашение о двойном гражданстве существует между Италией и Аргентиной.
Получение гражданства Италии не влечёт за собой отказа от прежнего гражданства, если только такой отказ не является обязательным согласно законодательству страны происхождения запросившего итальянское гражданство лица.
Итальянское гражданство даёт право на свободное передвижение и проживание в Италии и на территории всего Евросоюза, участие в избирательном процессе, безвизовый режим для посещения многих стран мира, а также иные права.
Незаконная иммиграция наказуема согласно итальянскому законодательству: помимо административного штрафа, нарушителю грозит депортация и невыдача визы в Италию в будущем.

### Правовое регулирование интимной сферы
До 2016 года Италия оставалась последней страной в Западной Европе, которая не признавала гражданские союзы геев или однополые браки, что вызывало протесты участников гей-парадов. 11 мая 2016 года Палата депутатов большинством 372 голоса против 51 при 99 воздержавшихся одобрила закон о гражданских союзах. О приравнении гражданских союзов к браку при этом речь не идёт. Италия отклонила закон об уголовной ответственности за критику гомосексуализма. Итальянский парламент не поддержал законопроект, предусматривающий тюремное наказание за критику ЛГБТ. На заседании Сената (верхней палаты парламента) 27 октября 2021 года большинство депутатов проголосовало против инициативы. Проституция в Италии не является разрешённой законом деятельностью. Действующим законом 1958 года запрещены не только торговля женщинами и эксплуатация проституции, но и любые формы пособничества и подстрекательства к ней, как с корыстными целями, так и без них. В Италии нет публичных домов, однако древним ремеслом на итальянских улицах промышляют десятки тысяч женщин, преимущественно — иммигрантки. Нудизм в Италии легализован в 2006 году, нудистские пляжи в Италии ежегодно посещают около 600 тысяч человек.

## Экономика и финансы

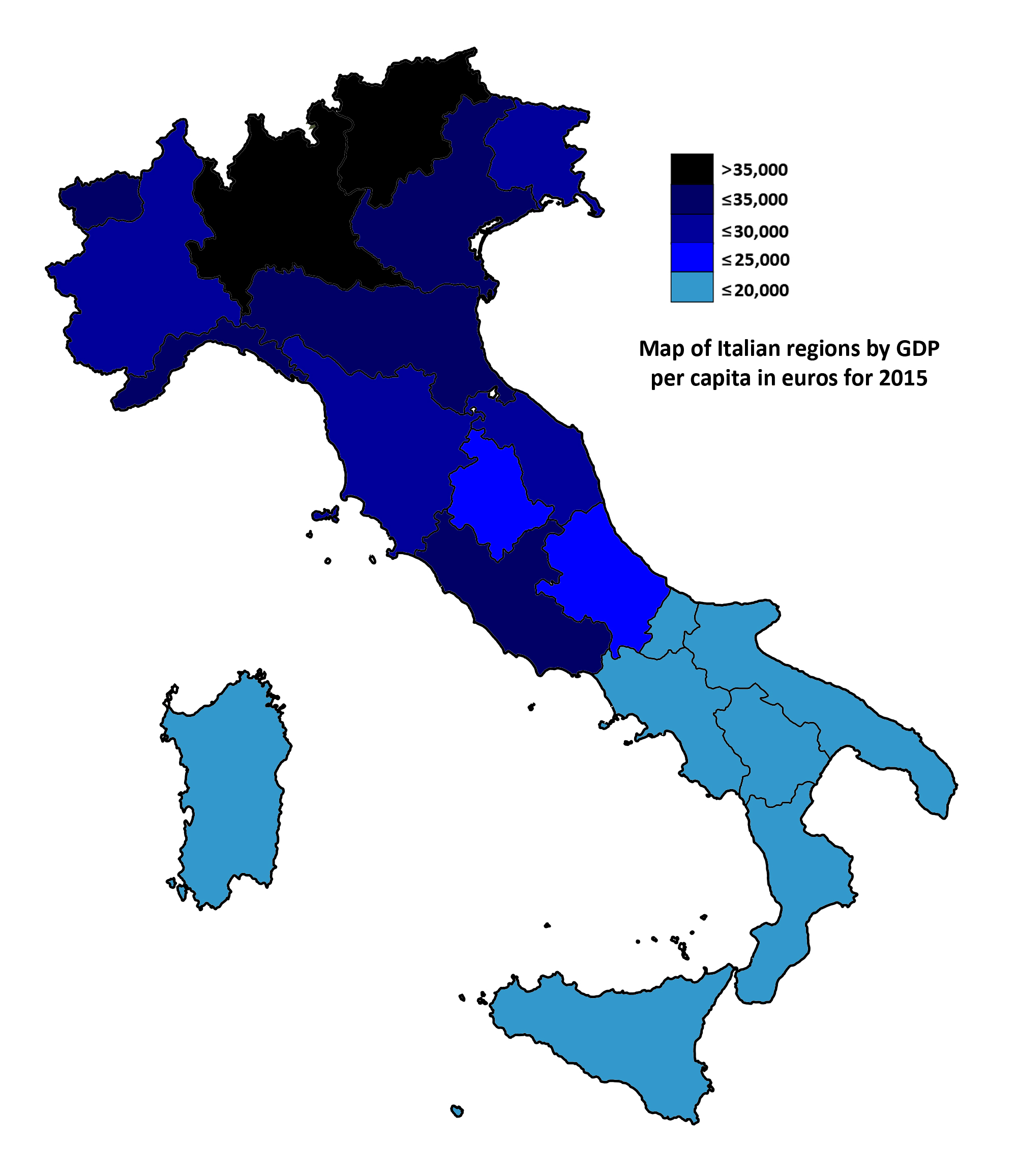
Карта регионов Италии по ВВП на душу населения в евро в 2015 году

Денежная единица — евро. По состоянию на 2018 год, средний размер оплаты труда в Италии составляет 2595 евро (брутто) и 1878 евро без учёта социальных и частных льгот (нетто) в месяц. Вклад Италии в ВВП Евросоюза в 2019 году составляет 11,3 %. По данным МВФ, в 2022 году объём государственного долга Италии составил 144,696 % ВВП страны.
Несмотря на значительные экономические достижения, экономика страны сегодня страдает от структурных и неструктурных проблем. Годовые темпы роста в последние десятилетия часто были ниже среднего показателя по ЕС. Италия особенно сильно пострадала от мирового финансового кризиса конца 2000-х годов. Огромные государственные расходы, начиная с 1980-х годов, привели к резкому росту государственного долга. Кроме того, уровень жизни в Италии имеет значительный разрыв между севером и югом: средний ВВП на душу населения в Северной Италии значительно превышает средний показатель по ЕС, а в некоторых регионах и провинциях на юге Италии он значительно ниже среднего. В Центральной Италии ВВП на душу населения — средний.
В последние годы рост ВВП на душу населения в Италии медленно приближался к среднему показателю еврозоны, в то время как уровень занятости все ещё отстаёт. Экономисты, однако, оспаривают официальные данные из-за обширной теневой экономики в стране (среди европейских стран с высоким уровнем доходов только в Греция она выше), и большого количества неформальных рабочих мест (по оценкам, от 10 % до 20 % рабочей силы), которые понижают истинный уровень экономически незадействованного населения и уровень безработицы.
Теневая экономика широко распространена на юге Италии, но по мере продвижения на север она становится менее интенсивной. В реальных экономических условиях Южная Италия почти соответствует уровню Центральной Италии. Другой постоянной экономической проблемой являться то, что итальянцы являются второй по старости нации в мире (после японцев) и одной из самых быстро стареющих в мире: по состоянию на 1 января 2022 года 23,8 %, населения Италии было старше 65 лет. Кроме того, в Италии, по состоянию на 1 января 2022 года, насчитывается 5 030 716 иммигрантов, что составляет всего только около 10,6 % от общей численности населения страны, что являться крайне низким показателем среди развитых стран.

### Промышленность и финансы

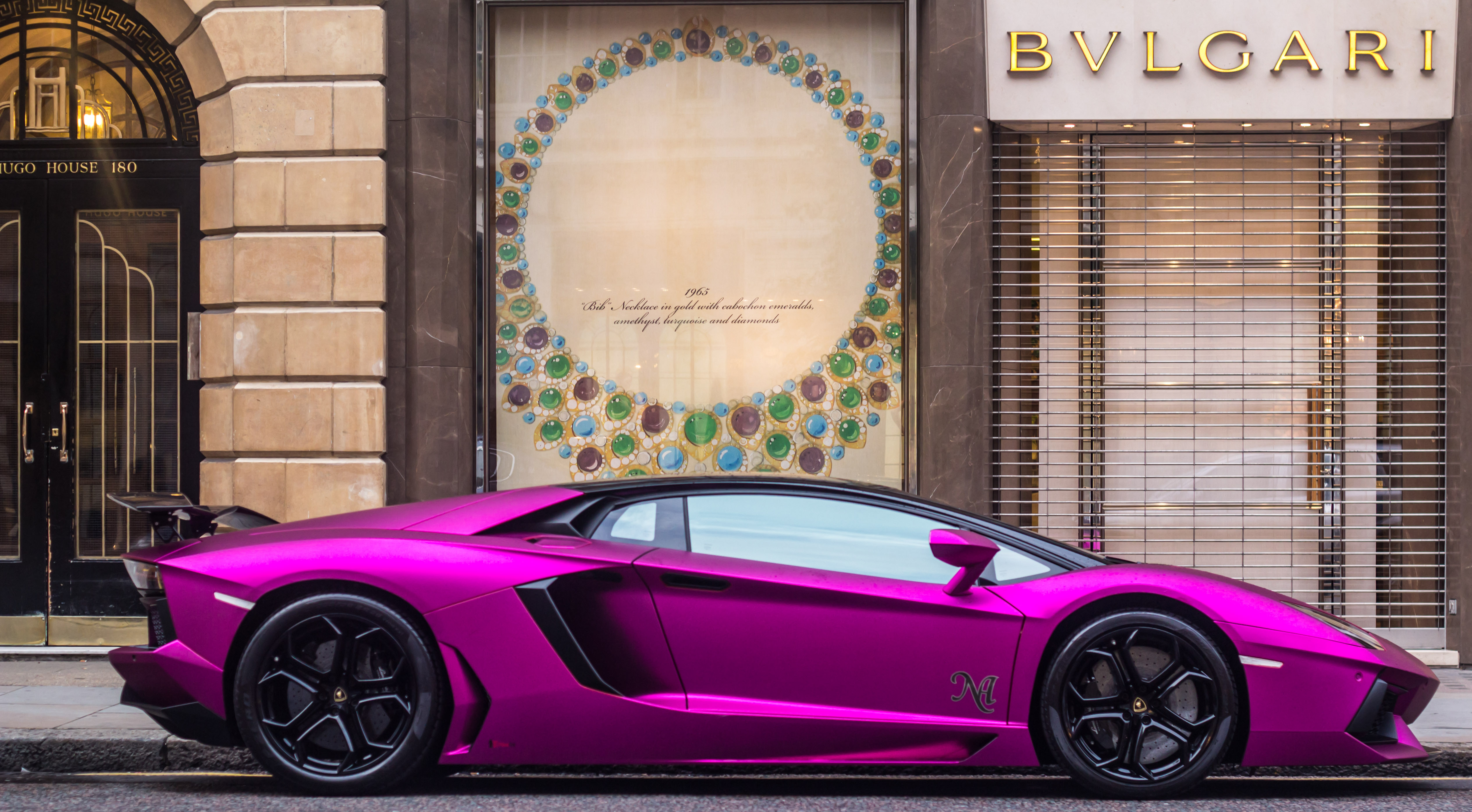
Автомобиль Lamborghini Aventador

Преимущества: мощный государственный бюджет (972 млрд долл. по состоянию на 2012 год, 7-е место в мире). Конкурентоспособный средний класс. Задаёт моду во всём мире в области дизайна, производства одежды и бытовой техники. К ведущим фирмам относятся Fiat (автопром), Montedison (производство пластмасс), Olivetti (коммуникации), Benetton (одежда). Высокопроизводительное сельское хозяйство и производство продукции для туристов, известные дома мод. Великое культурное наследие (в Италии сосредоточено две трети культурных сокровищ Европы) делает государство на Апеннинах одной из самых привлекательных для туристов стран Европы и мира, с неограниченной перспективой развития туристической отрасли экономики.
Валовой национальный продукт на душу населения 30 000 долларов в год. Ведущие отрасли промышленности: машиностроение, металлургия, химическая и нефтехимическая, лёгкая и пищевая. Италия входит в число крупнейших производителей и поставщиков на мировой рынок автомобилей (известные марки: Alfa Romeo, Ferrari, Fiat, Iveco, Lamborghini, Lancia, Maserati), мотоциклов (известные марки: Aprilia, Ducati), мопедов, велосипедов, тракторов, стиральных машин и холодильников, пишущих и счётных машин, радиоэлектронной продукции, промышленного оборудования, стальных труб, пластмасс и химических волокон, автомобильных шин, а также готовой одежды и кожаной обуви, макарон, сыра, оливкового масла, вина, фруктовых и томатных консервов. Крупное производство цемента, натуральных эссенций и эфирных масел из цветов и фруктов, художественных изделий из стекла и фаянса, ювелирных изделий. Добыча пиритов, руд ртути, калийной соли, доломитов, асбеста.
Слабые стороны: государственный дефицит и рост госдолга всё ещё значительны. Малый прирост экономики, неэффективная сфера услуг, которая интенсивно приватизируется. Неравное распределение благосостояния между богатым Севером и бедным Югом, где безработица в 2 раза выше. Недостаточная налоговая дисциплина, постепенно улучшающаяся. Слабо ориентированные на международную конкуренцию предприятия. Влияние организованной преступности, наркосиндикатов, мафиозных структур, в особенности — в южных регионах — Кампании, Калабрии и на Сицилии. Уровень бюрократизации органов государственного управления, коррупции при регулировании бизнеса на юге страны также несравнимо выше, чем на севере, с чем, в частности, связано хроническое отставание в экономическом и социальном развитии южных регионов Италии.

### Энергоносители и импорт

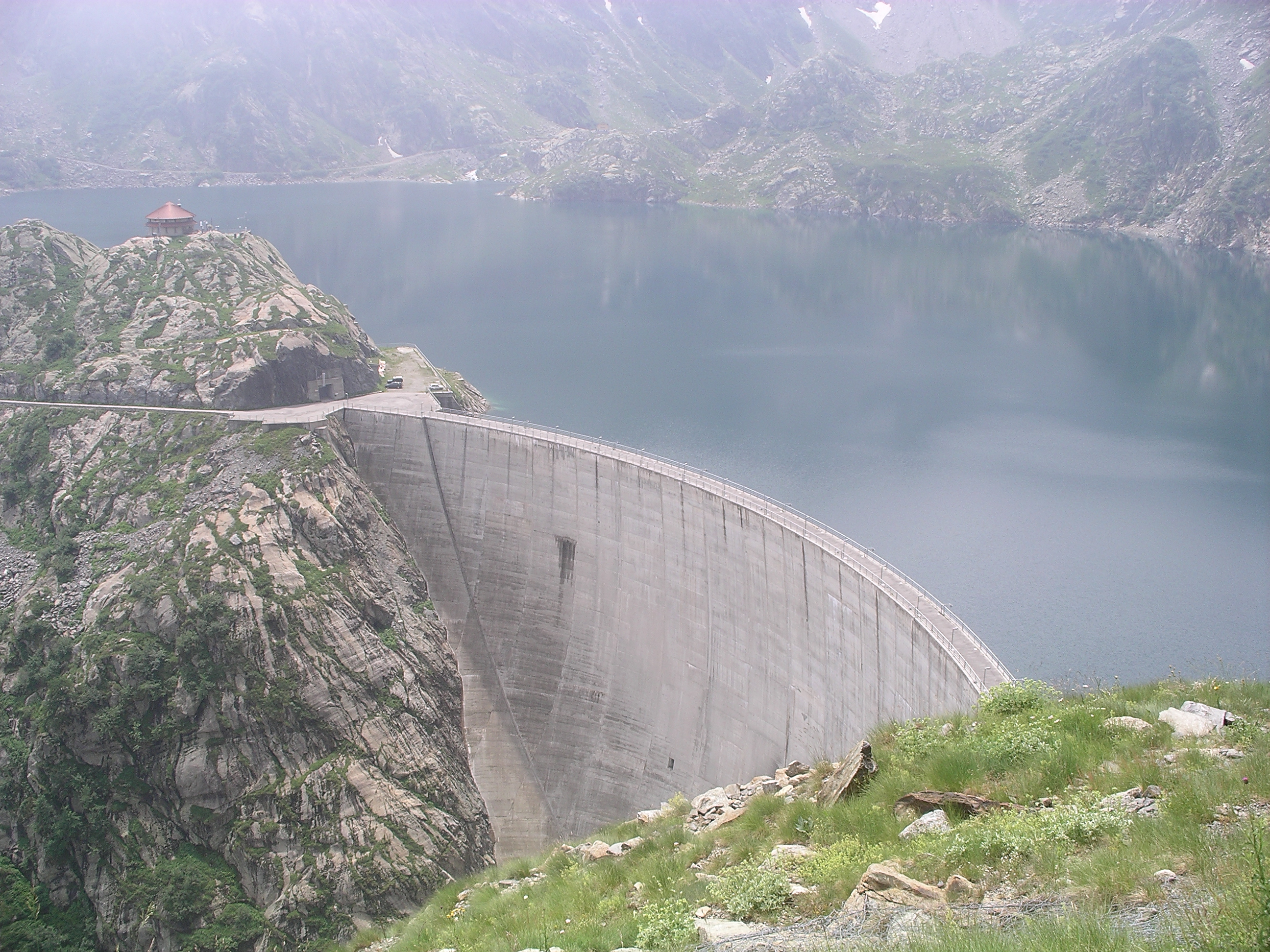
Гидроэлектростанция в Пьемонте

Италия бедна энергоносителями и гидроресурсами, в стране нет месторождений с промышленными запасами нефти и газа, ни одной атомной электростанции. Первая АЭС, по планам, будет построена при содействии Франции к 2020 году. Для сооружения четырёх АЭС создадут холдинговые компании, в каждой из которых доля итальянской энергетической компании Enel составит 60 %, а французской EDF — 40 %. Нефть и газ Италия импортирует из России, Норвегии, стран Персидского залива и Африки, поставки электроэнергии осуществляются из Франции.
Природным газом Италия из общей годовой потребности в 60 млрд кубометров обеспечивает себя менее чем на 10 %, дефицит покрывается за счёт импорта. 40 % потребности, или более чем 24 млрд кубометров, поставляет Газпром Экспорт. В мае 2016 года в целях сокращения зависимости от поставок из России начато строительство 870-километрового Трансадриатического газопровода (продолжение Трансанатолийского газопровода), который к 2020 году даст возможность поставлять азербайджанский газ в Италию. Подобный газопровод в Италию после отмены проекта «Южный поток» строит и Россия.

### Сельское хозяйство и туризм

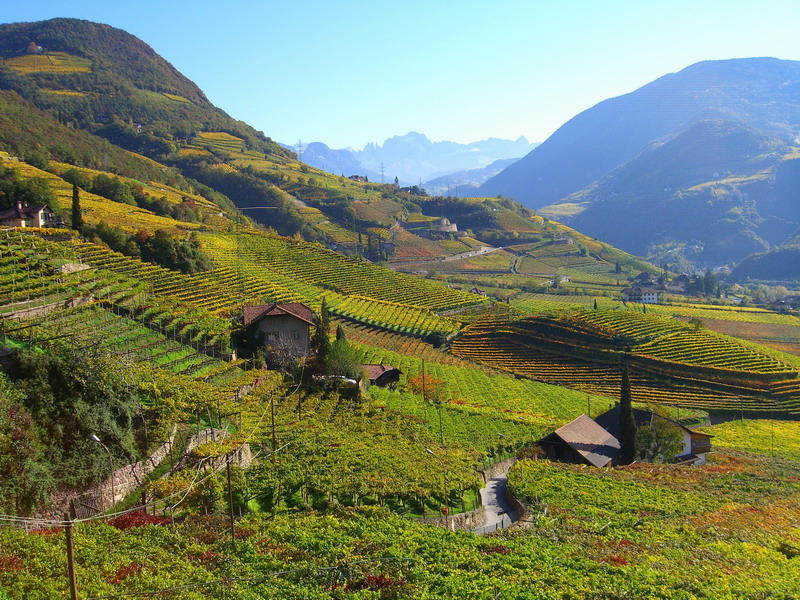
Виноградники в Южном Тироле

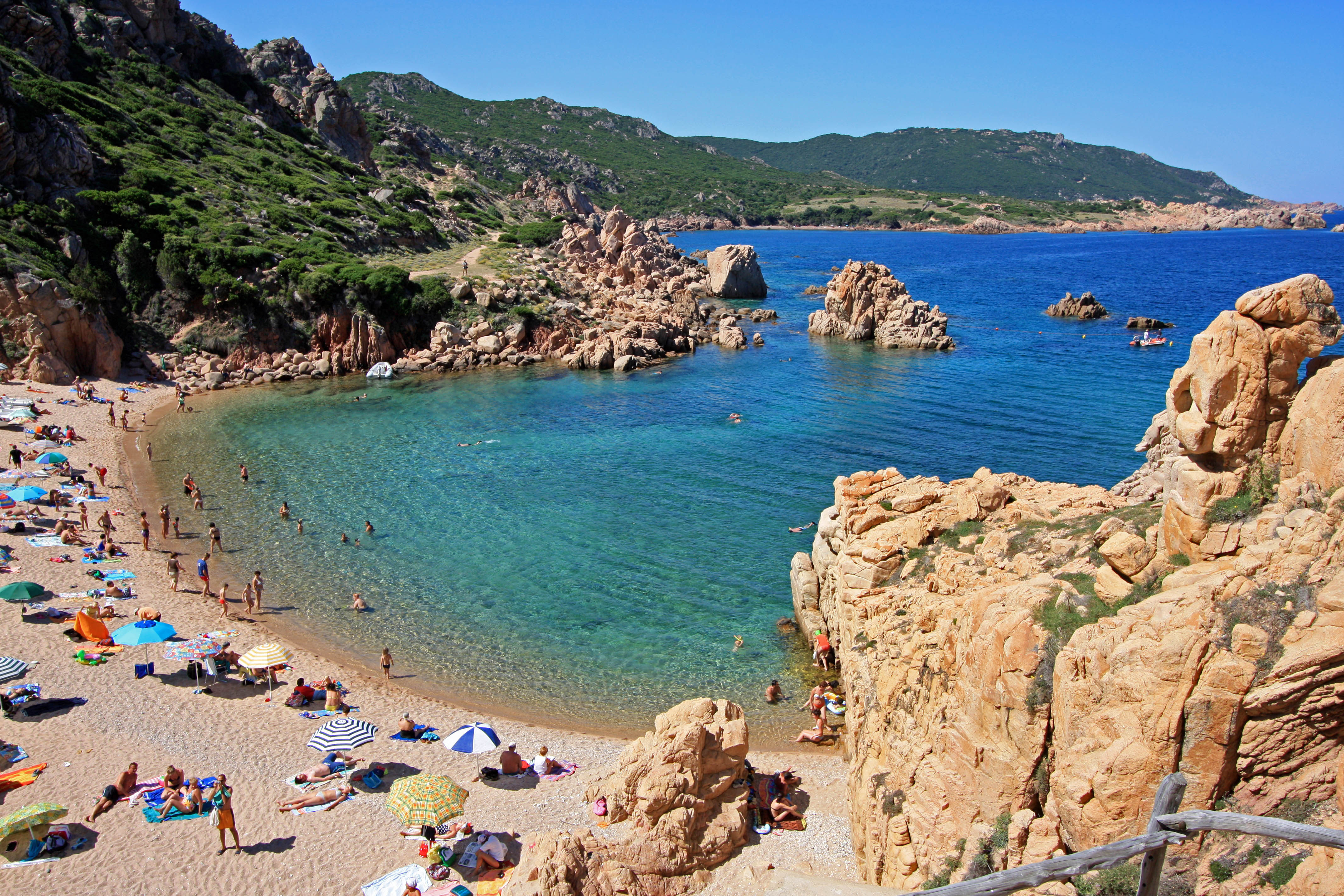
Сардиния

Италия — высокоразвитая индустриально-аграрная страна. Преимущественно индустриальный и высокоразвитый север и слаборазвитый, аграрный юг.
В сельском хозяйстве преобладает растениеводство. Основные культуры — пшеница, кукуруза, рис (1-е место по сбору в Европе; свыше 1 млн т в год), сахарная свёкла. Италия — один из крупнейших в мире и ведущий в Европе производитель цитрусовых (свыше 3,3 млн т в год), томатов (свыше 5,5 млн т), винограда (около 10 млн т в год; свыше 90 % перерабатывается в вино), оливок. Развиты цветоводство и птицеводство.
Италия — крупнейший район международного туризма (свыше 50 млн человек в год). В стране находится 155 памятников мирового наследия ЮНЕСКО — больше, чем в любой другой стране мира. Туризм в Италии является одним из ведущих секторов экономики и составляет 12 % от ВВП. На долю Италии приходится 5,6 % от мирового туристического рынка. По этому показателю страна занимает 3-е место в ЕС после Франции и Испании.
В 2015 году Италию посетило 40 млн иностранных туристов, по этому показателю страна занимала 4-е место в мире. Наибольшее число туристов прибывает в Италию из Китая — около 3 млн в год. В связи с большим турпотоком из Поднебесной, а также с учётом многочисленной китайской общины, постоянно проживающей в Италии, весной 2016 года итальянские власти пошли на беспрецедентный шаг: привлекли китайских полицейских, прошедших обучение под руководством итальянских экспертов в Пекине, для патрулирования улиц в Риме и Милане. Патрули в китайской форме, состоящие из соотечественников, хорошо узнаваемы и помогают китайцам в Италии ощутить себя в безопасности, а правоохранительные органы Италии в выигрыше от получения дополнительной оперативной информации.
Согласно статистике Всемирной туристской организации ООН (UNWTO) по международному турпотоку в 2017 году, Италия с 58,3 млн посетителями заняла пятое место после Китая, США, Испании и Франции.

### Структура занятости населения
На 2007 год общая численность экономически активного населения составила 24,86 миллиона. Из них в сельском хозяйстве было занято 4 %, промышленности — 31 %, третичном секторе — 65 %.
Региональные диспропорции Италии в структуре занятости населения заключаются в следующем:
- Различия между Северо-Западным и Северо-Восточным регионами сохраняются незначительные. Процент занятых в промышленном секторе в этих регионах абсолютно одинаковый. Различия наблюдаются лишь по числу занятых в третичном секторе и сельском хозяйстве. Северо-Западный регион традиционно является более развитым регионом, в котором, раньше сформировалась мощная промышленность (здесь находится главный промышленный треугольник Италии Милан-Турин-Генуя). Северо-Восточный же регион приобрёл свою промышленную структуру после 1970-х годов, когда в нём были построены мощные предприятия алюминиевой промышленности, энергетики, нефтепереработки и нефтехимии.
- Центру традиционно были присущи средние показатели по стране, и этот регион считался переходным между индустриальным севером и аграрным югом. В настоящее время Центр также сохранил эти срединные позиции, но в XX веке разрыв между Северными районами и Центром был более значителен, чем в XXI веке. Сейчас распределение занятых по секторам экономики в Северном и Центральном регионе почти одинаковое. Только лишь по показателю занятых в третичном секторе Центральный район значительно опережает своих северных соседей (на 8—11 %). Это увеличение числа занятых в третичном секторе происходит за счёт района Лацио, который является столичным и где наблюдается самая высокая по стране доля занятых в сфере услуг. В двух районах Центрального региона (Тоскана и Умбрия) показатели по-прежнему остаются примерно такими же, как и в среднем по стране.
- В Южной части Италии могут быть выделены юго-западный и юго-восточный регионы. Между западным и восточным регионами юга (в отличие от северных) не наблюдается такого единообразия в распределении числа занятых по секторам экономики. Так, Юго-Западный регион отличается от Юго-Восточного более выраженным преобладанием в структуре занятости третичного сектора экономики, а в Юго-Восточном районе развит больше индустриальный сектор.

Объединяющим Юго-Западный и Юго-Восточный регионы является высокий показатель занятых в аграрном секторе, 7 % и 9 % соответственно, что примерно в 2 раза выше, чем в среднем по стране. Ещё в 1995 году показатель занятости в аграрном секторе составлял в Юго-Западном регионе 11 %, а в Юго-Восточном — 12 %.
Таким образом, Центр по показателям занятости в секторах экономики «подтянулся» к северным регионам, а юг улучшил свою структуру занятости за счёт наращивания количества занятых в третичном и индустриальном секторах и соответственного сокращения занятых в аграрном секторе. В современной Италии наблюдается «двойственная» структура занятости населения. К первой части структуры относятся регионы Северо-Запада, Северо-Востока и Центра, а ко второй — Юга. В частности, в северных регионах средняя зарплата учителя в начальной школе составляет около 2000 евро, в южных регионах — около 1000 евро.
Из-за небольшой территории и высокой плотности населения в современной Италии остро стоит вопрос переработки отходов (См. Мусорный кризис в Италии).
Италия по своему экономическому уровню занимает промежуточное положение между наиболее экономически развитыми странами и странами со средним уровнем развития производительных сил. Так же как и в других высокоразвитых странах, в Италии промышленность является ведущей сферой экономики, хотя в ней занята меньшая часть экономически активного населения, чем в интенсивно и непропорционально растущей сфере услуг. Стоимость промышленной продукции превышает стоимость продукции сельского хозяйства, в которое ежегодно вкладывается меньше капитала, чем в промышленность. Промышленная продукция резко преобладают и в итальянском экспорте. Значительная часть национальных богатств Италии находится в руках монополий, большинство из которых входят в число крупнейших транснациональных концернов. Они господствуют в химической и электротехнической промышленности («Montedison»), в автомобильной («Fiat»), а также в резинотехнической («Pirelli»).

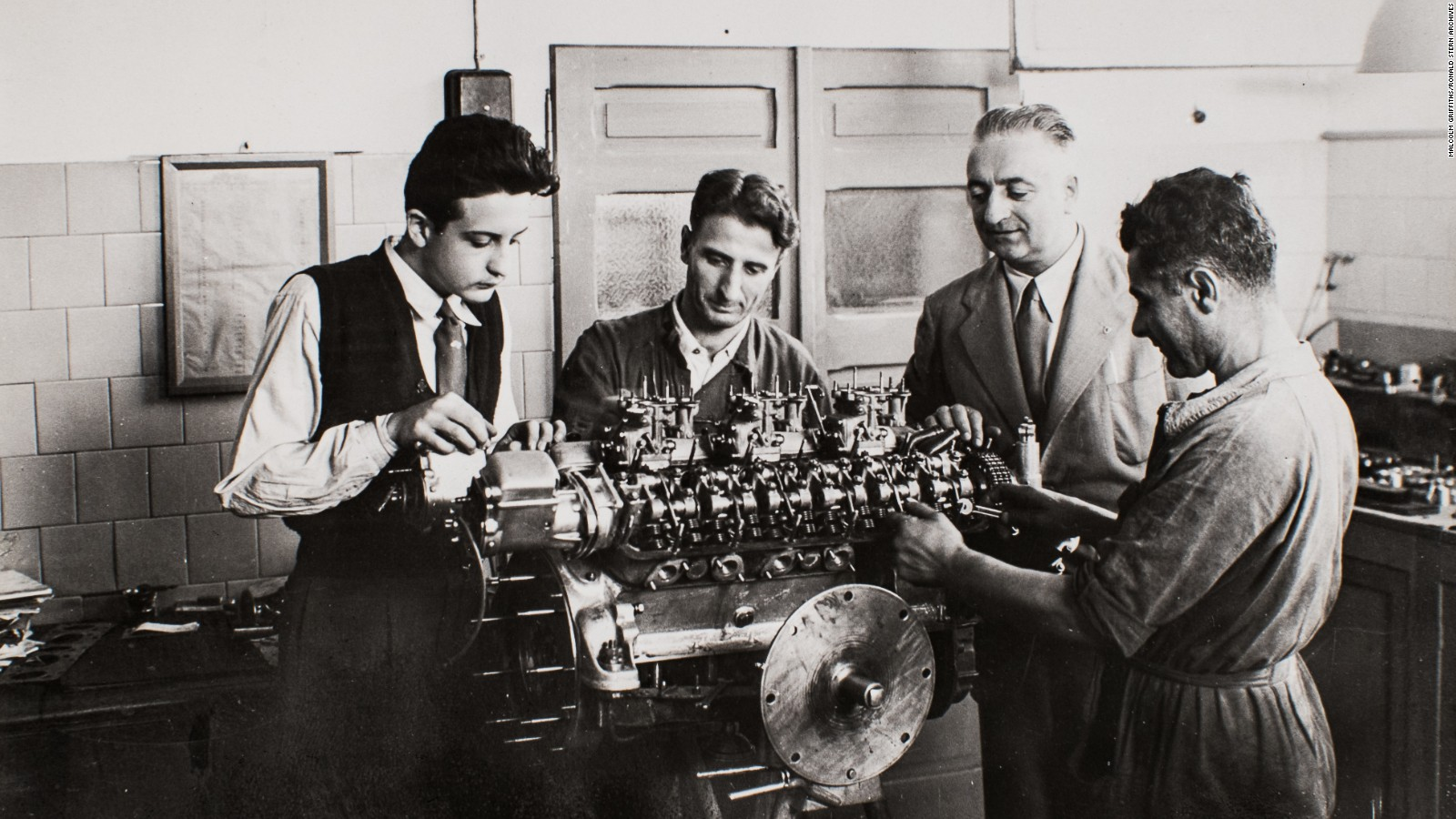
Сборка двигателя Ferrari (1947 год)

В то же время в стране существует множество средних, мелких и мельчайших фирм, главным образом в лёгкой и пищевой промышленности, а также в производстве бытовой электротехники, оборудования для переработки синтетических материалов, в некоторых подотраслях станкостроения. Около двух третей мелких фирм — семейные. Начиная с 1970-х годов заметна тенденция к сокращению крупных и повышению роли мелких и средних фирм и предприятий.
Итальянское государство активно и в различных формах вмешивается в экономику страны: его специализированные органы участвуют в акционерных обществах в качестве держателей контрольного пакета акций, создаются промышленные предприятия в соответствии с различными государственными программами. Государство стало крупнейшим в стране предпринимателем. Особенно сильны его позиции в энергетике, металлургии, судостроении. Ему принадлежат также многие предприятия лёгкой промышленности. Национализированы и крупнейшие банки. По темпам развития государственный сектор превосходит развитие итальянской экономики в целом.
Мировой кризис обострил многие экономические проблемы в Италии. По размерам дефицита бюджета и государственного долга Италия входит в пятёрку «лидеров» зоны евро. Так, соотношение государственного долга к ВВП Италии больше 100 %. Однако по совокупному размеру суверенного долга и долговых обязательств частного бизнеса Италия имеет гораздо лучшие показатели, чем Германия.
Программа спасения итальянской экономики, предложенная премьером Берлускони, предполагала замораживание зарплат и отсрочку выхода на пенсию госслужащих, сокращение финансирования региональных администраций, а также ужесточение контроля за уклонением от уплаты налогов. Пенсионный возраст был повышен до 65 лет у женщин и 70 лет у мужчин. Другие непопулярные меры и слабая реакция на них итальянской экономики привели к отставке Берлускони осенью 2011 года.
Число людей, живущих за чертой бедности, увеличивалось в 60-миллионной Италии в 2016 году каждый день на 600 человек.
С мая 2016 года, согласно решению Высшего кассационного суда, кража «лицами, движимыми нуждой», незначительного количества продуктов или готовой еды для утоления голода («удовлетворения жизненно важной потребности в пропитании») в Италии не является преступлением, хотя и может пресекаться товаровладельцем. Данный судебный вердикт был с сочувствием воспринят итальянской общественностью и прессой.

## Транспорт, инфраструктура, связь
Италия имеет развитую сеть железных и автомобильных дорог. Более 90 % пассажиров и свыше 80 % грузов перевозятся автомобилями. Во внешних перевозках преобладает морской транспорт.
Торговый флот Италии насчитывает 667 судов — 17-е место по общему тоннажу в мире.
Во внутренних перевозках грузов и пассажиров главную роль играет автомобильный транспорт, на втором месте — железнодорожный. По уровню электрификации железных дорог страна занимает одно из первых мест в мире.

### Автомобильный транспорт
Густая сеть современных шоссе и железных дорог связывает города Северной Италии. В связи с вытянутостью страны с севера на юг её сеть железных и автомобильных дорог развивались преимущественно в меридиональном направлении. Широтных коммуникаций, за исключением Паданской равнины, недостаточно. Многие автомобильные и железные дороги Италии проложены на крутых склонах гор и поэтому имеют много мостов, тоннелей, что удорожает их эксплуатацию.
В Италии исключительно велика роль автомобильного транспорта: на него приходится 3/4 всех сухопутных перевозок грузов. Около половины автомобильных дорог приходится на северную Италию. на юге страны густота дорожной сети значительно меньше.
В 2023 году в Италии имелось 694 легковых автомобиля на каждые 1000 жителей, что стало самым высоким показателем в ЕС. 47,4 % автомобилей были на бензиновом топливе, 35,2 % — на дизельном.
Количество гибридных автомобилей в региональных столицах составило 6,9 %.

### Железнодорожный транспорт

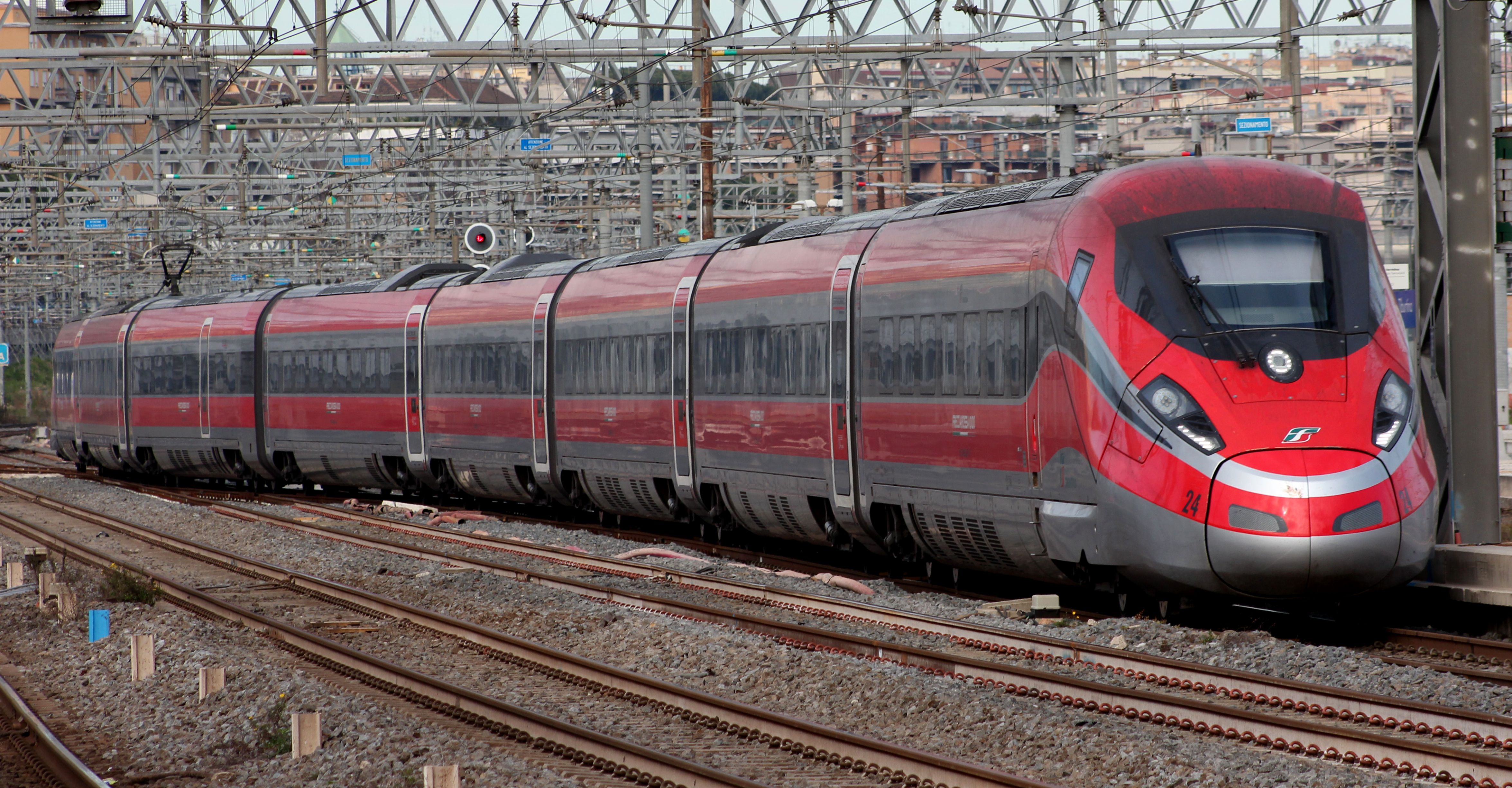
Высокоскоростной поезд Frecciarossa серии ETR 1000

Сеть железных дороги Италии превышает 16,5 тыс. км, в том числе 1 тыс. км — высокоскоростные магистрали, связывающие 10 крупных городов — Турин, Милан, Венецию, Падую, Верону, Болонью, Флоренцию, Рим, Неаполь, Салерно. В Италии впервые в Европе в 1970-х годах был разработан класс поездов «Pendolino», обладающих специальной системой наклона, создающей комфорт пассажирам и не снижающей скорость в кривых участках пути (затем эта технология распространилась в Европе, чтобы лучше использовать обычный путь для увеличения скорости). Первая ВСМ в Италии построена в 1984 году, расстояние в 254 км между Римом и Флоренцией поезд преодолевал за 90 минут. С тех пор железные дороги Италии получили сильнейшее техническое развитие и к 2015 году являются одними из наиболее модернизированных и оснащённых в Европе. Основной государственный оператор Trenitalia выполняет как обычные, так и высокоскоростные перевозки. С мая 2012 года в Италии начал работу альтернативный высокоскоростной железнодорожный оператор Nuovo Trasporto Viaggiatori (NTV), использующий бренд Italo.
Сеть высокоскоростных поездов «Le Frecce» охватывает все крупные города континентальной части Италии. Максимальная скорость высокоскоростных поездов составляет 300 км/ч при технической возможности до 360 км/ч. Минимальное время высокоскоростного экспресса в пути между Римом и Миланом составляет 2 ч 45 мин, между Римом и Венецией — 3 ч 30 мин, между Римом и Турином — 4 ч 10 мин, между Римом и Неаполем — 1 ч 10 мин. Поезда категории Красная Стрела (Frecciarossa) используются только на новых высокоскоростных линиях от Турина через Милан, Флоренцию, Рим до Салерно. Поезда категории Серебряная Стрела (Frecciargento) используются как на высокоскоростных, так и на обычных линиях (совмещённая система), достигают скорости 250 км/ч. Эти поезда связывают Рим с Венецией, Вероной, Бари, Лечче и Реджо Калабрия. Ночные поезда EuroNight соединяют Рим с Триестом, Больцано, Лечче, Реджо-ди-Калабрия, Палермо, Сиракузами; а также с заграницей — Парижем, Мюнхеном, Веной. Самый дальний пункт беспересадочного железнодорожного сообщения из Италии — Москва: поезд из Ниццы по пути в российскую столицу (40—45 часов) делает на территории Италии остановки в Сан-Ремо, Генуе, Милане, Вероне, Больцано. В стадии проектирования находится железнодорожный мост, соединяющий материк с Сицилией, в настоящее время поезда в Палермо пересекают Мессинский пролив на пароме. Железные дороги есть также на острове Сардиния. По данным Института проблем естественных монополий РФ (2013), на 1000 км железнодорожной инфраструктуры Италия ежегодно вкладывает 268 млн евро госинвестиций, находясь по этому показателю на первом месте в Европе.

### Морской транспорт

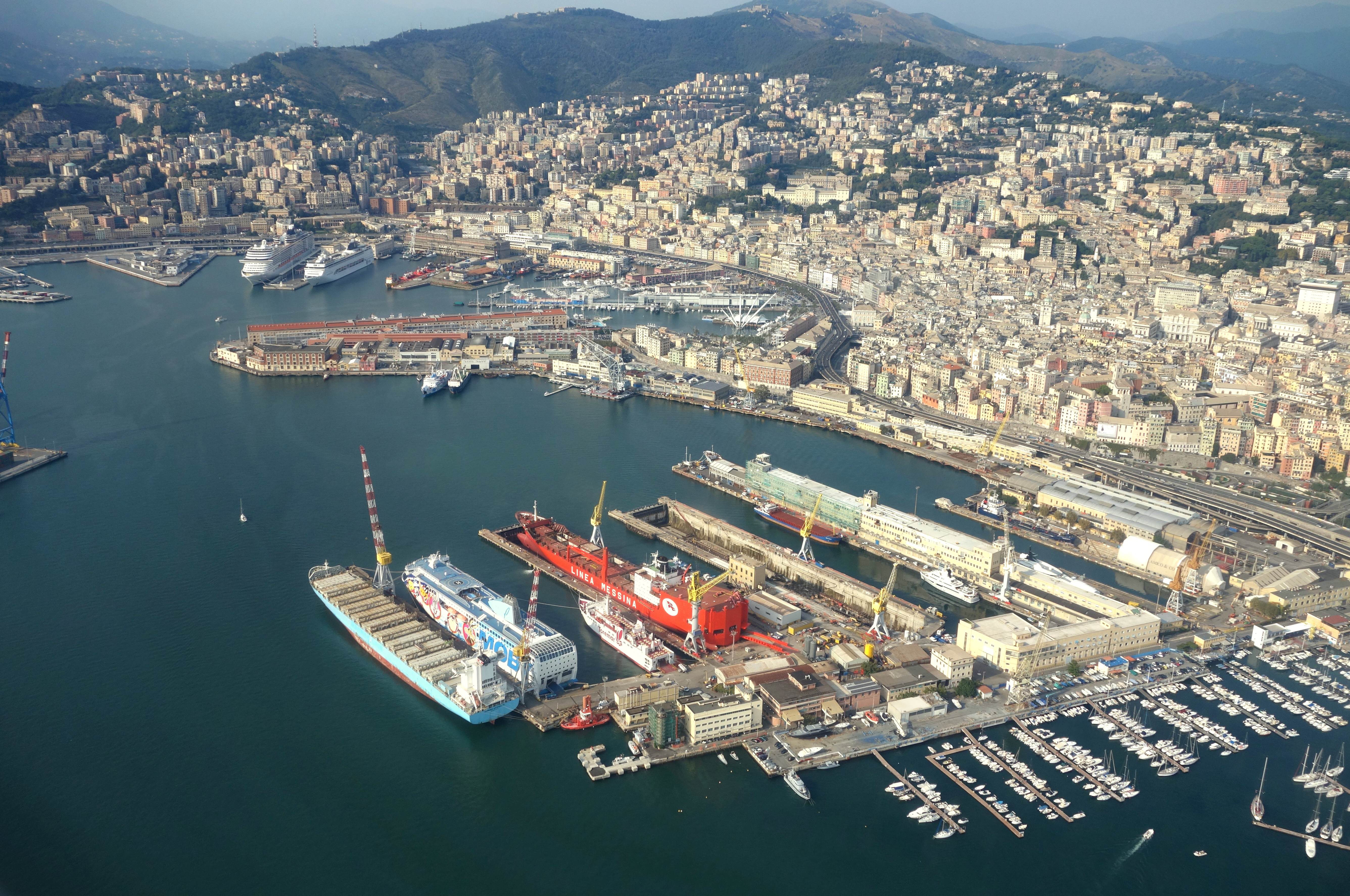
Один из контейнерных терминалов порта и город Генуя на заднем плане

Очень важную роль, как во внутренних, так и во внешних перевозках страны играет морской транспорт. Это объясняется положением Италии на средиземноморском водном пути, большой протяжённостью береговой линии, наличием островов в составе страны. На берегах Италии расположено 144 порта. В грузообороте портов преобладает нефть и другое минеральное сырьё. Самый крупный итальянский порт Генуя — один из важнейших во всём Средиземноморье. Генуя служит воротами во внешний мир для всего Северо-Запада Италии, а также для Швейцарии. Главный соперник и конкурент Генуи на Адриатике — Триест, второй в Италии по грузообороту и один из важнейших нефтяных портов Европы. Через Триест Северо-Восточная Италия связывается с другими странами Средиземноморья, Ближнего и Среднего Востока, Восточной Африки и Восточной Азии. Значительно увеличился грузооборот портов Южной Италии (Аугусты и Таранто), что объясняется развитием нефтеперерабатывающей и нефтехимической промышленности. Один из крупнейших пассажирских портов страны — Неаполь является центром связей Апеннинского полуострова с Сицилией, Сардинией и другими островами.

### Речной транспорт
Речной транспорт в Италии развит слабо из-за отсутствия крупных рек. В полном смысле судоходной является единственная река По от устья до городов Пьяченца и Павия. Река Тибр в центральной части Рима сезонно судоходна для туристических «трамвайчиков».

### Авиационный транспорт

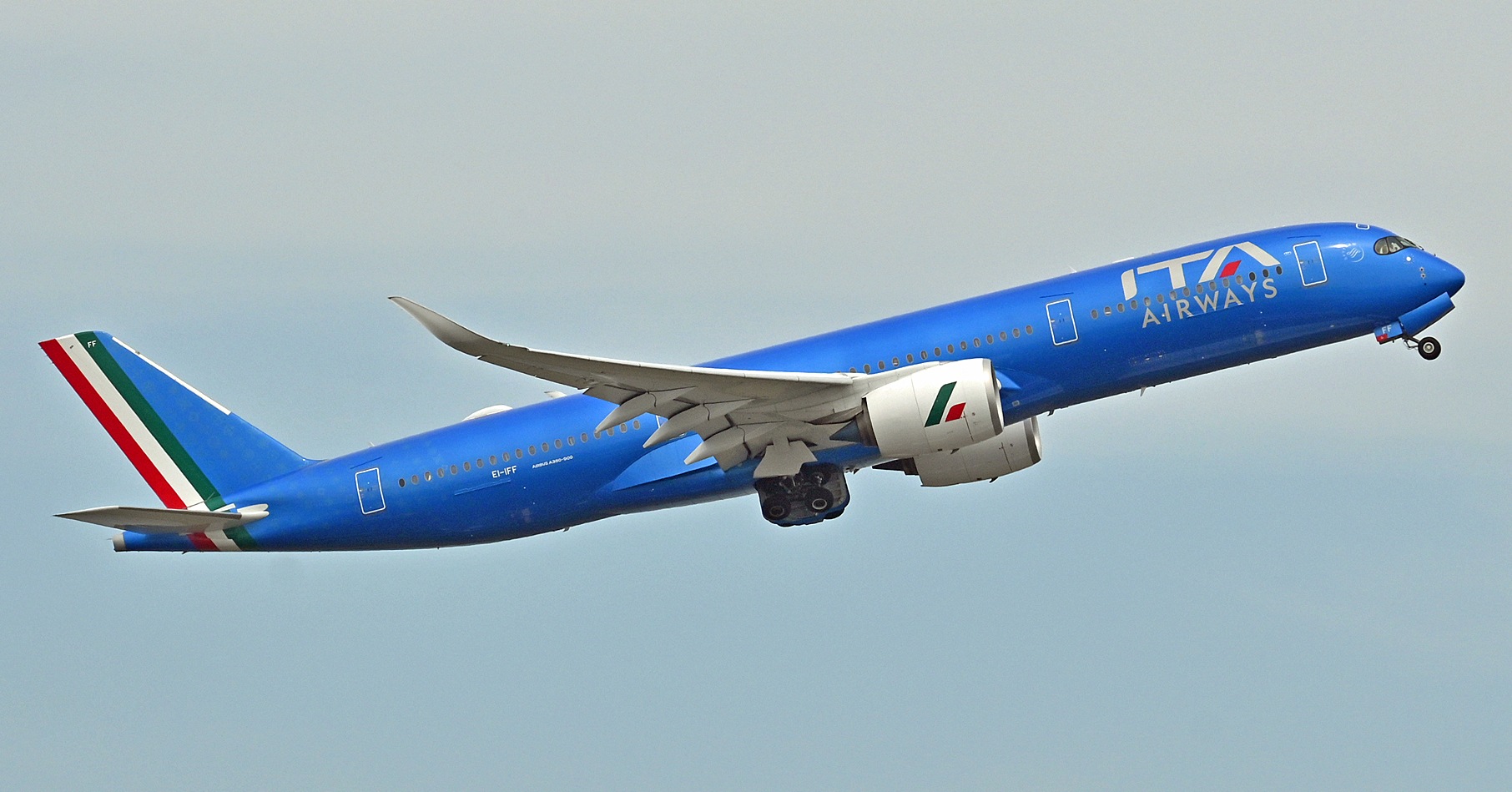
Airbus A350-900 авиакомпании ITA Airways

Довольно быстро развивается гражданская авиация Италии. Авиационные линии поддерживают связь крупнейших городов Италии со многими городами Европы, а также других континентов. Крупнейшие аэропорты страны — Леонардо да Винчи близ Рима, Мальпенса и Линате около Милана, Федерико Феллини в Римини служат важными центрами международной сети авиалиний. Всего насчитывается примерно 40 внутренних авиалиний.

### Трубопроводный транспорт
Длина трубопроводов: неочищенная нефть — 6503 км, продукты нефтепереработки — 2148 км, природный газ — 19 400 км.

### Внешнеэкономические связи
Для экономического развития Италии жизненно важны внешнеэкономические связи. Почти 15 % всего импорта составляет нефть. Италия импортирует также сырьё для металлургической и др. отраслей промышленности — станки, промышленное оборудование, лес, бумагу, различные виды продовольствия. Основные статьи вывоза — продукция машиностроения, главным образом транспортные средства, различная аппаратура, пишущие и счётные машины, сельскохозяйственные и продовольственные товары, особенно фрукты овощи, консервированные помидоры, сыры, готовое платье, обувь, продукция химии и нефтехимии. Особенно активно ведётся торговля с Францией и Германией. Италию ежегодно посещает 50 млн иностранных туристов, преимущественно из Германии, Франции, США. В Италии давно уже сложилась материальная база для приёма большого количества туристов. По числу мест в гостиницах она стоит на одном из первых мест в Европе.

## Социальная политика
Действуют три основных профсоюза: Итальянский союз труда, Итальянская конфедерация профсоюзов трудящихся, Всеобщая итальянская конфедерация труда.

### Занятость
На 2023 год в Италии насчитывалось 26,6 млн работников, что на 1,08 млн больше, чем в 2019 году. За этот период на 540 000 увеличилась численность работников, родившихся не в странах Европейского союза.
В 2024 году количество занятых составило 23 млн 932 000 человек. К маю 2025 года количество занятых достигло 24,3 млн чел. Это стало самым высоким показателем с момента начала ведения статистики ISTAT в 2004 году. Количество безработных составляет 1 691 000 человек. Безработица среди молодёжи составила 21,6 %. Количество неактивных людей в возрасте от 15 до 64 лет составило 12 млн 119 тыс. чел.

### Пенсионная система
В 2023 году средний возраст выхода на пенсию составил 64,2 года. За 2023 год расходы на выплаты государственных пенсий составили 347 млрд евро. Количество пенсионеров составило 16 230 157 человек. Их средний доход составил 21 382 евро в год. В среднем доход пенсионеров-мужчин составил 24 671 евро, женщин — 18 291 евро в год.
4 млн 800 тыс. пенсионеров (29,5 % от общего количества пенсионеров) в 2023 году получали пенсию в размере менее 1000 евро в месяц. Из них 1 млн 600 тыс. человек получали менее 500 евро в месяц.

### Иные показатели
В 2023 году 5,7 млн чел (9,8 % населения Италии) жили на уровне бедности. В 2022 году этот показатель составил 9,7 % населения Италии. Из них 1,3 млн составляют несовершеннолетние, что составляет 14 % несовершеннолетних в Италии. Этот показатель в 2023 году стал самым высоким с 2014 года.
В 2023 году уровень бедности среди лиц от 18 до 34 лет составил 11,9 %, среди лиц старше 65 лет — 6,2 %.
В 2024 году 23,1 % итальянцев были близки к черте бедности. На юге Италии данный показатель составил 39,8 %. Согласно ISTAT, в Италии люди считаются близкими к черте бедности, если их заработная плата составляет 60 % и менее медианной заработной платы страны.
На 2024 год минимальный прожиточный уровень установлен в 598,61 евро, минимальная пенсия — 614,77 евро. Средний годовой доход на семью в 2024 году составил 37 511 евро (3 126 евро в месяц).

## Образование
Дошкольное образование
С трёх лет маленьких итальянцев отдают в детские сады (scuola materna), где в течение трёх лет их готовят к школе. Дети учатся в группах по 15—30 человек. После детского сада детей отдают в начальную школу.
Начальная школас 6 до 11 лет
Начальная школа подразделяется на 2 ступени — scuola elementare I и scuola elementare II. Обе эти ступени являются бесплатными для всех. По окончании начальной школы учащиеся сдают письменный и устный экзамены. По их результатам выдаётся аттестат об окончании начальной школы (diploma di licenza elementare). На этом этапе изучают чтение, письмо, рисование, арифметику, музыку, географию, историю, информатику и физическую культуру — эти предметы являются обязательными, по желанию изучается лишь религия. Учебные планы обычно включают также изучение одного иностранного языка.
Средняя младшая школа (scuola media)с 11 до 14 лет
На этом этапе школьники изучают итальянский язык, историю, географию, математику и естественные науки, два иностранных языка, историю искусств, технологию и музыку.

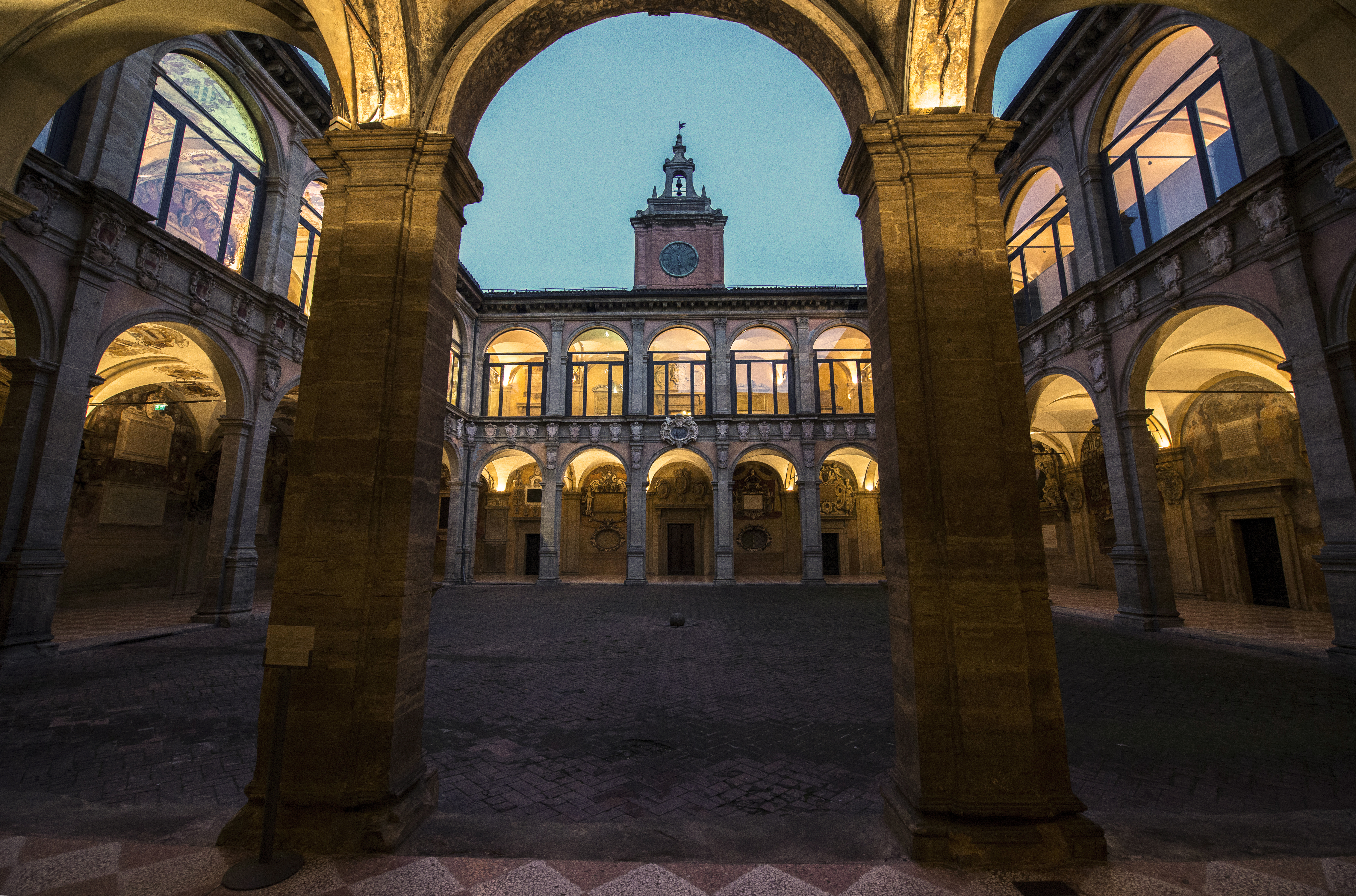
Болонский университет

Средняя старшая школас 14 до 19 лет
На данном этапе учащиеся решают, учиться ли им по обычной программе и готовиться к поступлению в вуз, либо совмещать своё обучение с профессиональной подготовкой.
Высшее образование
Система высшего образования Италии представлена университетами, техническими университетами, университетскими колледжами, консерваториями и академиями.
В Италии существует 56 университетов. Из них 47 государственных, 9 частных.
Италия была одной из инициаторов в образовании Болонского процесса, названного в честь старейшего в мире Болонского университета, где в 1999 году министры образования 29 европейских стран подписали Болонскую декларацию.
На 2020 год 20,1 % населения Италии в возрасте от 25 до 64 лет имеют высшее образование. 62,9 % населения окончили полную среднюю школу.

## Наука
Наука в Италии имеет долгую историю и традиции. Старейшая академия наук Итальянской республики Национальная академия деи Линчеи располагается в Риме, в палаццо Корсини. Среди выдающихся членов — Луи Пастер и Альберт Эйнштейн.
Известные итальянские учёные:
- Леонардо Пизанский (способствовал распространению в Европе числовой последовательности «Числа Фибоначчи»)
- Леон Баттиста Альберти (ведущий теоретик искусства итальянского Возрождения, изложил математические основы учения о перспективе, внёс существенный вклад в развитие криптографии)
- Лука Пачоли (один из основоположников современных принципов бухгалтерии)

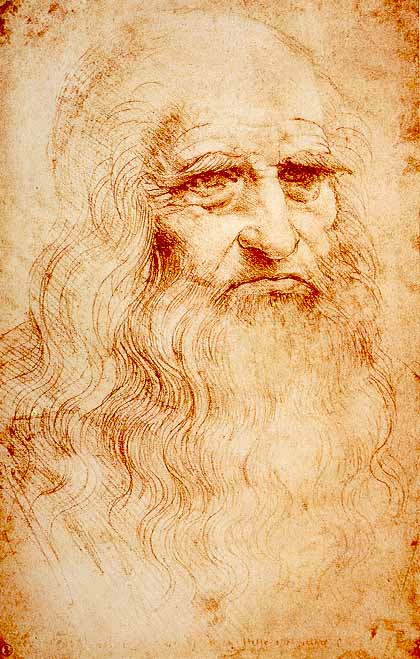
Леонардо да Винчи

- Леонардо да Винчи (анатом, естествоиспытатель, изобретатель)
- Джероламо Кардано (изобретатель карданного вала)
- Андреас Везалий (основоположник научной анатомии)

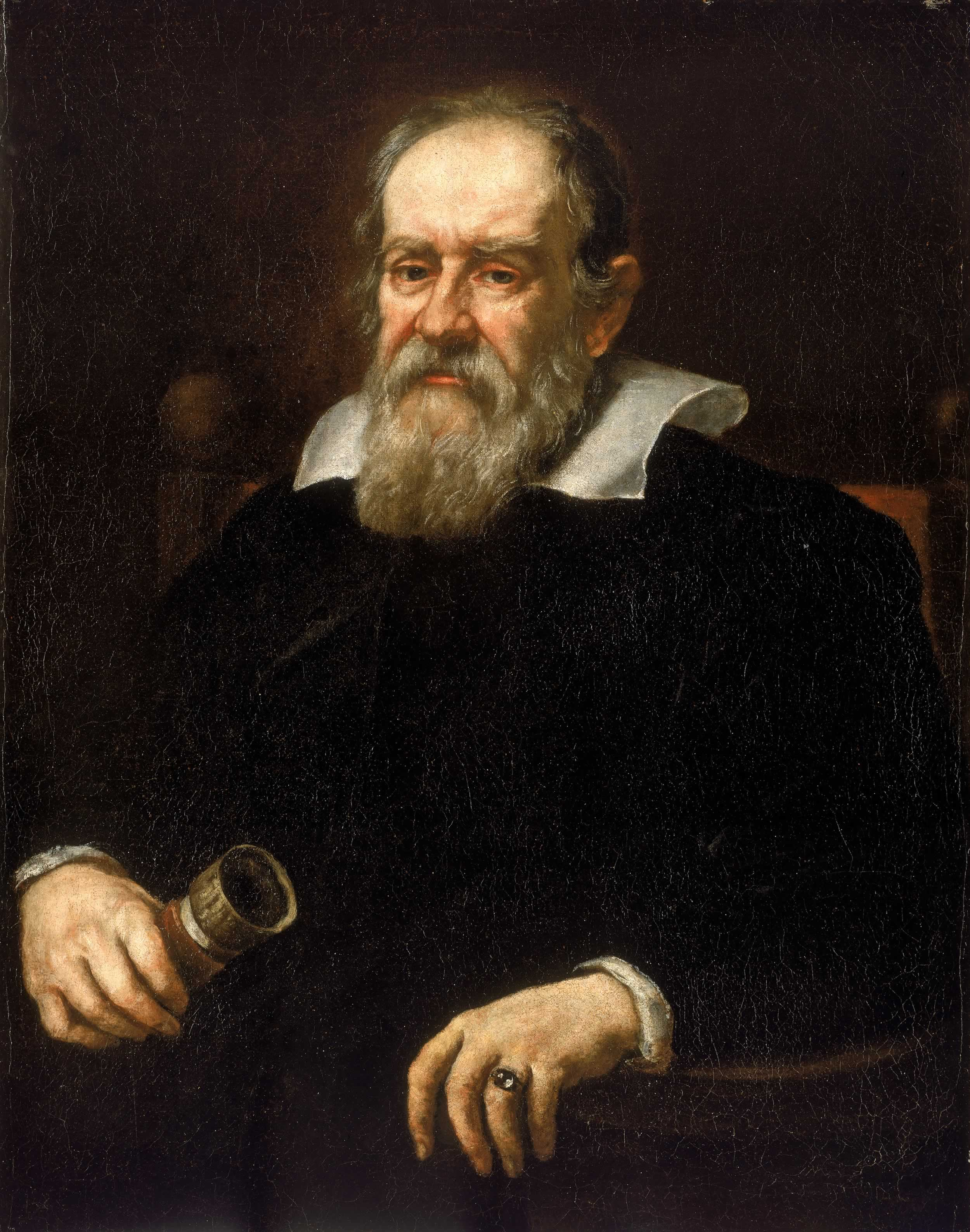
Галилео Галилей

- Галилео Галилей (основатель экспериментальной физики)
- Эванджелиста Торричелли (автор концепции атмосферного давления)
- Джованни Доменико Кассини (астроном и инженер XVII века)
- Жозеф Луи Лагранж (наряду с Леонардом Эйлером — крупнейший математик XVIII века)
- Алессандро Вольта (изобретатель батарейки)
- Амедео Авогадро (первооткрыватель фундаментального физико-химического закона, названного его именем)
- Антонио Меуччи (изобретатель телефона)
- Асканио Собреро (первым получил нитроглицерин)
- Антонио Пачинотти (один из создателей динамо-машины)
- Джузеппе Пеано (один из основателей математической логики и теории множеств)
- Аурелио Печчеи (основатель и первый президент Римского клуба, исследовавшего глобальные модели развития человечества)

Лауреаты Нобелевской премии:
- Эрнесто Монета (журналист, политик и пацифист, лауреат Нобелевской премии мира за 1907 год)
- Гульельмо Маркони (изобретатель радио, лауреат Нобелевской премии по физике за 1909 год)
- Энрико Ферми (создатель первого в мире ядерного реактора, лауреат Нобелевской премии по физике за 1938 год)
- Даниеле Бове (фармаколог, лауреат Нобелевской премии по физиологии и медицине за 1957 год)
- Джулио Натта (химик-органик, лауреат Нобелевской премии по химии за 1963 год)
- Карло Руббиа (физик, лауреат Нобелевской премии по физике за 1984 год)
- Рита Леви-Монтальчини (нейробиолог, лауреат Нобелевской премии по физиологии и медицине за 1986 год)
- Джорджо Паризи (физик-теоретик, лауреат Нобелевской премии по физике за 2021 год)

Существует двустороннее научно-техническое сотрудничество между Российской Академией наук, Национальным советом по научным исследованиям Италии (НСИ), Национальным институтом ядерной физики и Национальной академией «Линчеи» и другими организациями.

### Вычислительные мощности
По состоянию на июнь 2023 года в Казалеккьо-ди-Рено находится CINECA самый мощный суперкомпьютерный центр для научных исследований в Италии, в нём установлен один из суперкомпьютеров ЕС, проекта EuroHPC JU, суперкомпьютер «Leonardo». В ноябре 2022 года «Leonardo» стал вторым самым быстрым суперкомпьютером в Европе и ЕС, и четвёртым в мире в рейтинге Top500. По состоянию на июнь 2023 года «Leonardo» занимает четвёртое место в мире в рейтинге Top500 и имеет заявленную производительность в 238,70 петафлопса, а пиковую — 304,47 петафлопса при среднем энергопотреблении порядка 7,4 МВт.

## Культура и искусство

### Изобразительное искусство

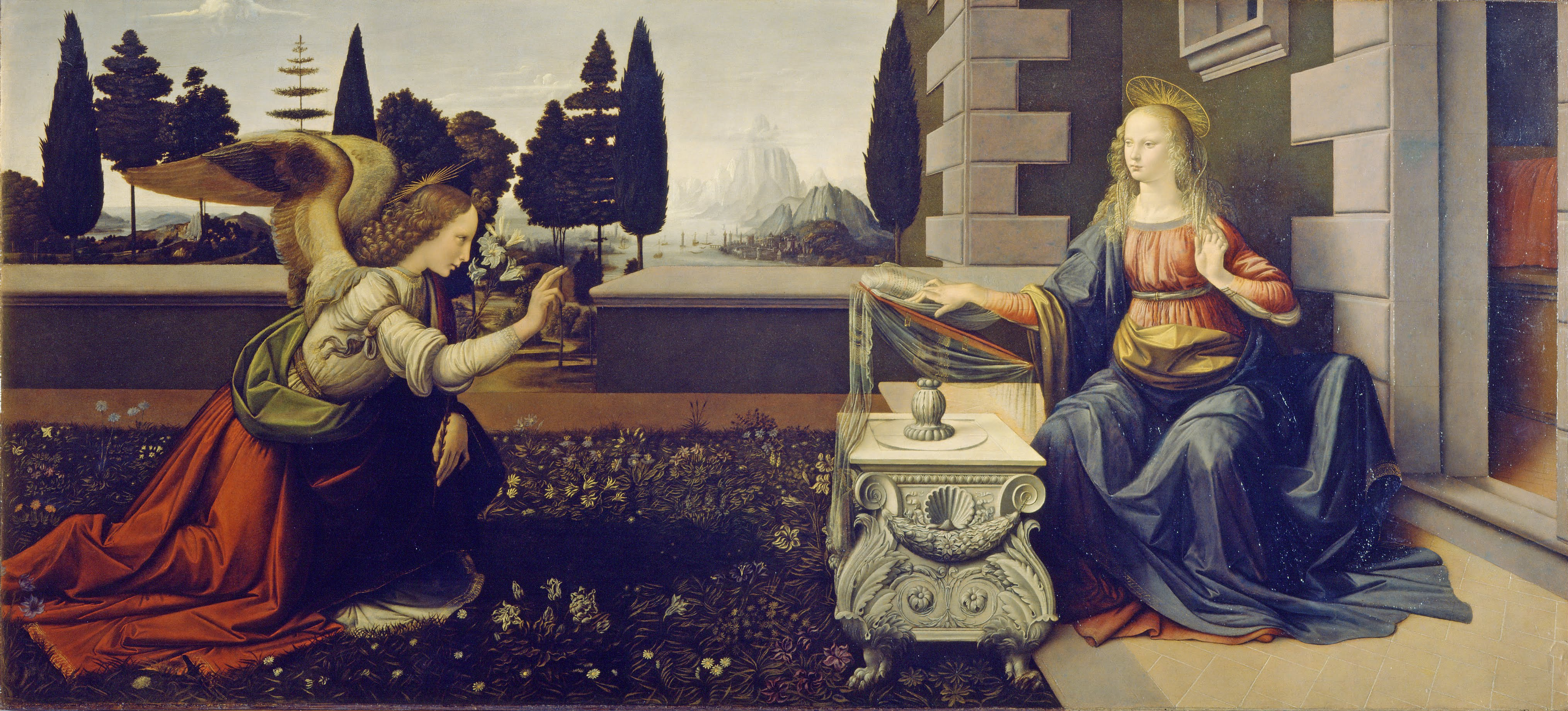
Картина Леонардо да Винчи «Благовещение Пресвятой Богородицы» 1472—1475 годы. Уффици, Флоренция

«Мона Лиза», Леонардо да Винчи, ок. 1503 год

История итальянского искусства во многом предопределила историю искусства Западной цивилизации. После этрусской и особенно Древнеримской эпохи, которые доминировали на Апеннинах на протяжении многих веков, Италия занимает центральное место в Европейском искусстве эпохи Возрождения. Италия также доминировала в европейской художественной жизни в XVI и XVII веках, будучи колыбелью стиля барокко. В XVIII веке в стране произошёл культурный спад, и она начала терять роль локомотива духовной жизни Европы, уступив её Франции. Тем не менее, в середине XIX века страна вернулась на международную арену с такими художественными течениями, как маккьяйоли, футуризм, метафизическая живопись, новеченто, арте повера, трансавангард. Итальянское искусство на протяжении истории повлияло на несколько основных культурных движений и родило плеяду великих художников, архитекторов и скульпторов. Самыми известными итальянскими художниками являются: Джотто ди Бондоне, Джованни Беллини, Сандро Боттичелли, Леонардо да Винчи, Микеланджело, Джорджоне, Рафаэль Санти, Тициан, Тинторетто, Караваджо. Основателем школы итальянской скульптуры считается Никколо Пизано. Скульптор Донателло считается одним из основоположников нового ренессансного искусства, в частности ренессансной монументальной скульптуры и рельефа, а также жанра скульптурного портрета.
Сегодня Италия занимает важное место на международной арт-сцене, с несколькими крупными художественными галереями, музеями и выставками. Главными художественными центрами в стране являются её столица, Рим, а также Флоренция, Венеция, Милан, Неаполь, Турин и другие города.

### Архитектура

Собор Санта-Мария-дель-Фьоре во Флоренции

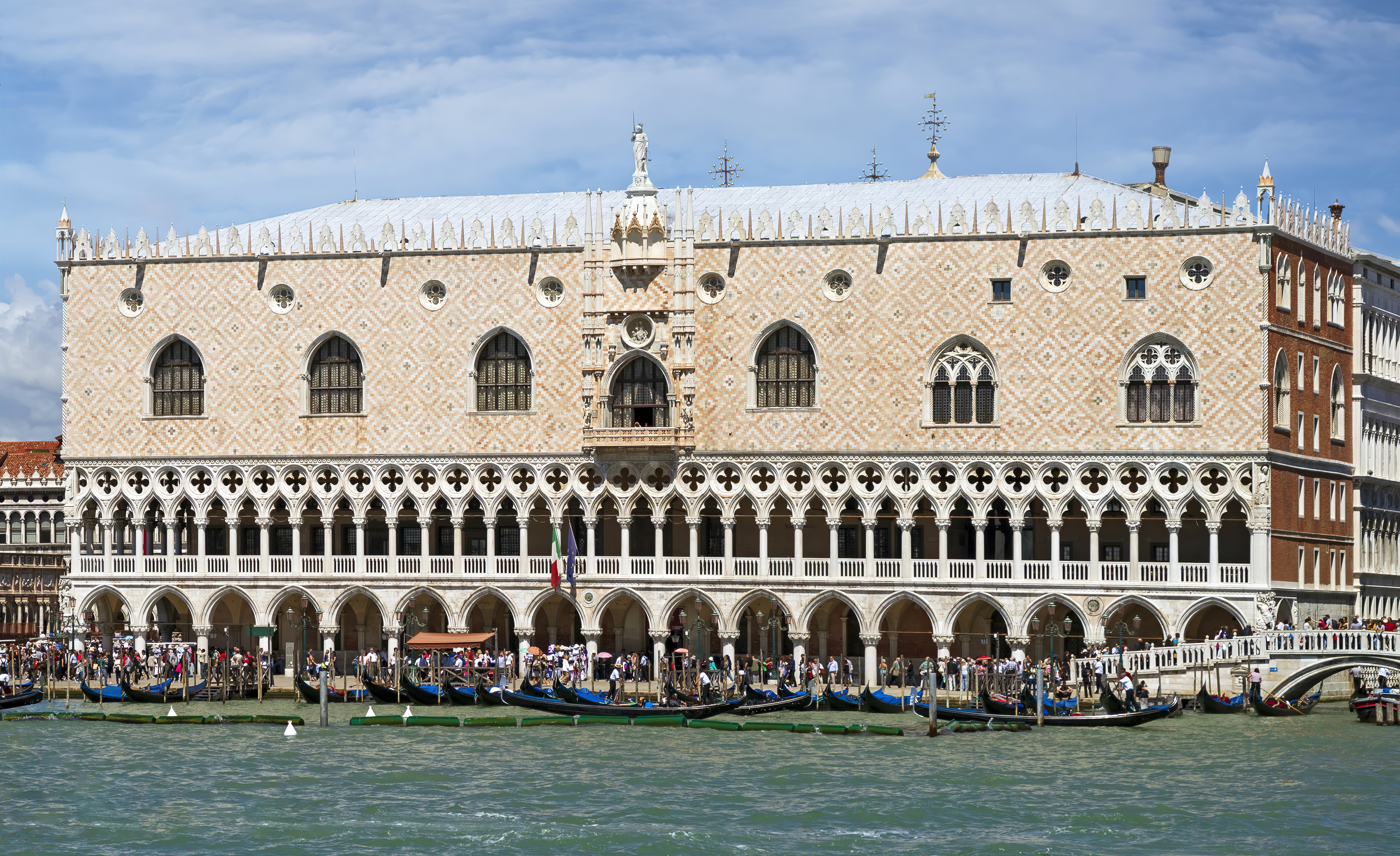
Дворец дожей в Венеции

Леон Баттиста Альберти и Филиппо Брунеллески являются создателями новой европейской архитектуры.
В Италии возведены одни из лучших произведений архитектуры, такие как Колизей, Пизанская башня, собор Санта-Мария-дель-Фьоре, Миланский собор, Собор Святого Марка, Дворец дожей, Моле-Антонеллиана, Вилла д’Эсте, Фонтан Треви и т. д.
Италия имеет много памятников архитектуры во всех её направлениях. Это музеи, дворцы, здания, статуи, церкви, художественные галереи, виллы, фонтаны, исторические здания и археологические памятники.
Также архитектурное влияние Италии распространилось далеко за её пределы. Например архитекторы итальянского происхождения Бартоломео Растрелли и Карл Росси построили самые известные сооружения XVIII-XIX веков в Российской империи.

### Спорт
Самый популярный вид спорта в Италии — футбол.

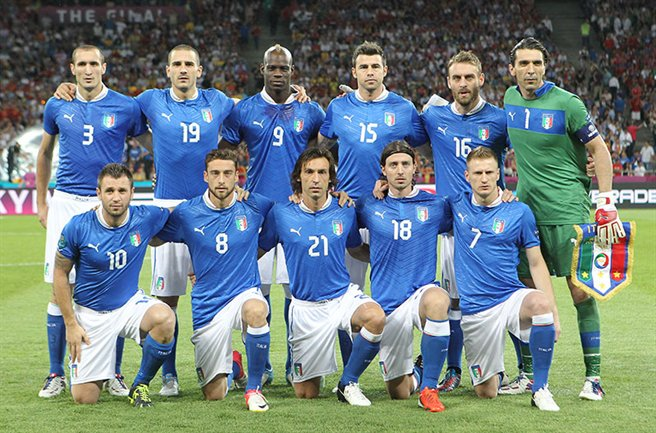
Сборная Италии по футболу

Высшим дивизионом футбола в Италии является Серия А. Сборная Италии по футболу является 4-кратным чемпионом мира по футболу (1934, 1938, 1982, 2006) и 2 раза выигрывала чемпионат Европы по футболу (1968, 2020). Сборная Италии по футболу удерживает мировой рекорд по матчам без поражений (37 игр подряд). Вратарь сборной Италии Джанлуиджи Буффон считается одним из лучших вратарей всех времён.
Италия родина:
- лучшего футболиста XX века после Марадоны, Пеле и Эйсебио (по результатам интернет-опроса проведенного ФИФА) Роберто Баджо;
- обладателя самого большого количества наград Олимпиад и чемпионатов мира в истории фехтования Эдоардо Манджаротти;
- культуриста, соратника Арнольда Шварценеггера, двукратного обладателя титула «Мистер Олимпия» Франко Коломбо;
- футбольного судьи Пьерлуиджи Коллины, в коллекции которого шесть призов лучшему судье планеты;
- одного из самых успешных мотогонщиков всех времён Валентино Росси.

Также в Италии популярны: велоспорт, теннис, гольф.

### Кухня

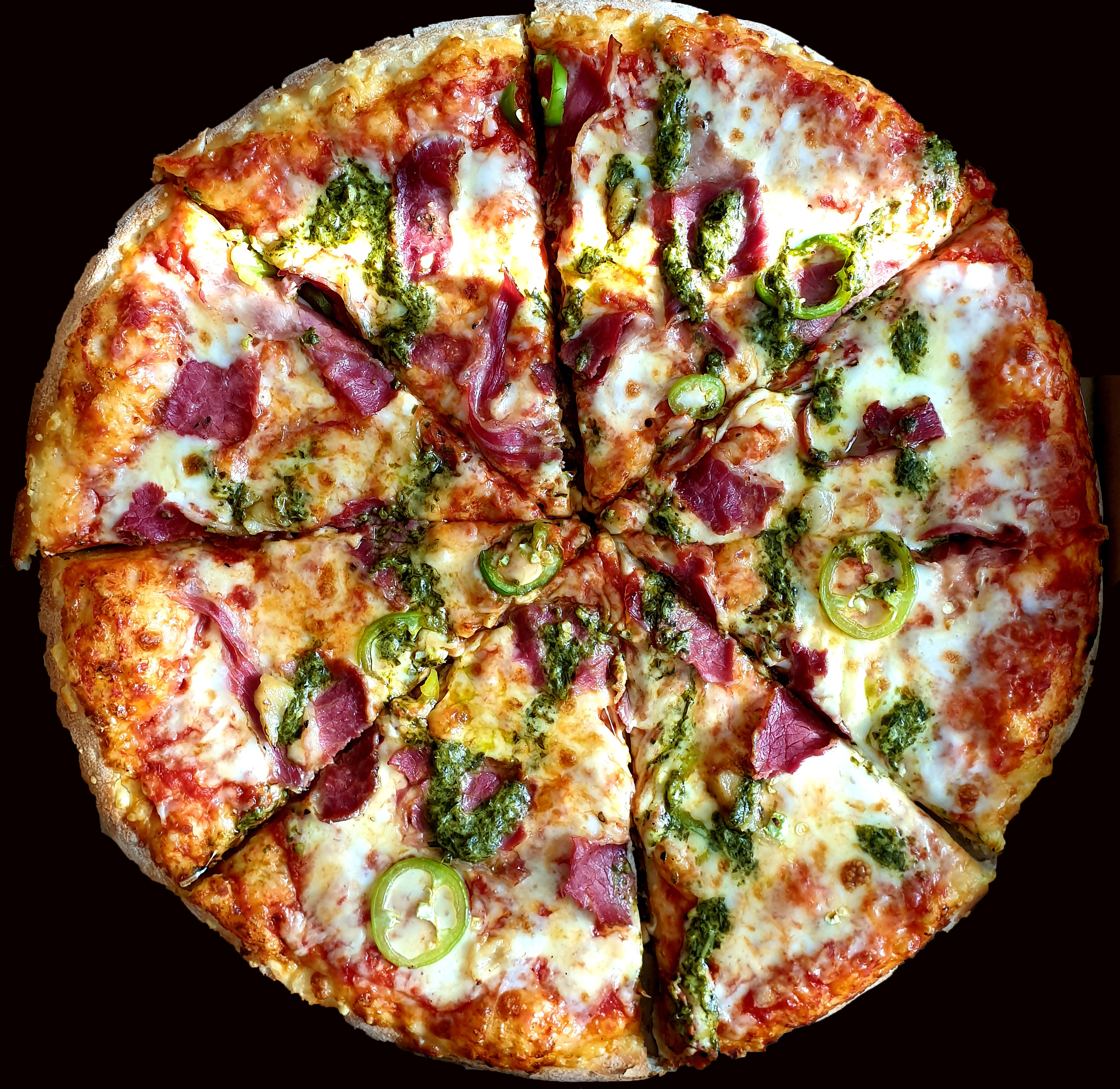
Пицца

Традиционная кухня Италии распространена и популярна во всём мире, благодаря, в частности, таким блюдам, как пицца, паста, карпаччо. По итогам исследования YouGov, в котором приняли участие 25 тыс. человек из 24 стран, итальянская кухня была признана самой популярной в мире. Она очень разнообразна и специфична, в каждом регионе есть свои традиционные блюда.

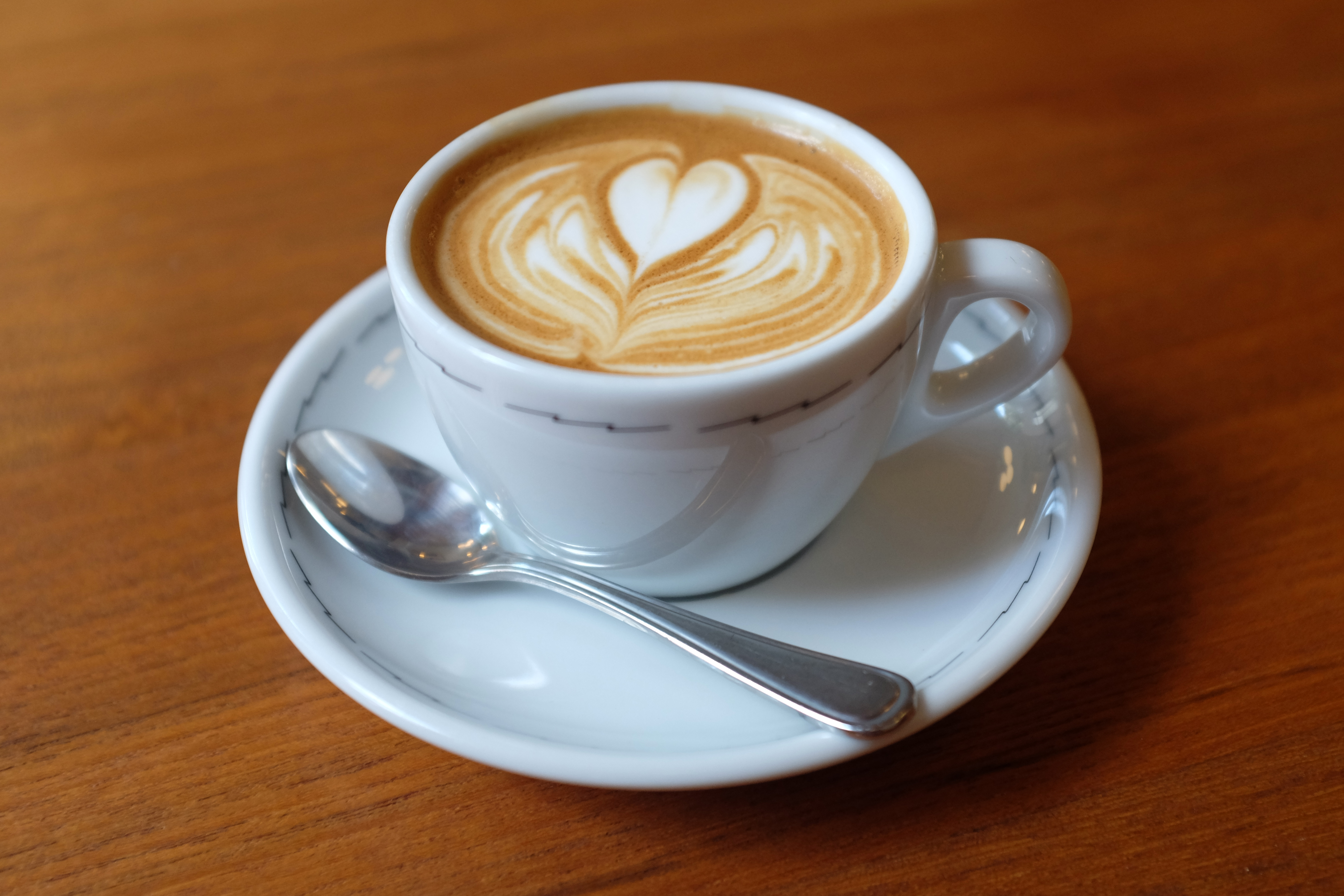
Капучино

В основе итальянской кухни лежат исторически сложившиеся многовековые традиции с культурными влияниями римлян, греков, лангобардов, арабов и прочих народов, когда-либо населявших Италию или оказывавших влияние на формирование её культуры.
В Италии долгое время блюда из певчих птиц были популярными деликатесами, но сейчас торговля дикими пернатыми в стране запрещена благодаря усилиям защитников природы.
В Италии производится множество видов сыров, самые известные из которых: моцарелла, пармезан, горгондзола и маскарпоне.
В Италии была создана первая в мире кофемашина и кофейные напитки, получившие широчайшее распространение в мире: эспрессо, ристретто, американо, латте, капучино.
В мире популярны итальянские десерты: тирамису, панна-котта и итальянское мороженое. Также в Италии располагается компания Ferrero — производитель знаменитых кондитерских изделий: Нутелла, Киндер-сюрприз, Тик Так, Ферреро Роше, Раффаэлло.
Италия имеет давние традиции виноделия. Родом из Италии алкогольные напитки: Амаретто, Апероль, Граппа, Лимончелло, Мартини, Просекко, Самбука, Фраголино.

### Музыка

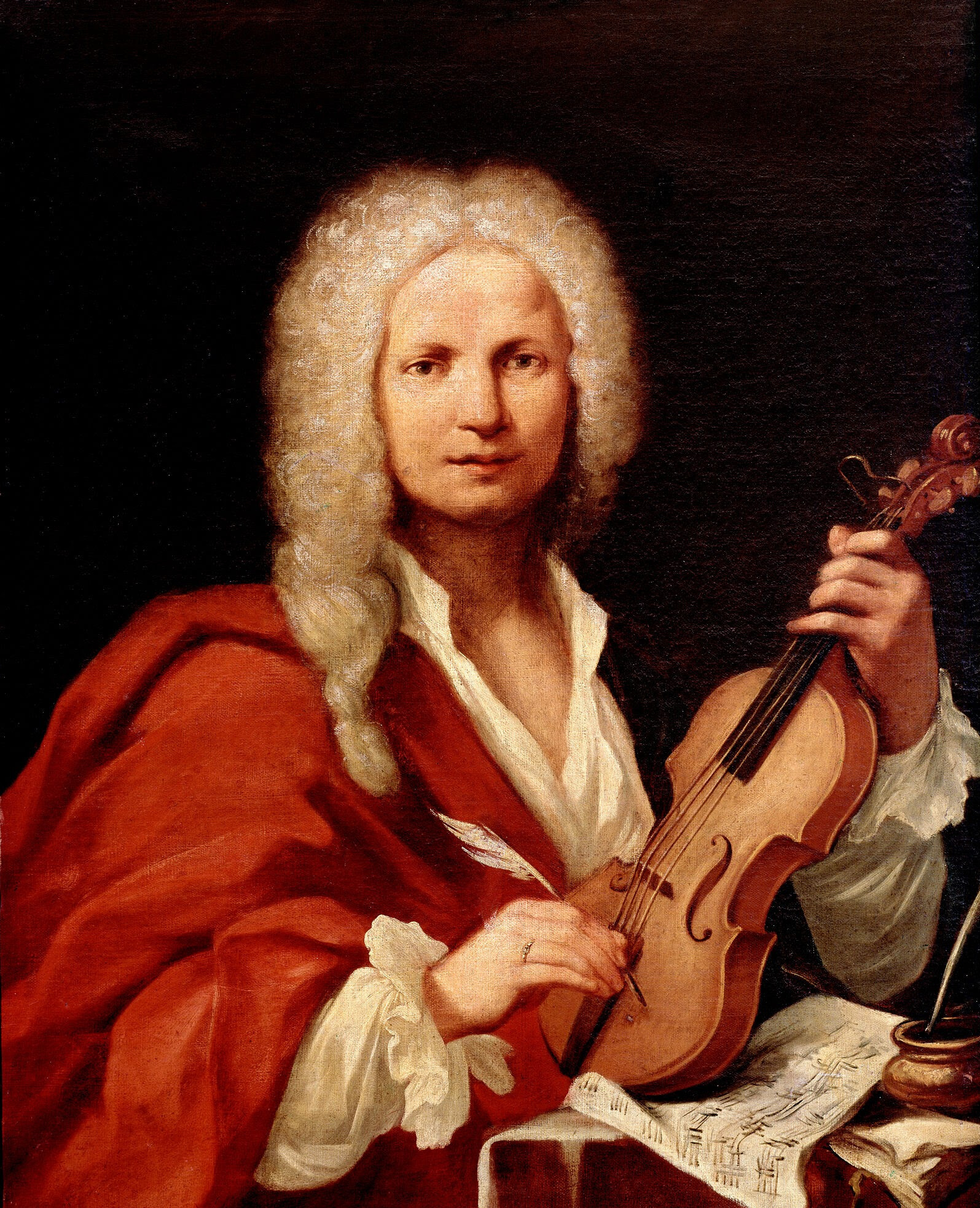
Антонио Вивальди

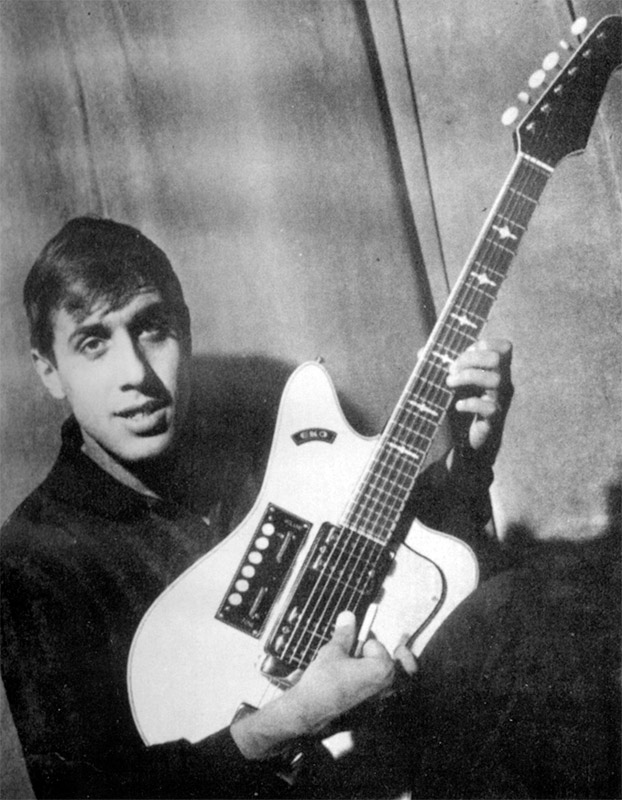
Адриано Челентано

Итальянская музыка была высоко оценена в истории, и многие произведения итальянской музыки считаются высоким искусством.
Опера как некое представление, объединяющее в себе музыку, слова и сценическое действие, родилась именно в Италии. Жанр начал развиваться в конце XVI века во Флоренции, а затем распространился по всей стране и далеко за её пределами. В Италии творили композиторы — Джоаккино Россини, подаривший миру оперы «Севильский цирюльник» и «Вильгельм Телль», его последователи Доницетти и Беллини, оперный новатор Джузеппе Верди, написавший «Травиату», «Аиду» и «Риголетто», Джакомо Пуччини, написавший «Манон Леско», «Мадам Баттерфляй», «Турандот» и многие другие. Самыми известными итальянскими оперными певцами являются Энрико Карузо, Лучано Паваротти и Андреа Бочелли. Самый известный итальянский оперный театр «Ла Скала» расположен в Милане. Известный оперный певец Анатолий Соловьяненко утверждал, что «итальянская школа пения — самая прогрессивная и лучшая школа пения, которая есть» и что «она использует максимально возможности человеческого голоса».
Италия — родина таких известных скрипачей и композиторов, как Антонио Вивальди, Никколо Паганини, Томазо Альбинони, Пьетро Локателли, Арканджело Корелли, Джузеппе Торелли, Федерико Агостини и таких скрипичных мастеров, как Николо Амати, Антонио Страдивари, Джузеппе Гварнери.
Родом из Италии знаменитые кинокомпозиторы Эннио Морриконе, Нино Рота, Джорджо Мородер.
Наиболее известные в мире итальянские эстрадные артисты: Адриано Челентано, Тото Кутуньо, Аль Бано и Ромина Пауэр, Рикардо Фольи, Виола Валентино, Рафаэлла Карра, Робертино Лорети, Джанни Моранди, Savage, Gazebo, Роберт Майлз, Тони Эспозито, Умберто Тоцци, Пупо, Эрос Рамаццотти, Ricchi e Poveri, Eiffel 65, Måneskin.
Ежегодно в Италии проходит песенный конкурс «Фестиваль в Сан-Ремо».

### Кино

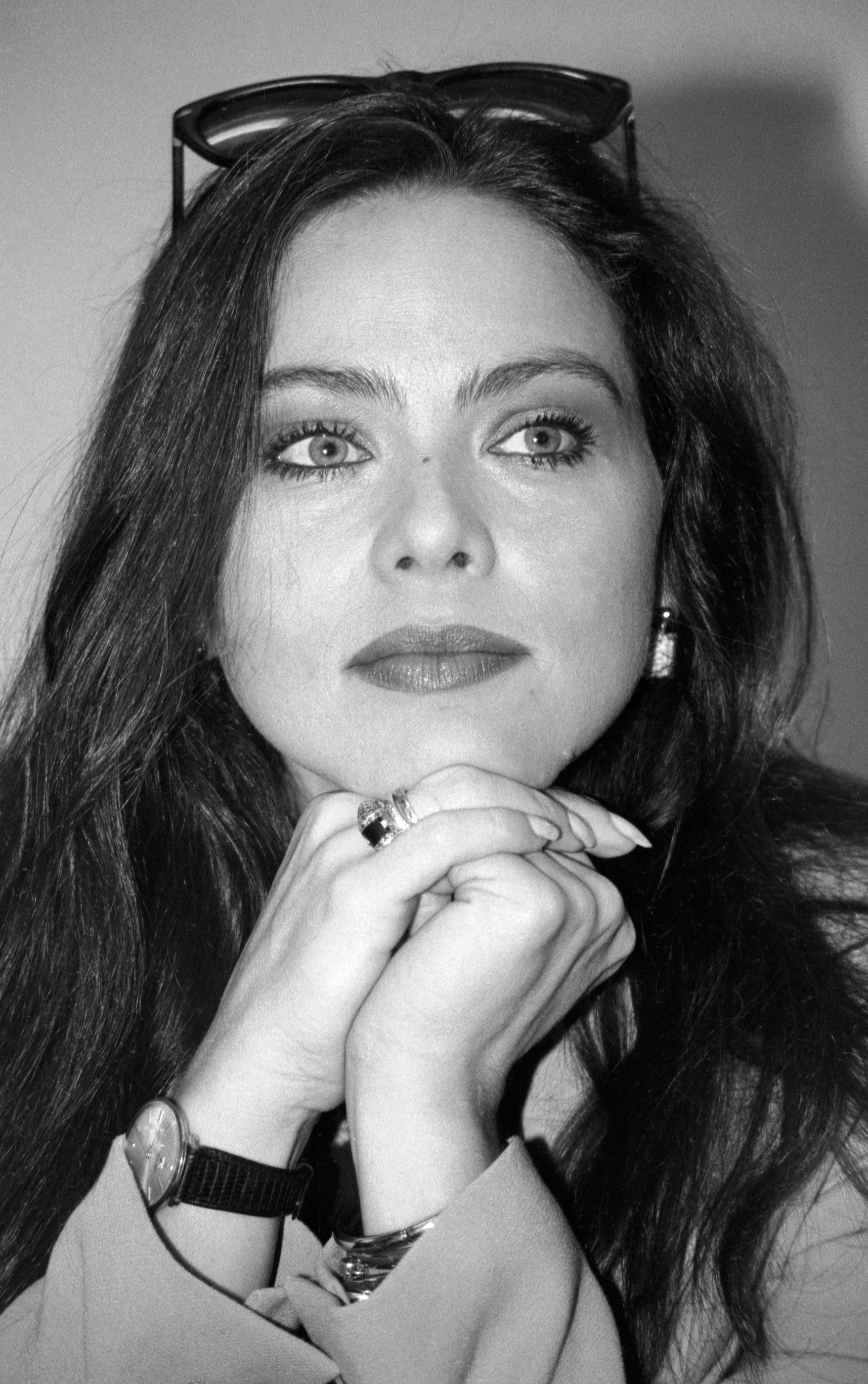
Орнелла Мути

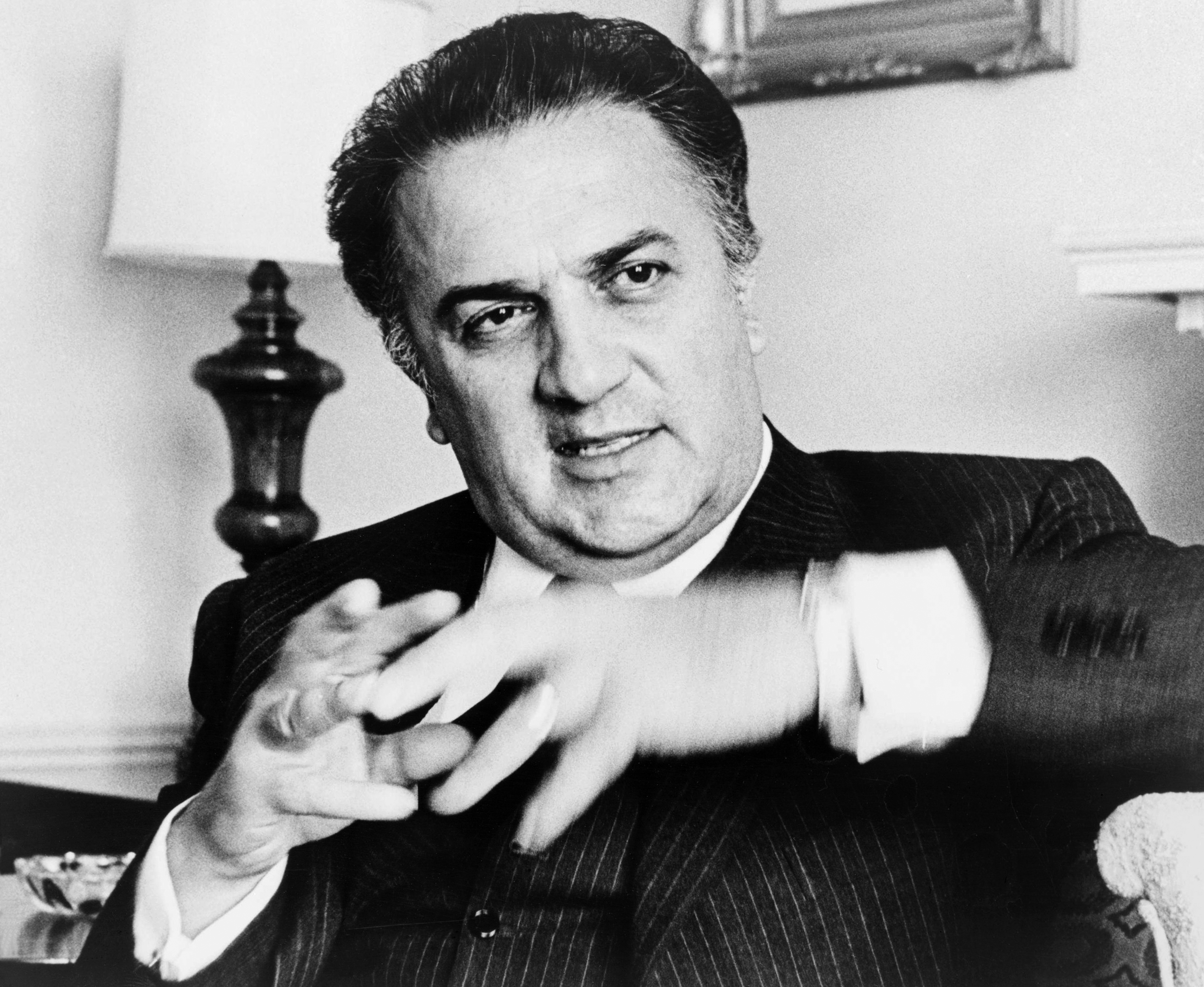
Федерико Феллини

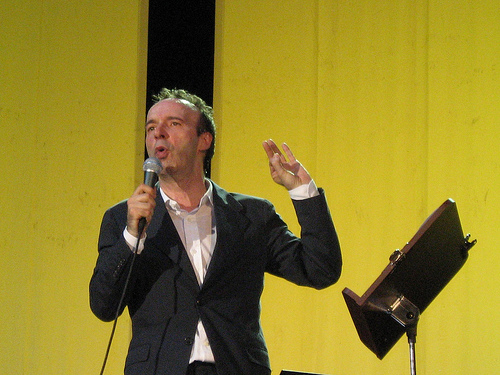
Роберто Бениньи

Италия оказалась вовлечена в кино с самого его зарождения, на рубеже XIX и XX веков, и оказала большое влияние на его развитие.
В 1905 году появляется итальянское кино. Первым фильмом считается «Взятие Рима» Филотео Альберини. Вслед за этим в Италии начинается развитие кинематографа.
Известные итальянские кинорежиссёры: Федерико Феллини (первый иностранный режиссёр, номинированный на «Оскар» за лучшую режиссуру), Серджо Леоне, Кастеллано и Пиполо, Лукино Висконти, Роберто Росселлини, Микеланджело Антониони, Бернардо Бертолуччи, Пьер Паоло Пазолини, Франко Дзеффирелли, Джузеппе Торнаторе, Джанни Амелио, Пупи Авати, Пьетро Джерми, Тонино Гуэрра, Дино Ризи.
Известные итальянские киноактёры и киноактрисы: Адриано Челентано, Орнелла Мути, Джина Лоллобриджида, Марчелло Мастроянни, Моника Беллуччи, Роберто Бениньи, Николетта Браски, Софи Лорен (стала первой актрисой, получившей «Оскар» за роль не на английском языке).
В Италии появился поджанр фильмов-вестернов «Спагетти-вестерн», особенно популярный в 1960-х и 1970-х годах. За это время в Италии было снято около 600 вестернов. Самый известный из которых «Хороший, плохой, злой» с Клинтом Иствудом.
Совместно с СССР сняты кинокартины:
- 1964 — «Они шли на Восток», режиссёр Джузеппе Де Сантис
- 1969 — «Красная палатка», режиссёр Михаил Калатозов
- 1970 — «Ватерлоо», режиссёр Сергей Бондарчук
- 1970 — «Подсолнухи», режиссёр Витторио Де Сика
- 1973 — «Невероятные приключения итальянцев в России», режиссёр Эльдар Рязанов
- 1980 — «Жизнь прекрасна», режиссёр Григорий Чухрай
- 1987 — «Очи чёрные», режиссёр Никита Михалков

Ежегодно в Италии проводится старейший международный кинофестиваль мира «Венецианский кинофестиваль». Главный приз — «Золотой лев». По итогам работы всех секций фестиваля вручается также приз Луиджи Де Лаурентиса.

## Средства массовой информации
Пресса
Среди наиболее известных печатных СМИ — газеты и журналы Corriere Della Sera, Il Giornale, La Repubblica, La Stampa, L’Espresso, Italia Oggi, La Nazione, Il Sole 24 Ore. Действует информационное агентство ANSA.
В Италии бурно обсуждается законопроект, который будет ограничивать медиа и запретит любую информацию о криминальных расследованиях, прежде чем дела передаются в суд. В ответ на протесты журналистов и простых людей политики заявляют, что нюансы закона будут обсуждаться заново.
Как уточнил Международный институт прессы, законопроект предполагает «штраф до 464 700 евро для издателей и до 20 000 евро для журналистов, которые его нарушат». Данный закон также запретит снимать людей на фото и видео без их согласия (за нарушение предполагается тюремное заключение), прослушивание телефонных разговоров, пока следователи не подтвердят совершение преступления. Несогласные с этим законопроектом говорят, что политики просто пытаются таким образом избегать скандалов, связанных со своей частной жизнью.
Предполагается, что законопроект появился в ответ на случаи телефонного прослушивания известных политиков, в том числе премьер-министра Сильвио Берлускони и министра промышленности Клаудио Скайола, которого вынудили уйти в отставку.
Телерадиовещание
Телерадиовещание в Италии делится на общественное и коммерческое. Итальянское общественное телерадиовещание представлено вещателем RAI, вещающим на 1-м (Rai 1), 2-м (Rai 2) и 3-м (Rai 3) телеканале, 3 радиостанциях (Rai Radio 1, Rai Radio 2 и Rai Radio 3). Итальянское коммерческое телерадиовещание представлено вещателями Rete 4 (4 канал), Canale 5 (5 канал) и Italia 1 (6 канал), объединённые в холдинг Mediaset.

## В астрономии
Астероид (477) Италия, открытый в 1901 году, назван в честь Италии.